# Zofia Potocka

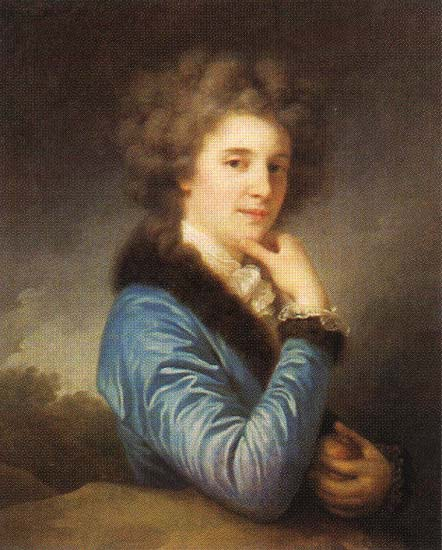
Giovanni Battista Lampi: Zofia Wittowa als Siegreiche Venus mit dem Apfel des Paris, Warschau/Wien 1788/89, Petersburg.

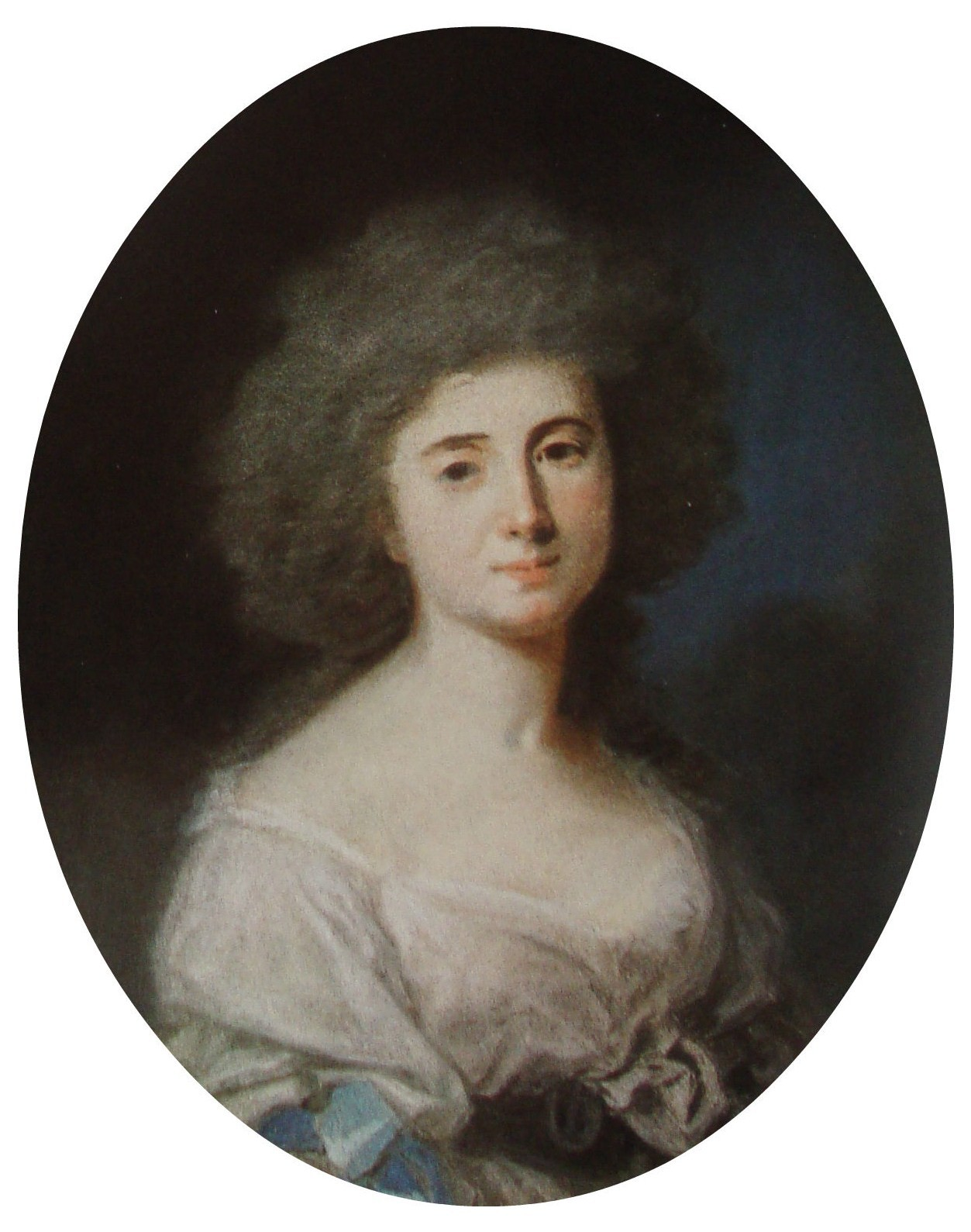
Unbekannter Künstler: Zofia Wittowa, Pastell, 1792 im Besitz Szczęsny Potockis, Petersburg.

Reichsgräfin Zofia Potocka, griechisch Σοφία Ποτότσκα Sofía Potótska, ukrainisch Софія Потоцька Sofija Potozka, russisch София Потоцкая Sofija Potozkaja, ledige Glavani, geschiedene Reichsgräfin Wittowa, auch de Witte oder Witt (* 12. Januar 1760 in Mudanya bei Bursa; † 24. November 1822 in Berlin) war im späten 18. Jahrhundert eine gefeierte Schönheit und durch Heirat polnische Reichsgräfin.
Geboren in einfachen Verhältnissen in Bithynien im Nordwesten der heutigen Türkei, wurde sie nach dem Tod ihres Vaters, noch minderjährig, in Konstantinopel zur Kurtisane europäischer Diplomaten. Dadurch gelang ihr der Aufstieg bis zur Gattin des reichsten Magnaten Polen-Litauens, Stanisław Szczęsny Potocki. Sie wurde vielfach als „schönste Frau Europas“ bezeichnet.
Wie ihre Zeitgenossinnen Madame du Barry (Marie-Jeanne Bécu) und Lady Hamilton (Amy Lyon) ging sie als Geliebte prominenter Männer in die Geschichte ein. Aufgrund der – passiven – Rolle, die sie beim Untergang der Rzeczpospolita spielte, wurde sie von der Trivialliteratur der Teilungsmächte idealisiert und von den Anhängern der polnischen Unabhängigkeit dämonisiert.

## Herkunft und Jugend (1760–1779)

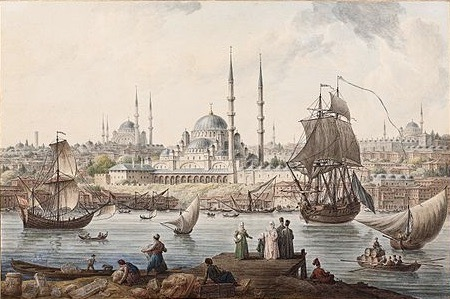
Jean-Baptiste Hilaire: Hafen von Istanbul, um 1780, Istanbul.
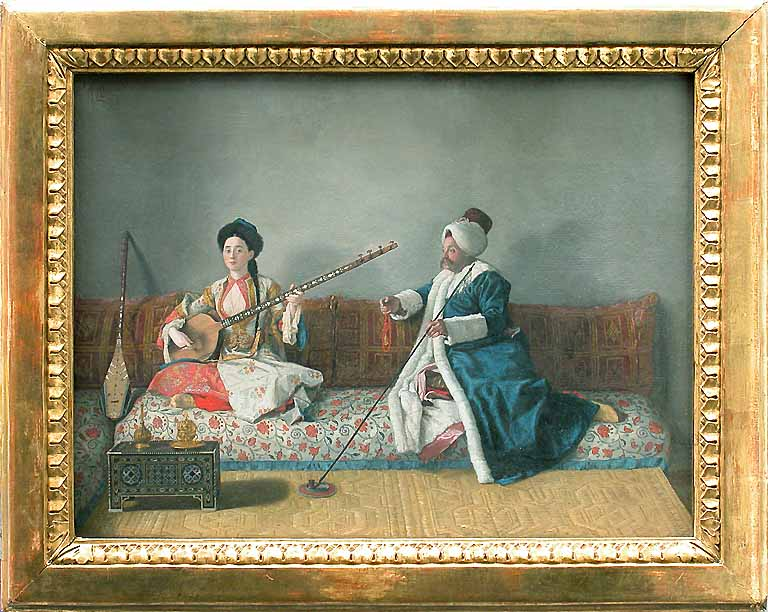
Jean-Étienne Liotard: Glavanis Schwester beim Lautenspiel, Istanbul um 1740, Louvre.

Zofia bezeichnete sich selbst als Fanariotin aus dem Kaiserhaus von Trapezunt. Laut dem Bericht, den ihr Entdecker Karol Boscamp-Lasopolski (etwa 1740–1794) 1789 dem polnischen König Stanisław August über ihre Herkunft und Übersiedlung nach Polen übergab und der gemäß seinem Herausgeber Łojek Quellenwert besitzt, war Zofia das einzige Kind des griechischen Kleinviehhändlers Konstantinos und dessen Frau Maria. Die frühe Jugend verbrachte sie in Mudanya, das als „Stapelstadt“ von Bursa (Bithynien) „mit einem langen Darm [sic] ärmlicher, halbverfallener Häuser ohne Scalen oder Landungstreppen“ eine Bucht des Marmarameers säumte. Nachdem die Eltern sie auf eine Wallfahrt nach Jerusalem mitgenommen hatten, wurde sie Helena, der jüngeren Schwester der Mutter, anvertraut.
Diese Helena war in Istanbul mit einem Franzosen verheiratet. Von ihm, dessen Vater Konsul auf der Krim gewesen war, übernahm Zofia den Familiennamen Glavani. Auch ihre Eltern zogen nach Istanbul, wo Konstantinos Aufseher der christlichen Metzger wurde. Doch Glavani floh vor seinen Gläubigern, der Vater und auch ein armenischer Stiefvater Zofias starben, das Haus der Familie brannte nieder. Um ihren Unterhalt zu verdienen, prostituierten Helena und Zofias Mutter Maria sich und verkuppelten auch die minderjährige Zofia. Mit siebzehn floh das Mädchen aus dem Palast einer lesbischen Verwandten Sultan Abdülhamids I., die es zu ihrer Bettgenossin machen wollte. Da zu den Kunden der Mutter der Pförtner der polnischen Auslandsvertretung in Istanbul zählte, fand Zofia dort Zuflucht und wurde Konkubine des Internuntius Boscamp.

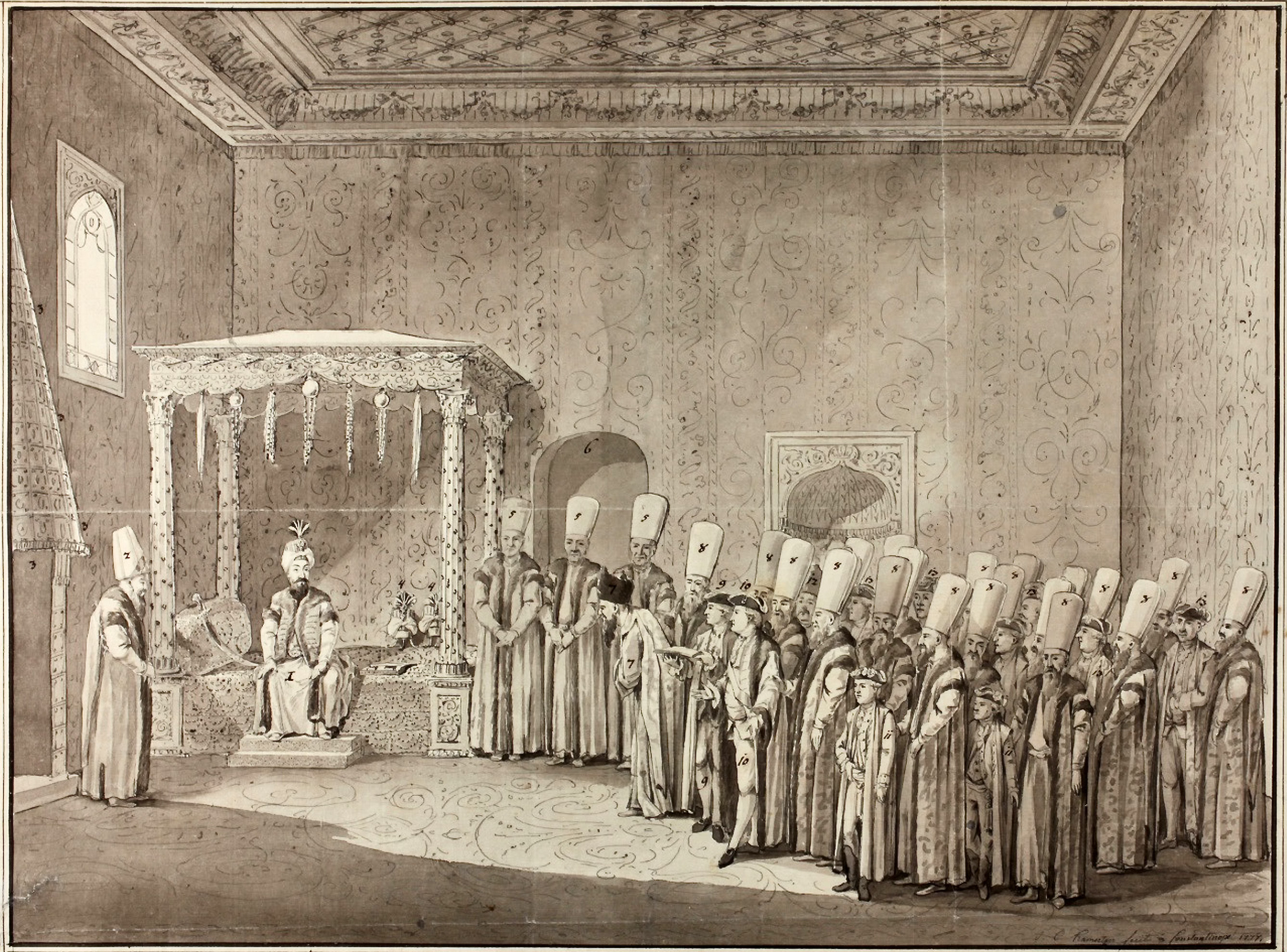
Jan Chrystian Kamsetzer: Karol Boscamp (Nr. 10) vor Abdülhamid I. (Nr. 1), 1777, Warschau

Der gebürtige Niederländer Boscamp vertrat 1777/78 den russischen Satellitenstaat Polen als Internuntius bei der Hohen Pforte. Der jüngere seiner beiden Söhne mit seiner nach Warschau zurückgekehrten Ehefrau war Patenkind des polnischen Königs. Boscamp brachte sie in der polnischen Auslandsvertretung unter. Der Gesandte soll sich mit ihr auf Türkisch unterhalten haben. Schreiben (auf Griechisch) konnte sie damals erst mangelhaft. Um ihre bei den Glavanis erworbenen Französischkenntnisse zu verbessern, stellte Boscamp einen Hauslehrer ein. Zofia eignete sich die Sprache der Diplomatie so gut an, dass ihr diese später die Türen der europäischen Höfe öffnete. Obwohl sie erst nach ihrer Heirat französisch zu schreiben begann, sind alle ihre erhaltenen Briefe in dieser Sprache verfasst. Über ihre Beherrschung des Polnischen gehen die Angaben auseinander. In der Folge muss sie auch Russisch und Deutsch gelernt haben. 1795 übte sie sich darin, den englischen Spectator im Original zu lesen.
Der Internuntius ließ sich von ihr bei Landpartien, Ferienaufenthalten in Büyükdere am Bosporus und halboffiziellen Anlässen des diplomatischen Corps begleiten. Boscamp berichtete seinem König: „Ich bin auf dem Land mit einer recht schönen Griechin, die ich mir zugelegt habe, um die Aufmerksamkeit unserer Schwätzer auf dieses Objekt zu lenken, während ich dort in Ruhe meinen Geschäften nachgehe [mit den Türken verhandle].“ Später setzte er Zofia auf den russischen Gesandten Alexander Stachiew (1724–1794) an, der ihm entgegenarbeitete: „Ein Grund, warum dieser Mann mich noch schont, ist mein griechisches Mädchen, nach dem er verrückt ist und das sich über ihn lustig macht, ohne dass er dessen gewahr wird, da es den Befehl hat, ihn gut zu behandeln und ihm kleine Freiheiten zu gestatten.“ Als Stachiew ihm aber Zofia auszuspannen versuchte, wies sie seine Avancen mit unverhohlenem Abscheu zurück, was zum endgültigen Bruch zwischen den beiden Diplomaten führte und dazu beitrug, dass Boscamp abberufen wurde.
Die Romanze des Internuntius dauerte kaum ein Jahr. Da seine Frau davon erfuhr, gab er Zofia noch vor der Rückkehr nach Warschau bei einem Dolmetscher in Pension und hinterließ ihr, für den Fall, dass sie einen Handwerker oder Kaufmann ehelichen würde, eine Mitgift von 1500 Piaster. Sie soll aber sogar den Heiratsantrag eines englischen Diplomaten – Botschafter Robert Ainslie (1730–1812)? – abgelehnt haben. Im Übrigen war Boscamps diplomatische Karriere zu Ende, da Polens Reichstag, der Sejm, bald darauf gebürtige Ausländer wie ihn vom auswärtigen Dienst ausschloss.

## Generalin Wittowa (1779–1789)

### Offiziersgattin in Podolien

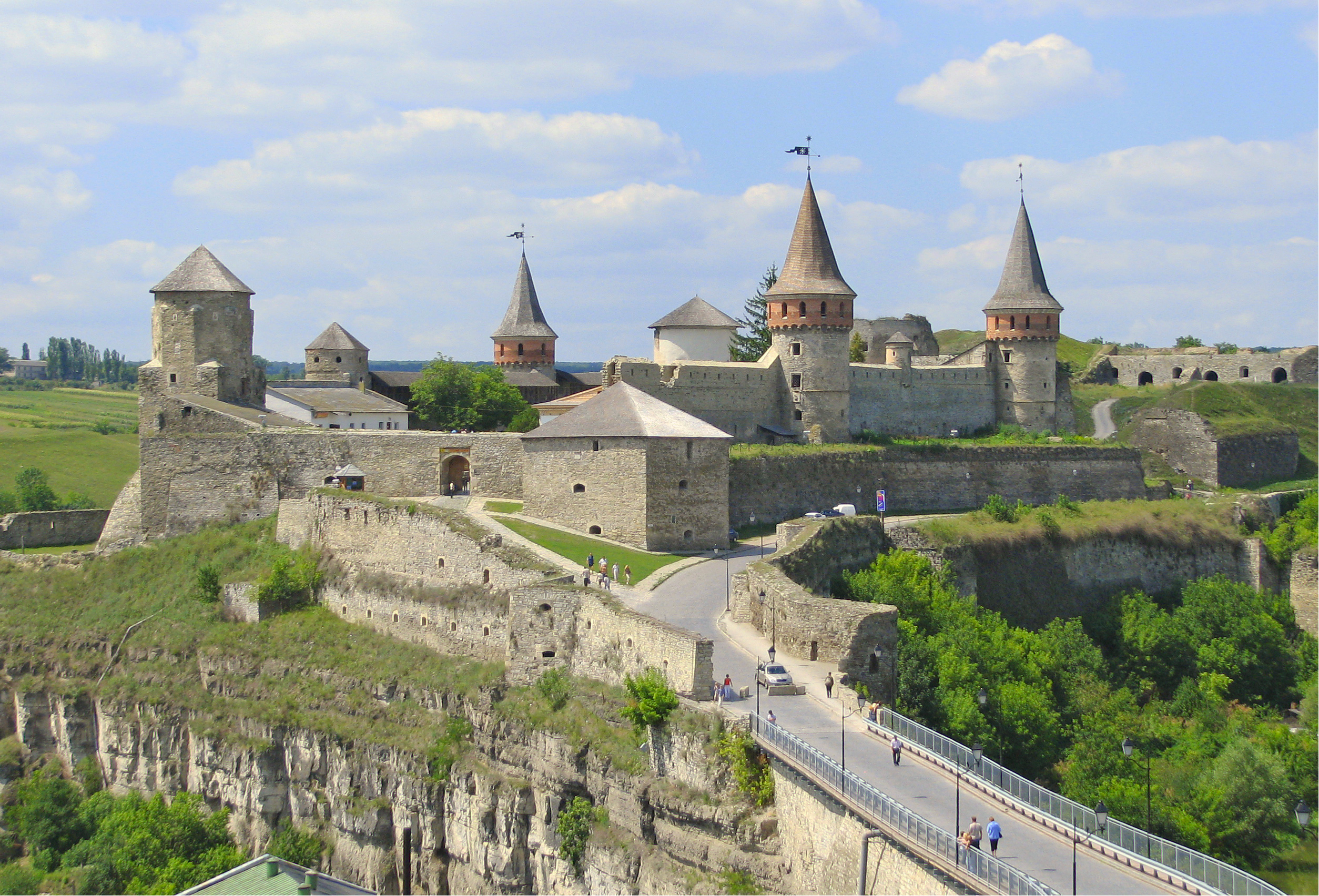
Festung Kamjanez-Podilskyj: Zitadelle.
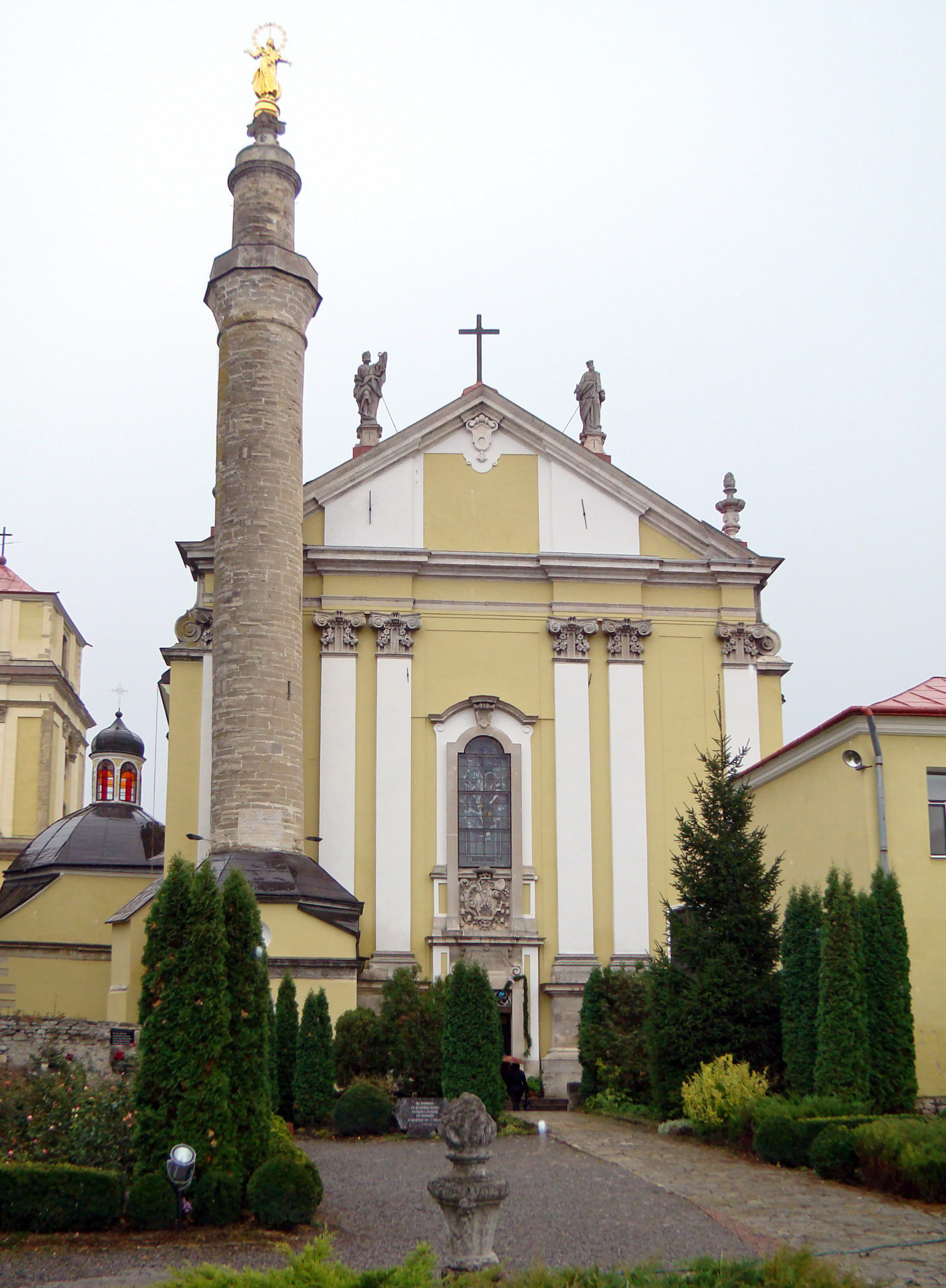
Kamjanez-Podilskyj: Kathedrale mit Mariensäule (Minarett[17]).
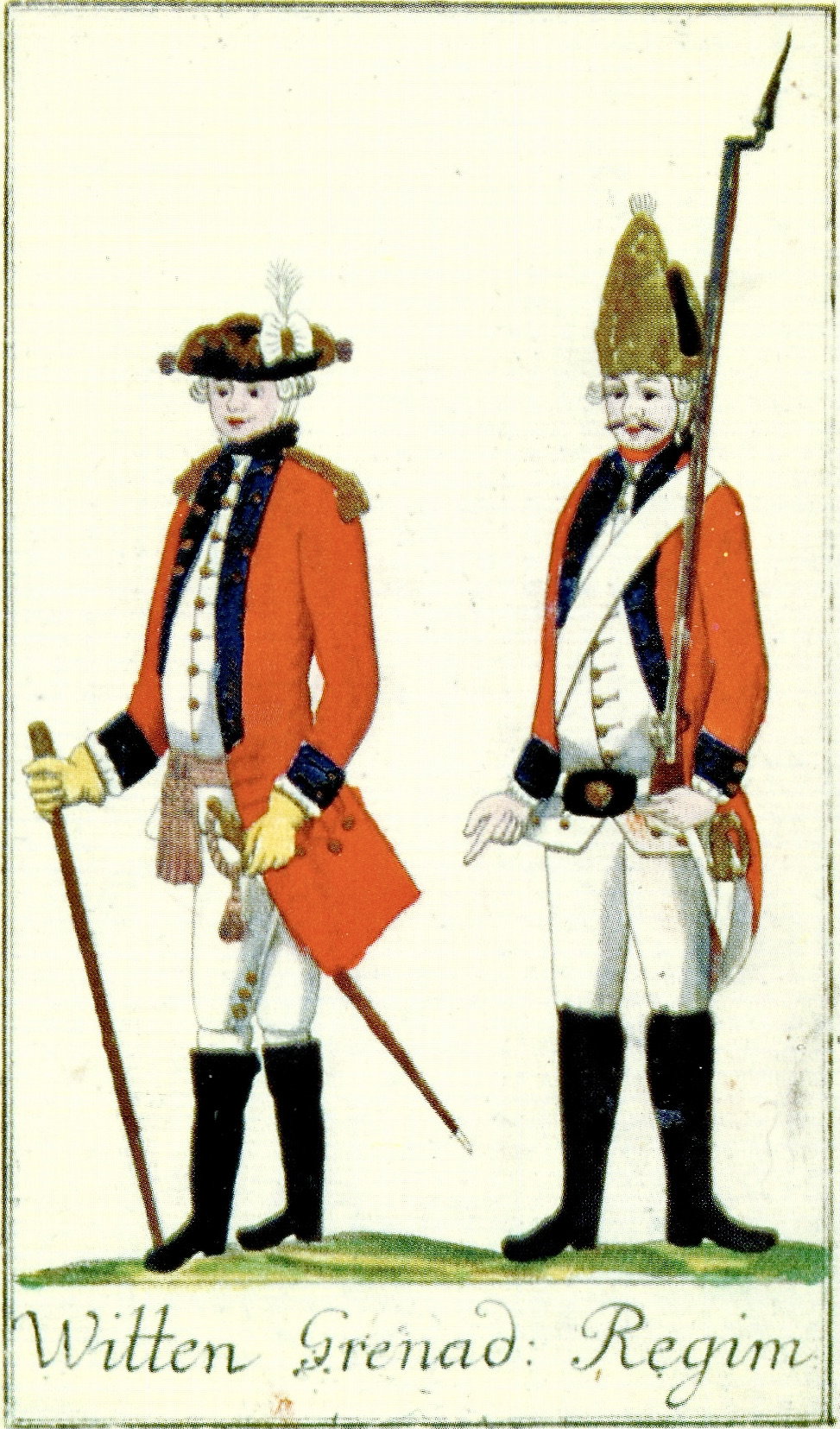
Offizier und Gemeiner des Grenadierregiments Józef de Witte.
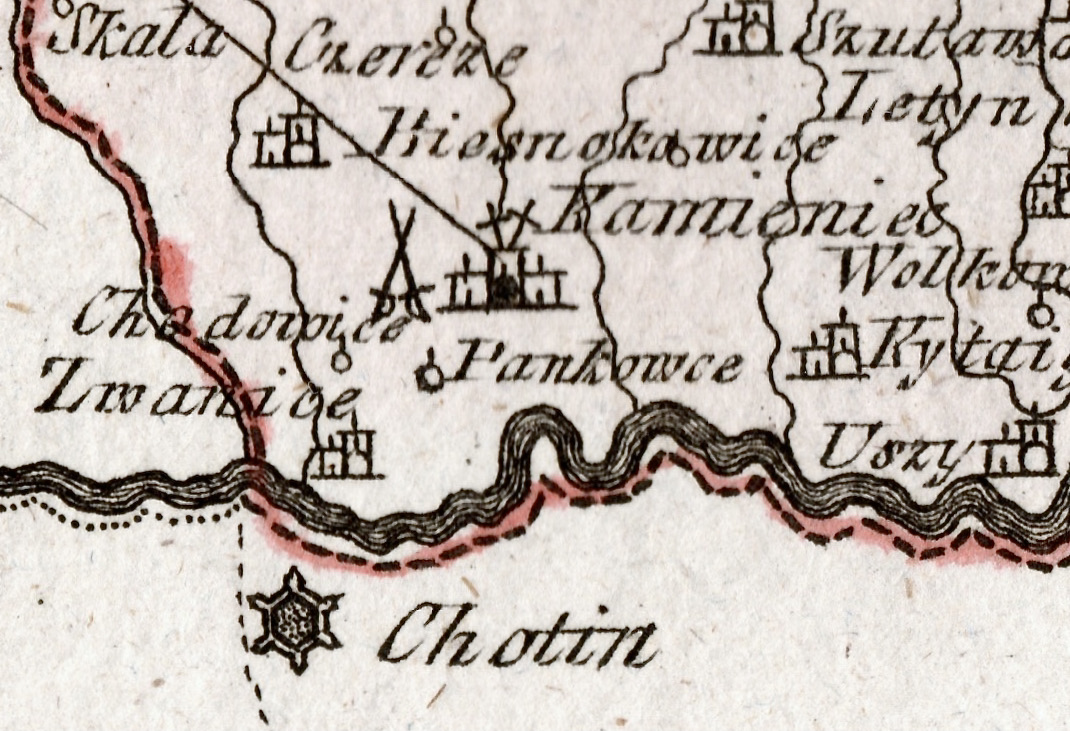
Franz von Reilly: Kamjanez-Podilskyj (Kamieniec) und Chotyn (Chotin), 1789.

Dank ihrer Fähigkeit, bewegende Briefe zu schreiben, hielt Zofia mit Boscamp eine Fernbeziehung aufrecht. Als er kurz darauf die Gattin verlor, lud er sie ein, wieder ihre frühere Funktion einzunehmen, was sie hoffen ließ, er werde sie heiraten. Doch als sie 1779 zu ihm reiste, hatte sie in Focșani (Rumänien), wo sie längere Zeit blieb, eine Affäre mit dem Schwager des Hospodars des Fürstentums Moldau. Gemäß General Alexandre Langeron ließ sie sich auch mit mehreren Bojaren ein. Ihre Untreue veranlasste Boscamp, sie von Iași nach Istanbul zurückbringen zu lassen. Sie flüchtete jedoch nach Kamjanez-Podilskyj in der polnischen Woiwodschaft Podolien, wo sie sich anscheinend als siebzehn- oder achtzehnjährige Kaufmannstochter aus Candia (Kreta) ausgab.
Was anschließend in dieser Grenzfestung geschah, gelangte – wenn auch in phantasievoll veränderter Form – in die westeuropäische Presse: Die schöne Griechin wurde vom vierzigjährigen Artilleriemajor Józef de Witte bzw. Witt (1739–1815) umworben. Dieser vorgebliche Nachfahr des niederländischen Mathematikers und Staatsmanns Johan de Witt (1625–1672) hatte das Kriegshandwerk als Stückjunker in Wien erlernt und auch in Frankreich gedient und war 1768 in den polnischen Adel aufgenommen worden. Als er Zofia kennenlernte, hatte er gerade von Fürst Marcin Lubomirski das einzige Grenadierregiment der Kronarmee (in Wirklichkeit ein schwaches Garnisonsbataillon) gekauft. Nochmals befahl Boscamp, Zofia nach Istanbul zu schaffen. Sie aber kehrte von Botoșani (Rumänien) nach Kamjanez zurück, worauf Witte sie im benachbarten Dorf Zinkiwzi heiratete. Schwiegervater Generalmajor Jan de Witte (1709–1785) – Kommandant von Kamjanez, bedeutender Architekt, Bibliophiler und Numismatiker – erfuhr von der Mesalliance erst im Nachhinein. Zwar bekundete der Siebzigjährige kein Interesse an der vorgeblichen Schwester Zofias, die ihm diese als Mätresse anbot (ihre Tante Helena). Sie vermochte ihn aber trotzdem für sich einzunehmen, indem sie, wie eine deutsche Zeitung berichtete, jene Demut an den Tag legte, „welche Männerherzen bei weiblichen Schönheiten so breiweich zu machen pflegt“.
Julian Ursyn Niemcewicz (1757–1841), der 1780 im Gefolge des Fürsten Adam Czartoryski nach Kamjanez kam, schildert Zofia in seinen Memoiren wie folgt: „Ich weiß nicht, ob Helena, Aspasia, Lais, Athens berühmteste Schönheiten, sie an Reiz und Anmut übertreffen konnten. Ich sah im Leben keine schönere Frau. Mit der ebenmäßigsten Gesichtsbildung, den süßesten, schönsten Augen vereinte sie ein engelhaftes Lächeln und eine Stimme, welche die Seele ergriff.“ Der damals zehnjährige Adam Czartoryski junior erinnerte sich später: „Jedermann umringte sie und befolgte ihre Befehle.“
1780/81 trat Zofias Gatte erstmals in Verbindung zu Russland, in dessen Dienst einst sein Großvater gestanden hatte. Er gehörte nämlich der Kommission an, welche den Verlauf der Grenze zwischen dem polnischen Teil der Ukraine und Neurussland festlegte. Katharina II. soll ihm dafür 5000 Rubel und eine goldene Tabakdose geschenkt haben.

### Schönste Frau von Paris

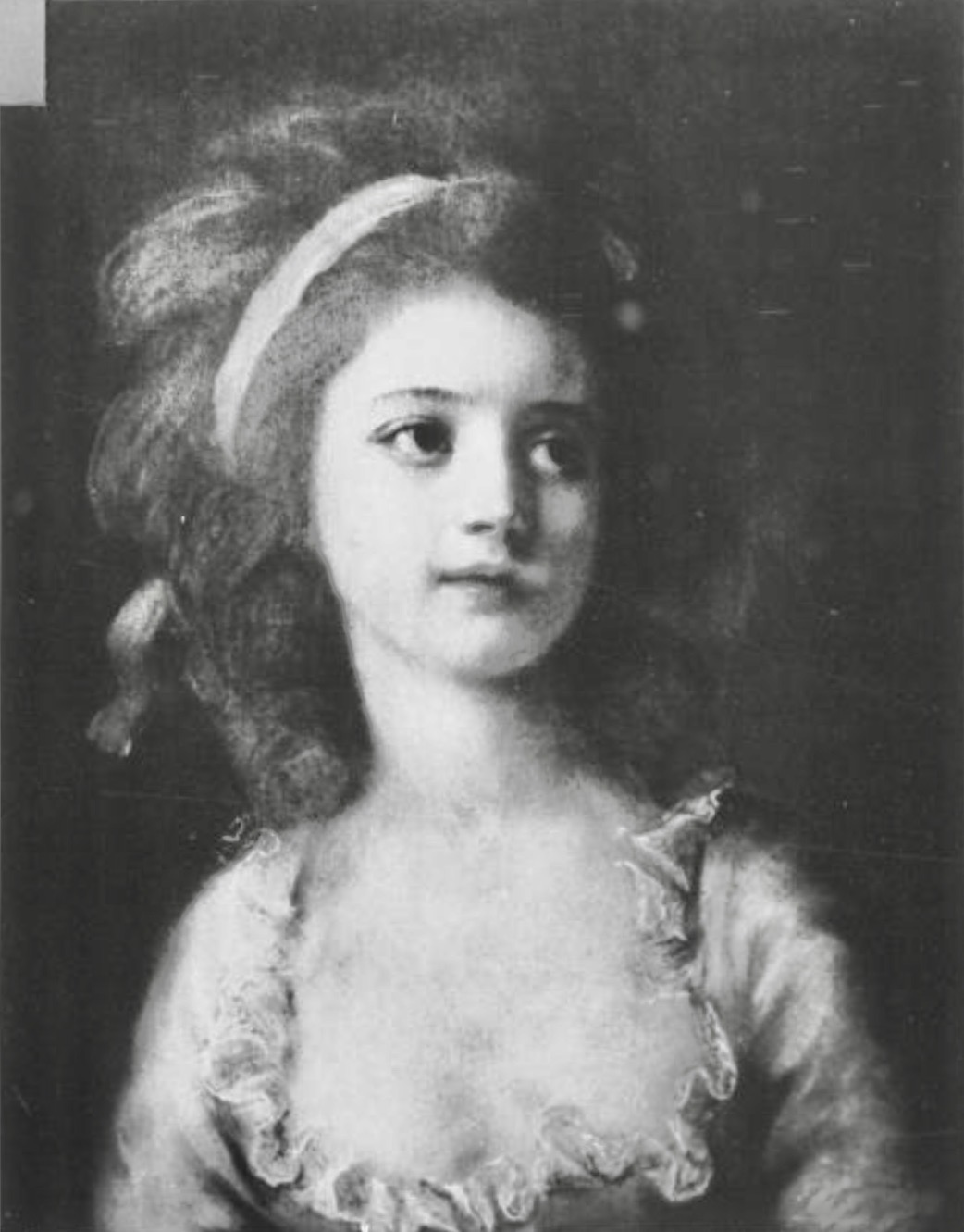
Pastell Bella Potocka, ehemals Berlin (Autorschaft und Dargestellte ungeklärt).
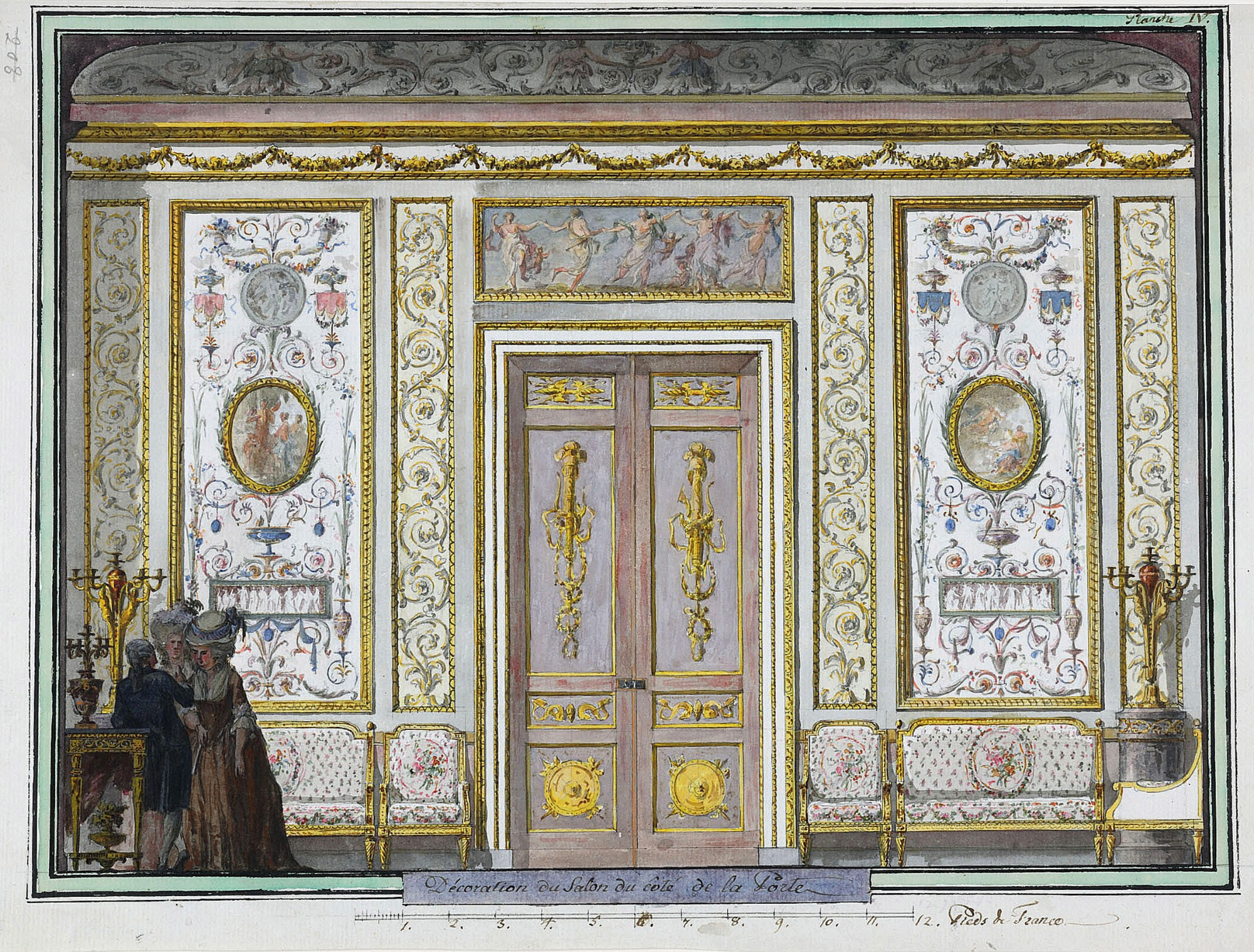
Jan Chrystian Kamsetzer: Hôtel Grimod de La Reynière, Aquarell, 1782, Warschau.
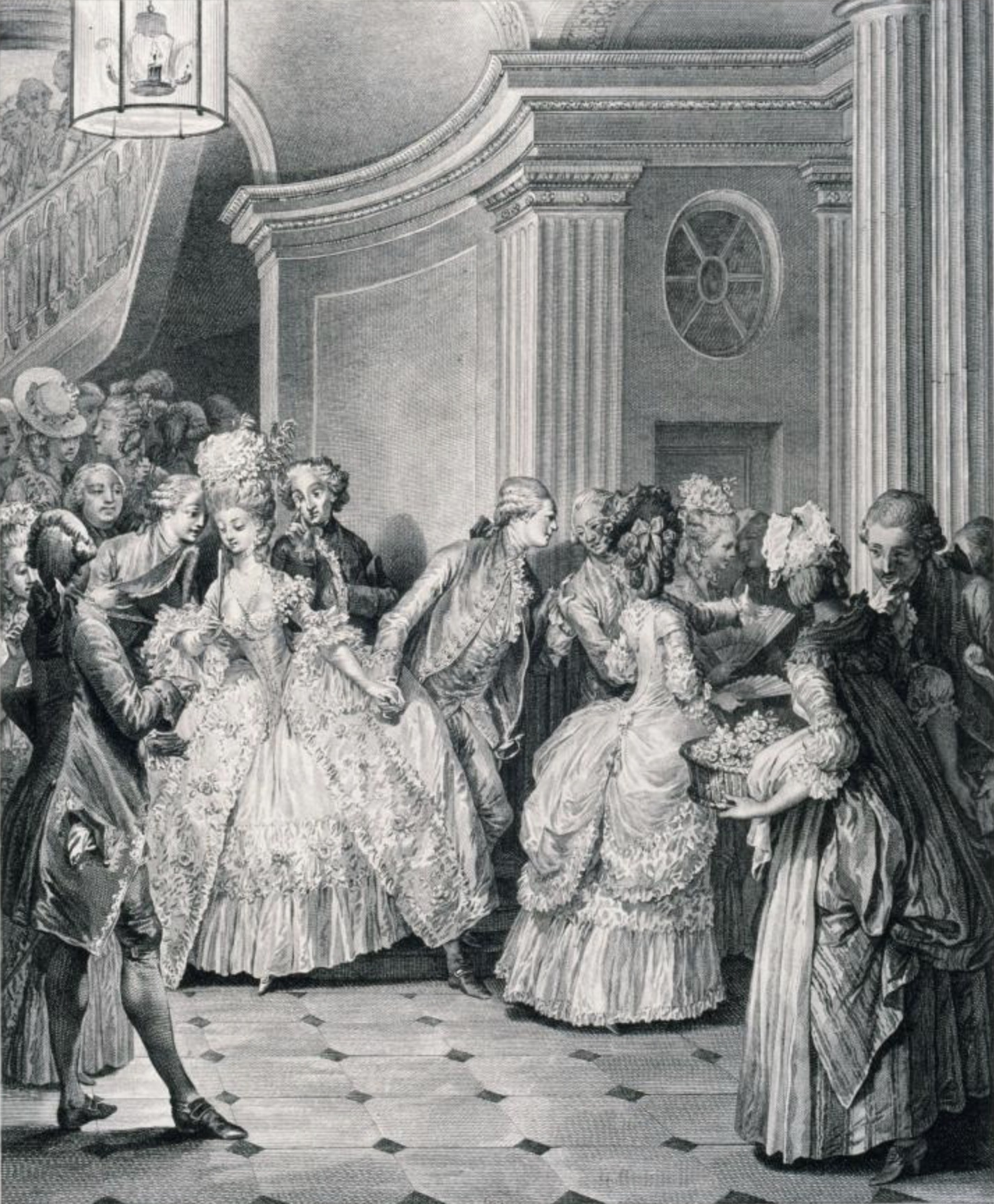
Georges Malbeste nach Moreau le Jeune: Nach der Oper, um 1783.
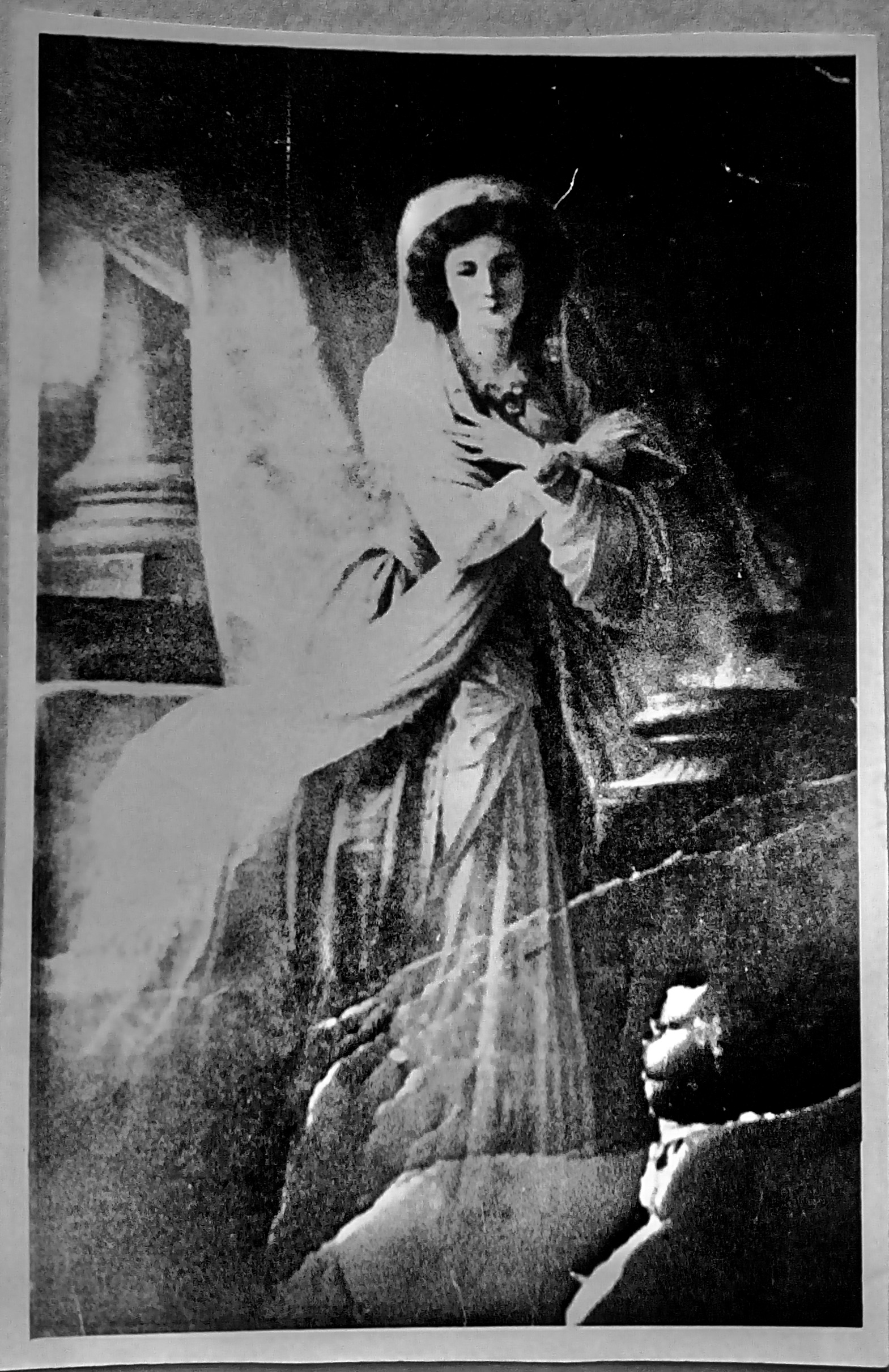
Friedrich Oelenhainz: Zofia Wittowa als Vestalin, 1782 (?), ehemals Uman (Ukraine).

1781 meldete man fälschlich den Tod „Oberst“ Wittes, dann aber, er reise „mit seiner reichen Gattin“ in die Bäder Deutschlands. Der späte Zeitpunkt dieser Hochzeitsreise könnte damit zusammenhängen, dass der Major im Jahr zuvor die Mutter verloren hatte bzw. dass er Zofia noch den fehlenden gesellschaftlichen Schliff verschaffen wollte. Er plante nämlich, an ihrer Seite Spa im Hochstift Lüttich (Belgien) zu besuchen, das zum Inbegriff eines Bades geworden ist, weil sich dort im Sommer die Prominenz Europas versammelte.
Die Reise wurde zum Triumphzug durch die Hauptstädte Polens, Preußens, Frankreichs und Österreichs. In Warschau waren die Wittes Gäste des Königs und Zofia die Attraktion der Salons. Niemcewicz schrieb: „[…] Ihr Anblick verursachte einen allgemeinen Schwindel […]“ Er sah Höflinge auf Tische klettern, um die schöne Fanariotin zu bewundern. Stanisław Trembecki richtete Verse an sie, deren späterer Herausgeber weder Wittes damaligen Dienstgrad noch das Ziel und den Zeitpunkt der Reise kannte, so dass er ihnen den Titel gab: „Gedicht auf Generalin Wittowa, als sie mit ihrem Gatten durch Warschau in die Bäder von Karlsbad reiste, geschrieben um 1780“ (polnisch Wierz do Jenerałowej Wittowej przejeżdżającej z Mężem przez Warszawę do Wód Karlsbadskich, pisany około R. 1780). Der Dichter äußerte darin die Befürchtung, die schöne Griechin werde Unfrieden nach Kamjanez bringen wie einst Helena nach Troja. Die letzte Zeile enthält ein Wortspiel: „Mniej cenić mądrość niż Philo-Sofią.“ („Geringer geschätzt wird die Weisheit als die Liebe zu Zofia.“) Gemäß Trembecki ließ Stanisław August den Hofbildhauer André Le Brun eine (verlorene) Büste seines Gastes anfertigen.
Nächste Station war Potsdam, wo Zofia angeblich selbst vom misogynen Friedrich II. Komplimente erhielt. Vom Pastell Bella Potocka, das sich ehemals in Berlin befand und unzählige Male kopiert wurde, ist ebenso wenig nachgewiesen, wer das Werk schuf, wie wen es darstellt. Traditionell wird Zofia genannt, womit Łojek aber nicht einverstanden war. Das besagte Brustbild einer jungen Frau diente auch als Blickfang von Büchern über die Schwiegertochter des Fürsten von Ligne, Helena Massalska (1763–1815), welche wie Zofia später in zweiter Ehe einen Potocki heiratete. Es weist keine Ähnlichkeit mit anderen Porträts der beiden Genannten auf, die zudem erst lange nach der mutmaßlichen Entstehungszeit des Werkes den Namen Potocka trugen (ab 1794 bzw. 1798). So weist Zofias Nase auf dem Porträt von Giovanni Battista Lampi, das sie als Siegreiche Venus darstellt, einen deutlicheren Höcker auf. Helenas Nase dagegen war ein wenig zu breit und nach oben gerichtet, was von einer Silhouette von François Gonord, die ihr Schwiegervater als lebensecht bezeichnete, bestätigt wird.
In Spa hörte der englische Teehändler Richard Twining, Zofias Umgangsformen seien „most bewitching“. Das Ehepaar de Witte stieg dort einen Tag vor dem Grafen von Falkenstein, dem inkognito reisenden Kaiser Joseph II., ab. Dessen Begleiter General Ludwig von Terzi notierte, „eine Griechin, so Madame Devit hiese“, sei die schönste Frau, welche er in dem Kurort gesehen habe. Der Kaiser, dem die Pocken das Gesicht gezeichnet und zwei Gattinnen geraubt hatten, fragte Zofia offenbar, warum man ihr nicht die geringste Spur dieser Krankheit ansehe. Die ihr zugeschriebene Antwort – ihre Tante habe sie mit drei Jahren in Paris impfen lassen – erscheint umso unglaubwürdiger, als die Pockenimpfung in der Türkei schon weit länger praktiziert wurde als im Westen.
In Deutschland Baron und Baronin genannt, wurden die Wittes in Paris wie andere polnische Adlige mit Graf und Gräfin angeredet. Zofia gebar dort ihren ersten Sohn – fünf Tage früher als Marie-Antoinette den ersehnten Dauphin. Der Großvater des Kleinen erfuhr dies – zusammen mit seiner Ernennung zum Generalleutnant – durch Stanisław August persönlich, der gerade Kamjanez besuchte, woran ein von Jan de Witte entworfener Triumphbogen erinnert. Laut der Malerin Élisabeth Vigée-Lebrun war Zofia de Witte „so hübsch, wie man nur sein kann, aber ganz schön eingebildet auf ihr bezauberndes Gesicht“ (französisch aussi jolie qu’on puisse l’être, mais passablement vaine de sa charmante figure). Nach Zofias eigenen Angaben wurde sie von der Familie Yolande de Polignacs, der Favoritin der Königin, „mit Gefälligkeiten überhäuft“ (französisch comblée de bontés) und gemäß Kamsetzer, dem sie hier wieder begegnete, auch von der Salonnière Suzanne Grimod de La Reynière protegiert. Der Architekt berichtete nach Warschau, die Wittes könnten alle Sehenswürdigkeiten der Stadt besuchen und fehlten auf keiner großen Gesellschaft. Man halte Zofia, die alle sehen und begrüßen wollten, für „die schönste und liebenswürdigste Frau von Paris“. Marie-Antoinette, der ihr kaiserlicher Bruder über sie berichtet habe, habe sich bei der Feier zur Geburt des Dauphins beschwert, dass sie noch nicht in Versailles vorgestellt worden sei. Wie Witte später erzählte, erkundigte sich Ludwig XVI. bei ihm, wie das Fest seiner Gattin gefallen habe. Bei einem Ball der Königin in Versailles wurde Zofias Vorstellung nachgeholt. Mindestens einer der Brüder des Königs (Ludwig XVIII. und Karl X.) soll es bis in ihr Bett geschafft haben.
Aus Wien berichtete der polnische Legationsrat Ignacy Pokubiatto 1782, die Wittes seien von Joseph II. in Privataudienz empfangen und auch von Staatskanzler Kaunitz ausgezeichnet worden. Letzterer habe Zofia sogar verraten, dass ein Russisch-Österreichischer Türkenkrieg bevorstehe.
Offenbar schuf Franz Anton Zauner damals von ihr eine Gipsbüste und Friedrich Oelenhainz ein Porträt als Vestalin. Beide sind verschollen. Um ein Replikat des Werks von Zauner könnte es sich bei einer Marmorbüste im Palazzo Bandinelli in Lemberg handeln, die später an der Stirn mit den Buchstaben AD (ADVLTERA = Ehebrecherin) gebrandmarkt wurde. Das Bildnis von Oelenhainz scheint sich bis 1941 im Museum von Uman (ebenfalls in der Ukraine) befunden zu haben.

### Flirt mit gekrönten Häuptern

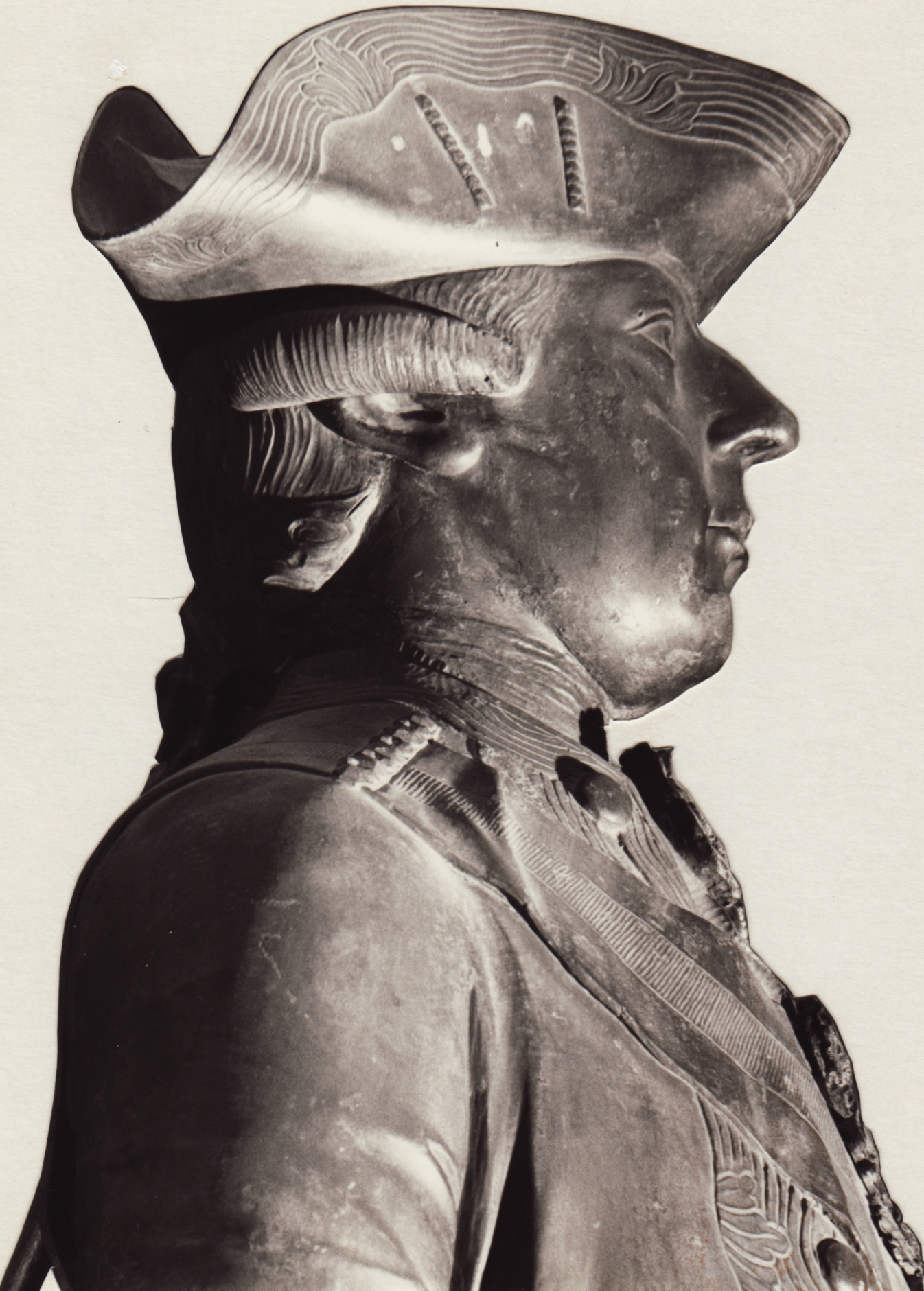
Balthasar Ferdinand Moll: Kaiser Joseph II., 1776/77, Laxenburg.
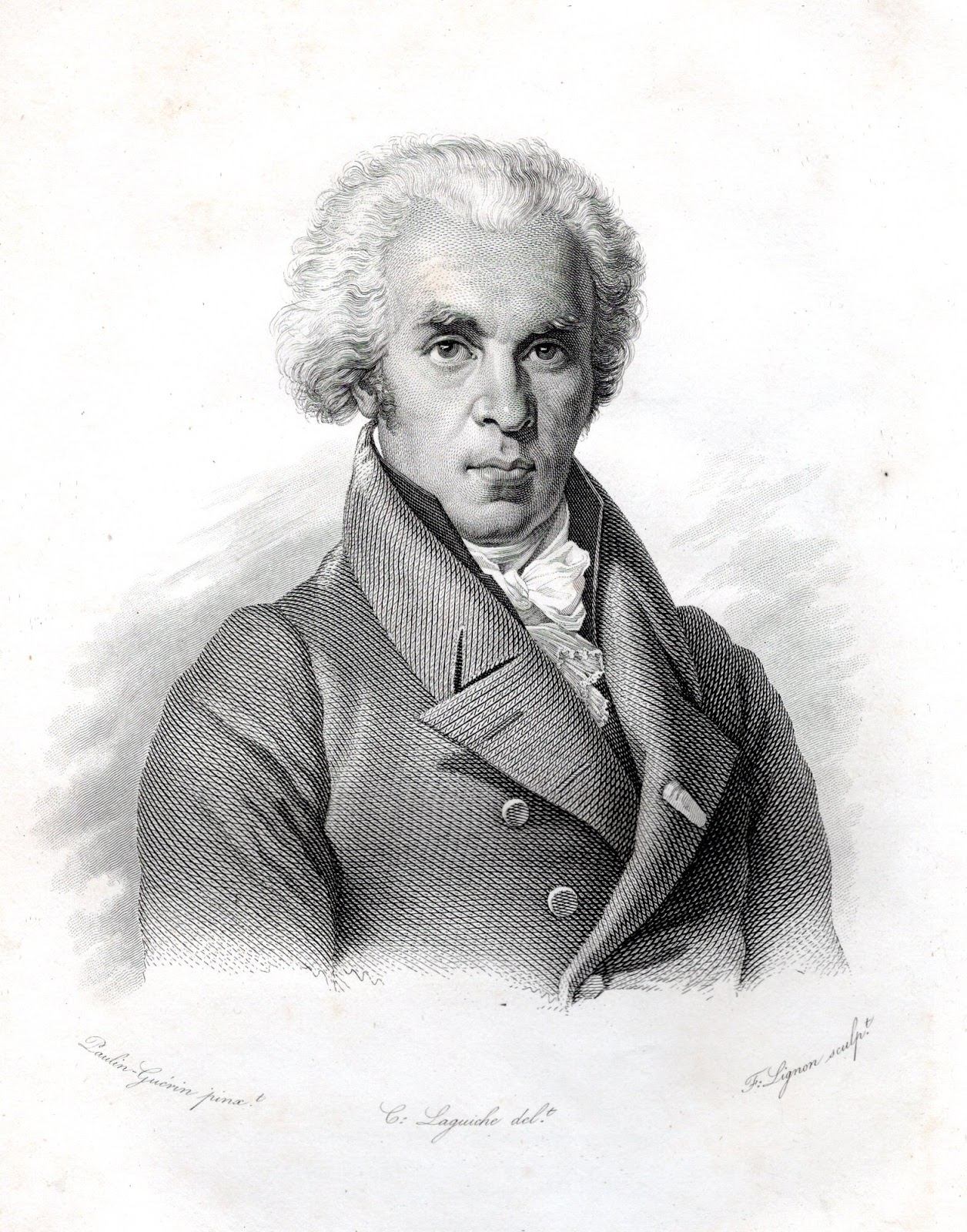
Nach Jean-Baptiste Paulin Guérin: Alexandre d’Hauterive.
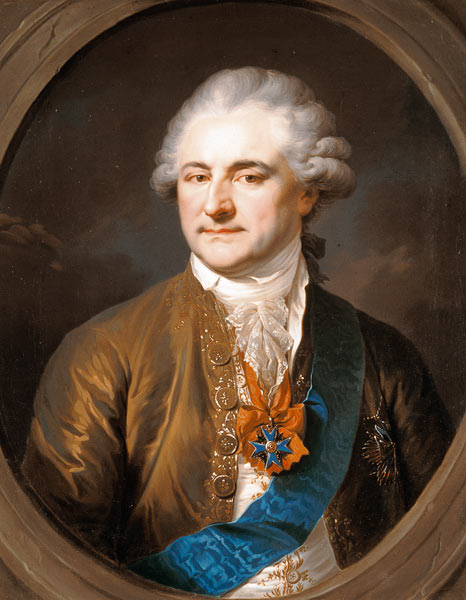
Giovanni Battista Lampi: König Stanisław August, 1788/89, Breslau.
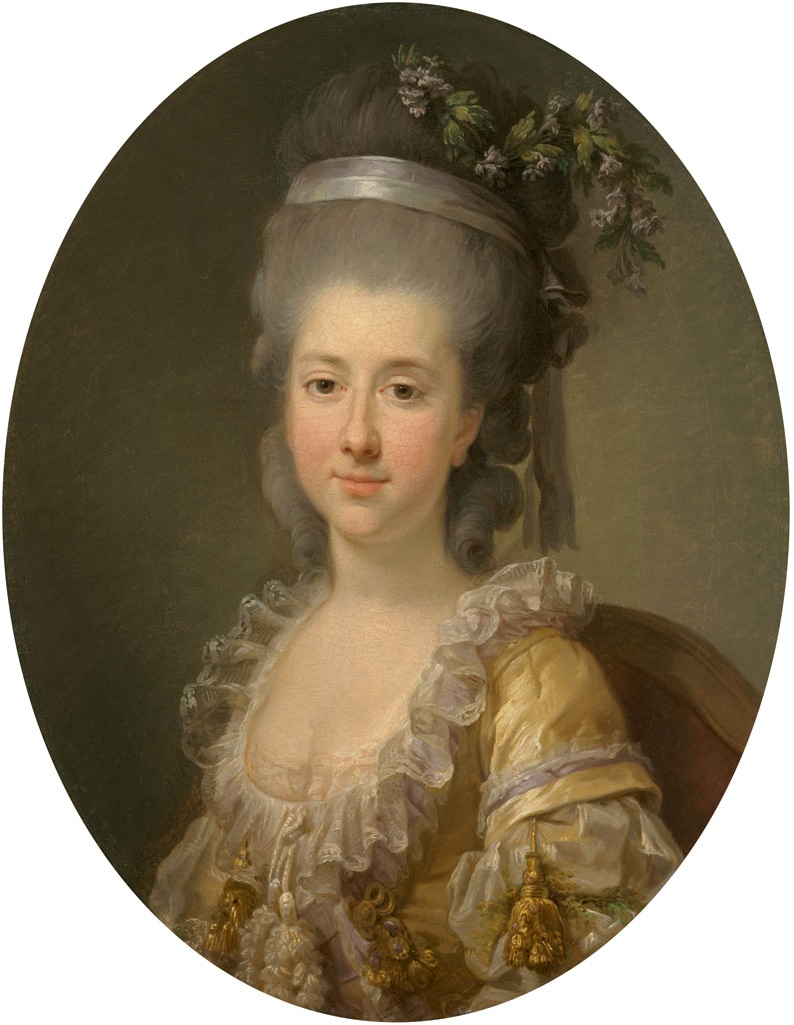
Élisabeth Vigée-Lebrun: Urszula Mniszech, 1776, Christie’s.

1783 ließ Zofia dem Kaiser, der die Ostgrenze seiner Staaten inspizierte, einen Korb Kirschen ins über 100 km von Kamjanez entfernte Sniatyn bringen, worauf Joseph II. – ein Witwer ohne Mätresse – bekannte, ein „Anbeter dieser schönen Göttin“ zu sein. 1784 finanzierte Witte senior den Start einer Montgolfière in Kamjanez. Als es ihm der durchreisende Fürst von Nassau-Siegen (1743–1808) in der benachbarten türkischen Grenzfestung Chotyn gleichtat, war Zofia neben dem örtlichen Pascha die Hauptperson im Publikum. Im selben Jahr gebar sie ihren zweiten Sohn Kornel, der das Erwachsenenalter nicht erreichte.
Abwechslung boten Besuche in Iași, wo ihre Tante Helena inzwischen einen griechischen Kaffeehausbesitzer geheiratet hatte. 1785 befreundete Zofia sich dort mit der Gattin des neuen Hospodars und wurde von dessen Sekretär, dem künftigen französischen Außenminister Alexandre d’Hauterive (1754–1830), umworben. Dieser schrieb: „Frau de White [sic] ist süß und hübsch wie ein Engel. Man kann nicht perfekter und natürlicher die Manieren und den Ton der Frauen der guten Pariser Gesellschaft annehmen. Man merkt kaum, dass das Französische nicht ihre Sprache ist, und dass sie innerhalb von sieben Monaten die Gewohnheit zu sprechen, die Art zu erzählen, zu antworten, zu lächeln und zu gehen der hübschen Frauen angenommen hat, die ihr ganzes Leben in Frankreich verbracht haben.“ Laut Hauterive verband sie die Anmut ihrer Heimat mit der Haltung der seinigen. Ihr Gatte hingegen sei hochmütig, trocken, geckenhaft, armselig und lächerlich. „Er ist stolz auf die Schönheit seiner Frau, wie wenn er nicht eifersüchtig wäre; zugleich erfreut und verzweifelt, dass man sie lobt; im Übrigen auf jede Art ruiniert, mit fünfunddreißig [richtig: fünfundvierzig] Jahren alt und brutal […]“
Man zögerte offenbar, Witte zum Nachfolger seines Vaters zu ernennen, als dieser 1785 starb. Im folgenden Jahr fand sich Zofia anlässlich eines Besuchs Josephs II. im fast 300 km von Kamjanez entfernten Lemberg ein. Sie berichtete dem Fürsten von Nassau-Siegen, „dass ihr Gatte sich sehr geändert habe, dass er höflich geworden sei“. Da es sie nach Warschau zog, riet ihr der Fürst, „die ganze Verführungskraft 
einzusetzen, über die sie verfügt“, um Witte in den Sejm wählen zu lassen. Józef erhielt die Stelle in Kamjanez dann aber doch.
Die Kommandantenfamilie wurde von Sträflingen bedient, deren Ketten nachts gespenstisch rasselten. Höflingen Stanisław Augusts gestand Zofia, dass „es kein Vergnügen sei, in einer Festung eingesperrt zu sein“ und dass sie „nichts so heiß ersehne, wie sich aus diesem verdammten Gefängnis zu befreien“. Damit meinte sie wohl auch ihre Ehe und die gesellschaftliche Isolation aufgrund ihrer Vergangenheit. (Ein Mitglied der armenischen Diaspora in Kamjanez, der auch die erste Gattin ihres Schwiegervaters angehört hatte, soll sein Haus mit einer auf das Kommandantenpaar gemünzten obszönen Darstellung versehen haben.)
1787 erwartete Zofia im 200 km nördlich von Kamjanez gelegenen Wyschniwez ihren Gatten, der Stanisław August zum Treffen mit dessen einstiger Geliebten Katharina II. bei Kaniw (Ukraine) begleitet hatte. Bei dieser Gelegenheit erhielt sie von allen anwesenden Damen das wertvollste Geschenk des Königs. Dessen Nichte und Vertraute Urszula Mniszech geborene Zamoyska (1750–1808) schrieb damals über sie: „[…] sie scheint mir wunderschön zu sein, hat in jeder Hinsicht viel gewonnen, ist ungemein nett, drückt sich sehr gut aus und hat nur so viel Schüchternheit, wie es für eine Frau angemessen ist, um interessant zu sein. Die Reisen, die Lektüre haben sie unendlich gefördert, ihre Gedanken sind so frisch wie das Gesichtchen, und ihre Art, sich auszudrücken, ist ziemlich originell, zusammen mit dieser natürlichen, nicht anerzogenen und sehr gefälligen Bescheidenheit. Das ist eine Frau, mit der ich sehr gerne zusammenleben würde.“

### Ausbruch aus der Ehe

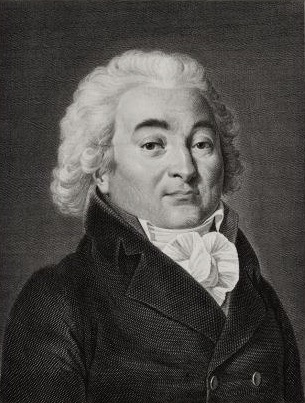
Nach Louis-Léopold Boilly: Auguste de Choiseul-Gouffier.
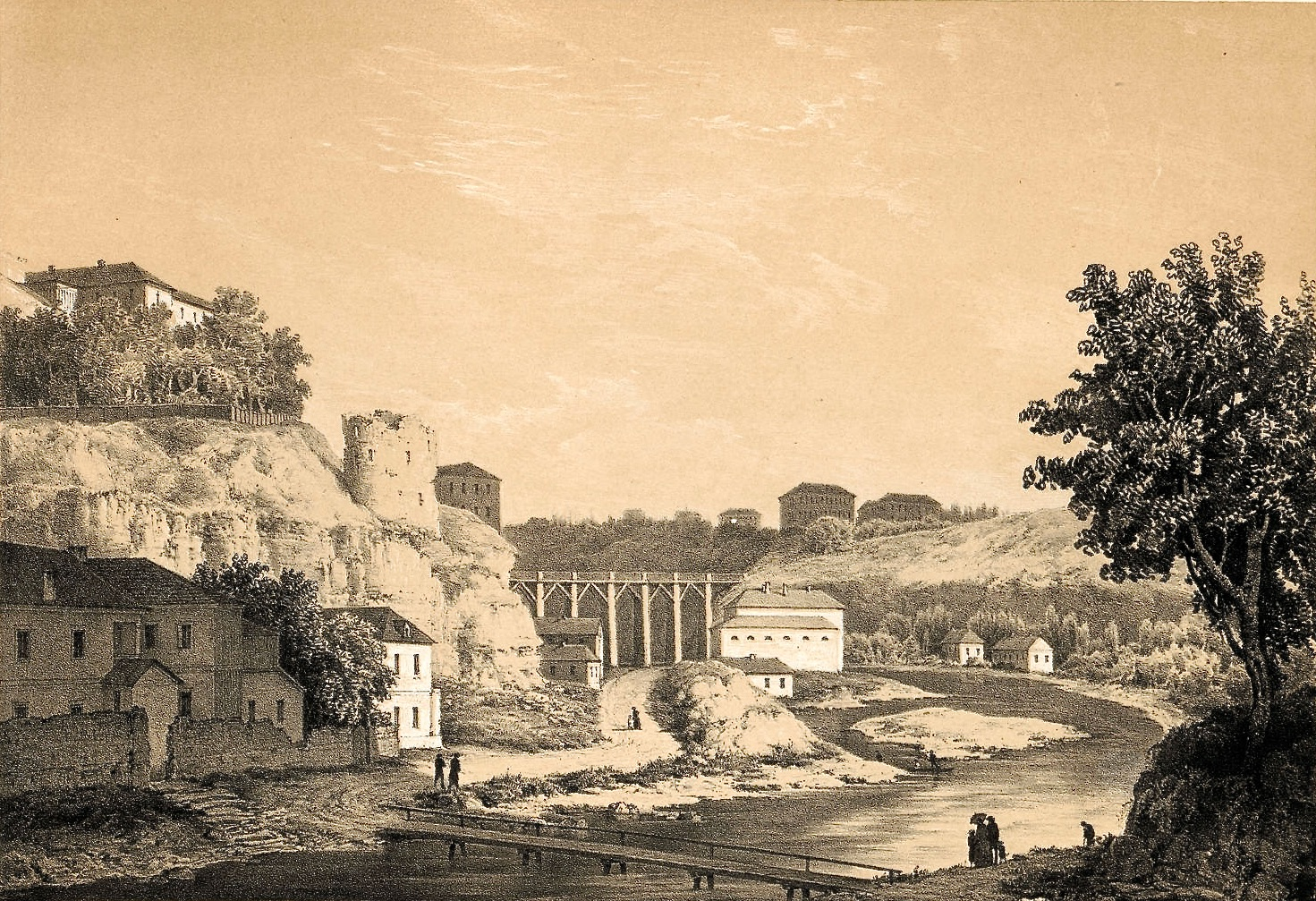
Nach Napoleon Orda: Überreste der Witte-Gärten, Kamjanez-Podilskyj, 1875.
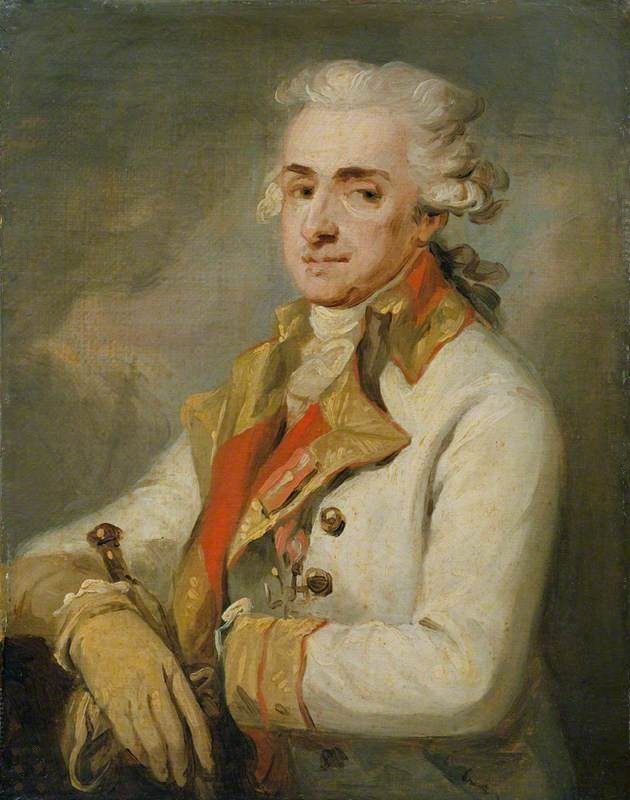
Giuseppe Grassi: Charles-Joseph von Ligne, London.
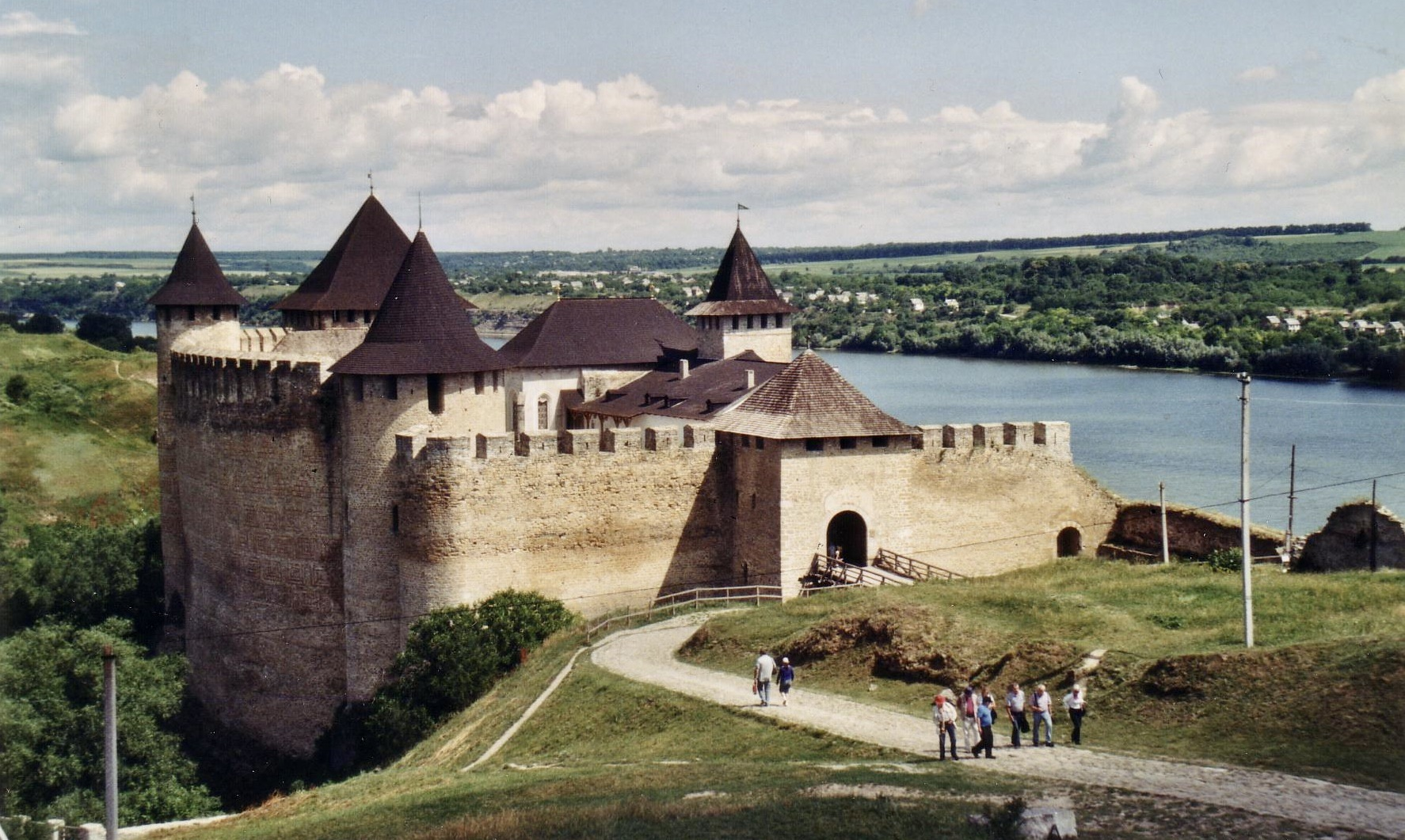
Festung Chotyn am Dnister.

Zofia war damals im Begriff, trotz Kriegsgefahr mit etwa dreißig polnischen Adligen zu einer Kreuzfahrt in die Ägäis aufzubrechen. Doch schon vor der Einschiffung in Cherson (Ukraine) entzweite sie sich mit der anderen Anführerin des Unternehmens, Marianna Mniszech geborenen Ossolińska. Auf See wurden französische Theaterstücke eingeübt und in der französischen Botschaft in Istanbul aufgeführt. Zofia trennte sich darauf von der Reisegesellschaft und hatte eine Romanze mit Botschafter Auguste de Choiseul-Gouffier (1752–1817), der ihr von Paris her bekannt war.
Nach der Kriegserklärung der Türkei an Russland brachte sie sich in Wien in Sicherheit. Den verzweifelten Witte ließ sie ohne Nachricht, so dass er sein Kommando aufgeben wollte, um sie zu suchen. Als sie nach Polen zurückkehrte, geschah dies in der Absicht, sich scheiden zu lassen. Um sie zurückzugewinnen, tauschte der General die Münzensammlung seines Vaters gegen Schmuck aus der königlichen Schatzkammer ein. Er versprach, die Gattin besser zu behandeln, und erreichte damit eine letzte, kurzlebige Versöhnung.
Um den Mauern von Kamjanez zu entfliehen, wünschte Zofia sich einen Landschaftspark. Zwecks Verwirklichung dieses Projekts hatte sie 1786 vergeblich versucht, mit den Dominikanern Dörfer abzutauschen. Darauf ließ sie unterhalb der Bastionen der Zitadelle, am Fluss Smotrytsch, einen romantischen Garten anlegen, den der Fürst von Ligne 1788 beschrieb. Auch berichtete der k. k. Feldzeugmeister und Meister der „eleganten Frivolität“ seinem Sohn Charles-Antoine, Frau Wittowa habe ihn an den Grenzfluss Dnister gefahren, wo sie dem Kanonenfeuer des türkischen Chotyn ausgesetzt gewesen seien. Dabei habe er um das Leben des „schönsten existierenden Geschöpfs“ (französisch la plus belle créature qui existe) gezittert, dessen Eroberung er lieber geplant hätte als jene dieser Festung. In einem anderen Brief nannte er Zofia „diese herrliche Griechin, die auf der ganzen Erde bekannt ist und bewundert wird“ (französisch cette superbe Grecque, connue et admirée de toute la terre). Da sie ihm ihr Schlafzimmer abtrat, wissen wir, dass sich darin ein Cembalo und eine Harfe befanden. Anschließend schrieb ihm Stanisław August, der Anblick der Kommandantin werde die Türken noch zum Angriff auf Kamjanez verleiten. Er zöge es vor, sie in Warschau in Sicherheit zu sehen.
In der Folge verletzte Russland die Neutralität, mit der Polen seine Abhängigkeit von ihm vermindern wollte. Angeblich ließ Zofia sich während der Belagerung Chotyns (1788) mit dem russischen General Iwan Saltykow (1730–1805) ein. Später wohnte sie in Warschau der Eröffnung des Vierjährigen Sejms (1788–1792) bei, der Reformen im Geist der Französischen Revolution anstrebte. Bei dieser Gelegenheit porträtierte Giovanni Battista Lampi sie einmal als Vestalin, einmal als Siegreiche Venus. (Ein etwa gleichzeitig entstandenes lebensgroßes Bildnis von Heinrich Füger ist verschollen.)

## Mätresse (1789–1798)
Favoritin Potjomkins

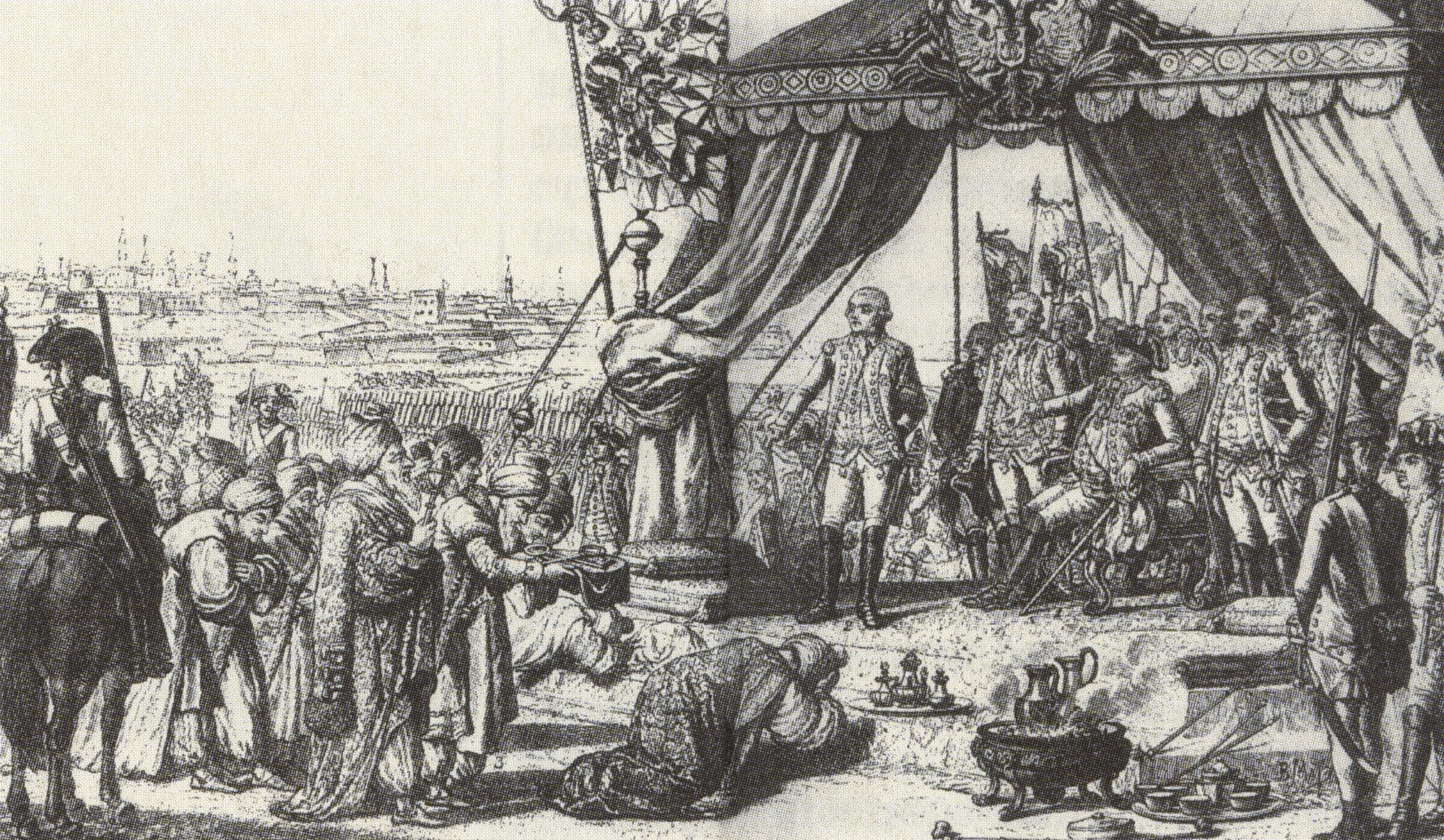
Carl Schütz: Potjomkin nimmt die Kapitulation von Bender entgegen, 1789.
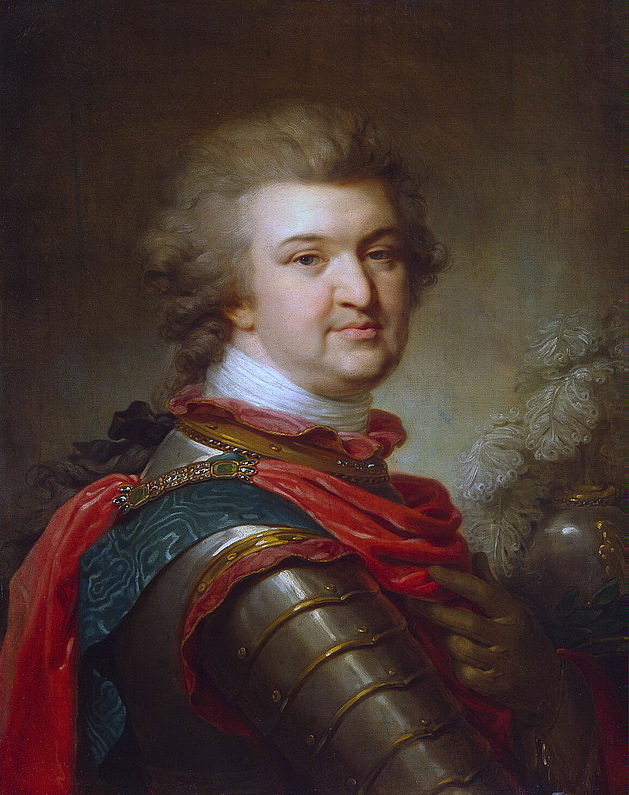
Giovanni Battista Lampi: Potjomkin, 1791 (posthum), Petersburg.
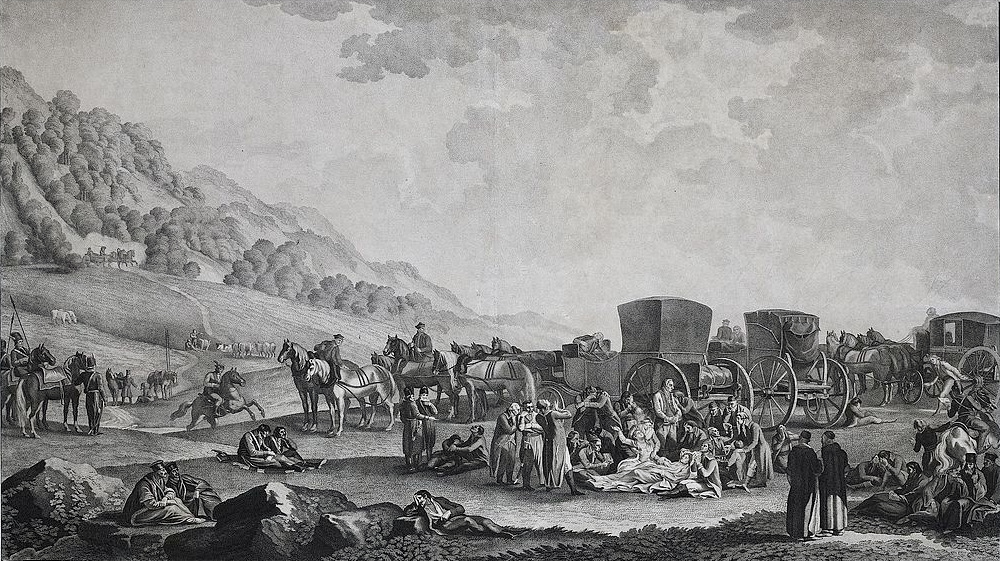
Gawriil Skorodumow nach Mihail Iwanow: Tod Potjomkins bei Iași, 1793.

Ihre bekannteste Affäre hatte Zofia mit dem engsten Vertrauten Katharinas II. und Oberbefehlshaber ihrer Streitkräfte Grigori Potjomkin (1739–1791). Witte hatte 1788 aufgehört, Regimentsinhaber zu sein. Ein Jahr später wurden im Sejm Vorwürfe gegen ihn erhoben, wohl wegen Zusammenarbeit mit Russland. Zum Generalmajor avanciert, nahm er darauf seinen Abschied und trat in russische Dienste. Offenbar begleitete Zofia ihn ins Hauptquartier Potjomkins, wo dieser sich mit den schönsten Frauen seiner Offiziere zu umgeben pflegte. Wohl in diesem Zusammenhang ließ Stanisław August sich 1789 von Boscamp über ihre Herkunft informieren.
Vorerst wurde Zofia von Praskowia Potjomkina, einer Anverwandten und Geliebten Potjomkins, von diesem ferngehalten. 1790 aber scheint sie sich in Bender (Moldawien) Zugang zu ihm verschafft und mit Praskowias Nachfolgerin Jekaterina Dolgorukaja um den Rang der ersten Sultana gekämpft zu haben. In dieser Stellung befand sie sich im folgenden Jahr in Iași. Ihr gehörnter Gatte profitierte davon, indem er Generalleutnant, Graf des Heiligen Römischen Reiches und später Oberkommandant von Cherson wurde. Als der Feldherr nach dem Fall von Ismajil (heute Ukraine), den seine neue Favoritin aus den Karten vorausgesagt haben soll, im Triumph nach Petersburg zurückkehrte, gehörte das Ehepaar zu seinem Gefolge. Zofia, welcher der Ruf ihrer Schönheit und der neu gewonnenen Position vorausgeeilt war, erregte dort ebenso viel Aufsehen wie zehn Jahre zuvor in Warschau. Schwedens Botschafter Curt von Stedingk berichtete: „Sie erschien, und alle Augen waren auf sie gerichtet – die meinen auch.“ Auf den Abendgesellschaften, die zu Ehren des Fürsten veranstaltet wurden, unterhielt sich dieser fast ausschließlich mit ihr. Auf seinen Wunsch hin erhielt sie von Katharina II. neben anderen Geschenken Güter im späteren Belarus. Łojek vermutete, sie habe in Petersburgs Sociétés d’amour verkehrt.

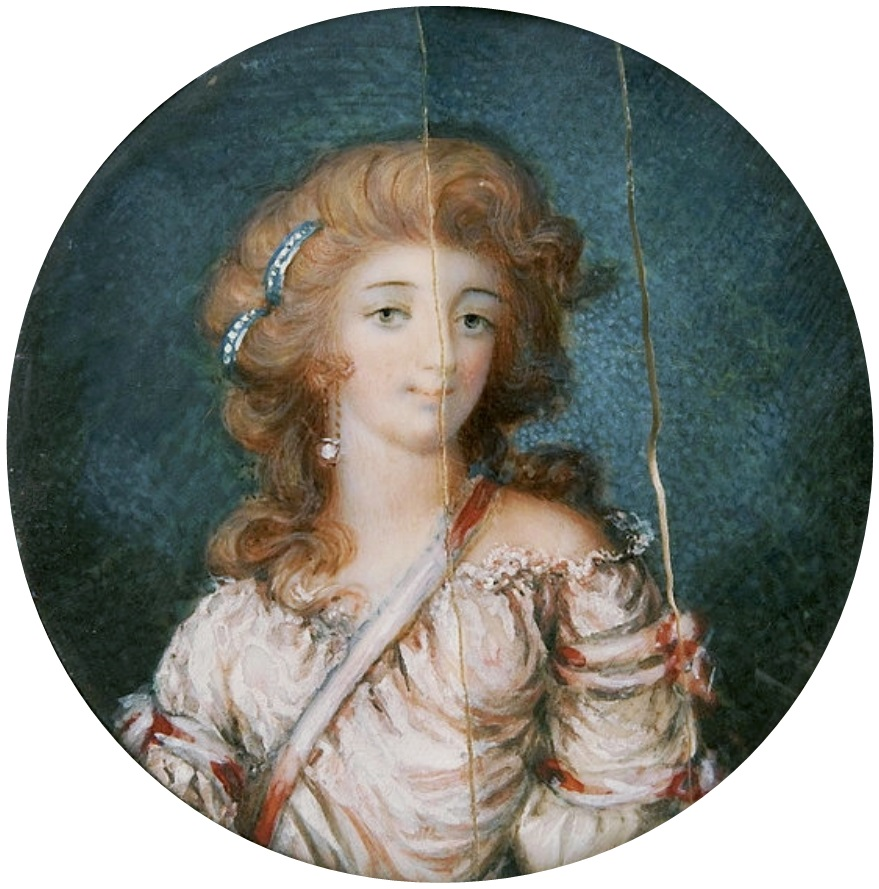
Unbekannter Künstler: Die schöne Bithynierin als Diana, Miniatur, Warschau.
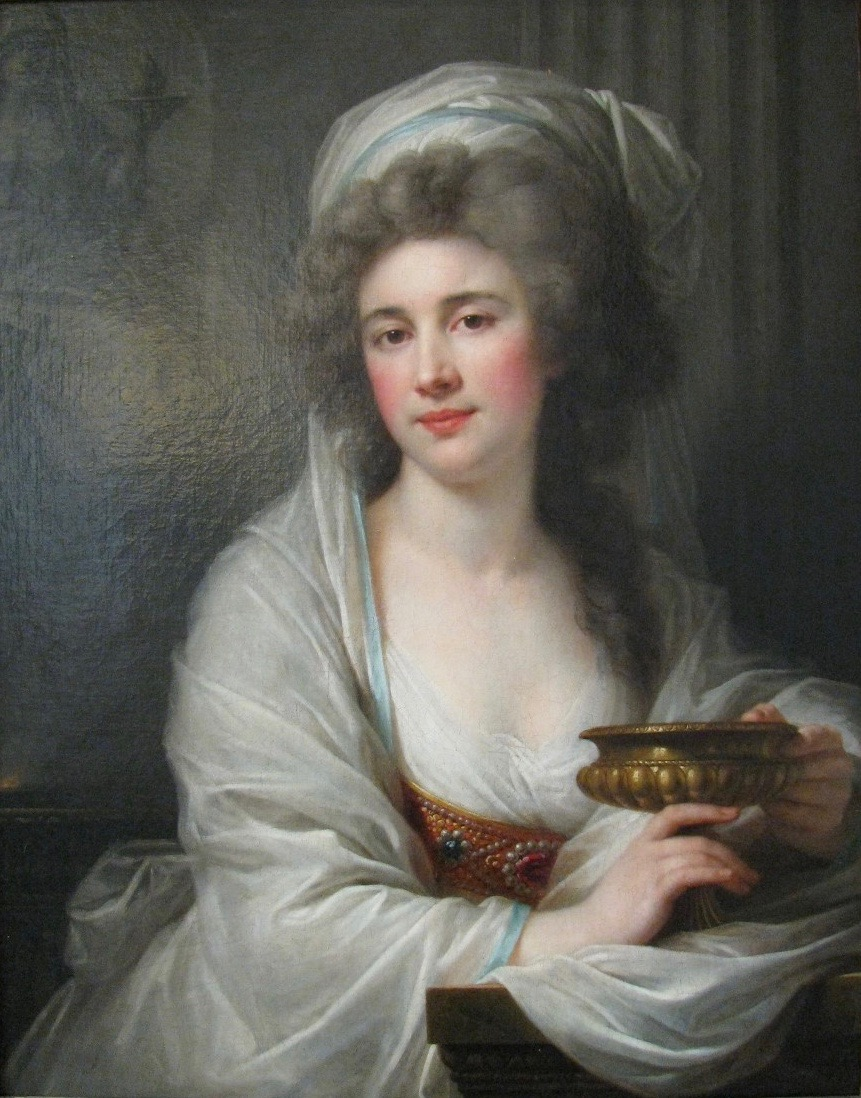
Giovanni Battista Lampi: Zofia de Witte als Vestalin, 1788/91, Trient.
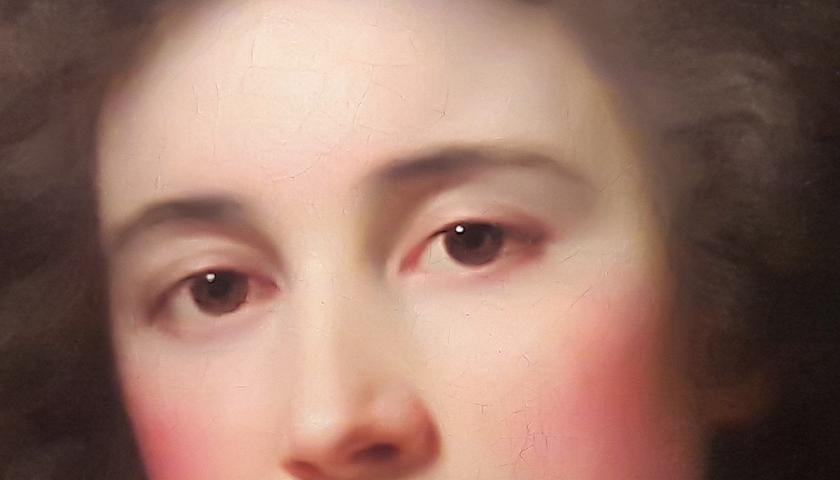
Detail des Porträts in Trient.

Laut Pojomkin-Biograf Simon Sebag Montefiore war Zofia damals „fünfundzwanzig Jahre alt, mit blonden Locken, einem griechischen Gesicht und violetten Augen“. Diese Beschreibung der in Wirklichkeit Einunddreißigjährigen – Zofia machte sich zeitlebens jünger – basiert einzig auf einer Miniatur, welche die schöne Bithynierin als Diana zeigen soll. Eva Stachniak hingegen schrieb in ihrem Roman Garden of Venus von schwarzen Augen und rabenschwarzem Haar, wobei sie ein Zitat von Boscamp verfälschte. Łojek mutmaßte, Zofia sei eine ziemlich schlanke und für ihre Zeit mit 1,64–1,66 m ziemlich große Brünette mit großen schwarzen Augen gewesen. Von den Zeitgenossen bewunderte Teehändler Twining an ihr die schönsten schwarzen Augen, die er je gesehen habe. Auguste de La Garde (1783–etwa 1853), der sie mit der Zauberin Armida verglich, erwähnte neben ihrer orientalischen Anmut, „die jeder Körperhaltung so viel Sinnlichkeit verleiht“ (französisch qui donne tant de volupté aux moindres habitudes du corps), ihre „funkelnden schwarzen Augen, die Feuer der Liebe entzünden“. Das erwähnte Porträt von Oelenhainz aber zeigte braune Augen. Und dieselbe Farbe haben sowohl Zofias Augen als auch ihre (leicht gepuderten) Haare auf Lampis Bildnissen wie auf dem 1792 im Besitz Szczęsny Potockis befindlichen Pastell eines unbekannten Künstlers und einem kürzlich aufgetauchten Porträt aus dem Jahr 1797 von Hubert Maurer.
Obwohl Potemkins letzte Liebe Praskowia Galitzina galt, begleitete Zofia den physisch und psychisch Angeschlagenen nach Iași zurück, und als er tödlich erkrankte, pflegte sie ihn zusammen mit seiner Nichte Alexandra Branicka. Nur Letztere nahm hingegen am vergeblichen Fluchtversuch aus der Stadt teil, während dessen Potjomkin starb. Die polnischen Magnaten, die er nach Iași eingeladen hatte, um eine Konterrevolution in der Rzeczpospolita anzuzetteln, trafen ihn nicht mehr lebend an.
Komplizin beim Untergang Polens

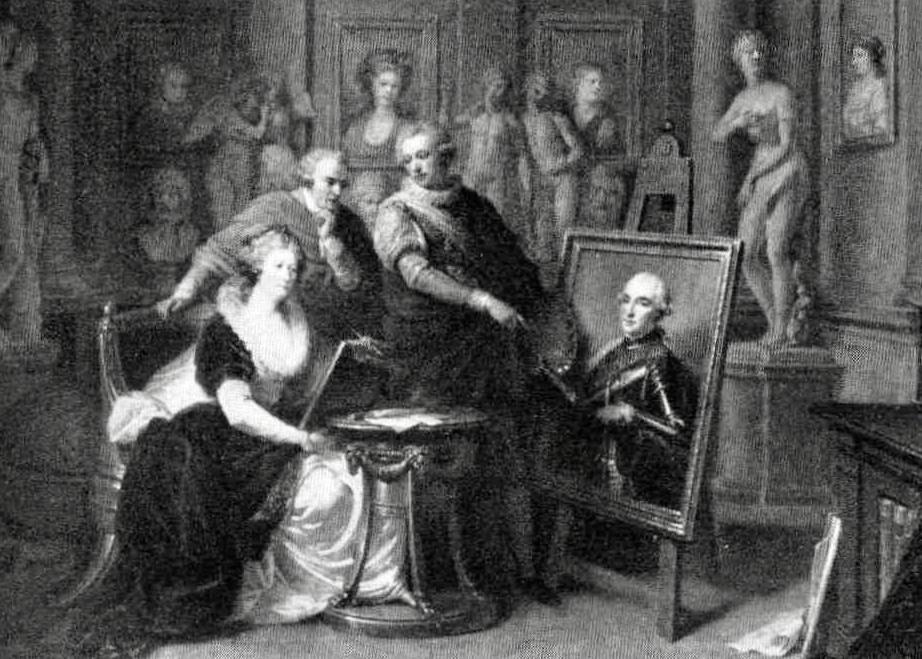
Giovanni Battista Lampi: Józefina Potocka mit einem Porträt ihres Gatten Szczęsny, ehemals Warschau.
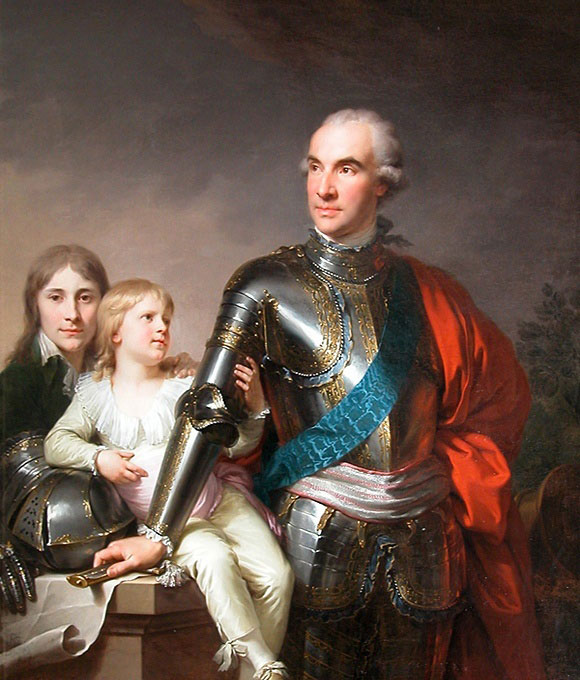
Giovanni Battista Lampi: Szczęsny Potocki mit den Söhnen Jerzy (links) und Stanisław, Louvre.
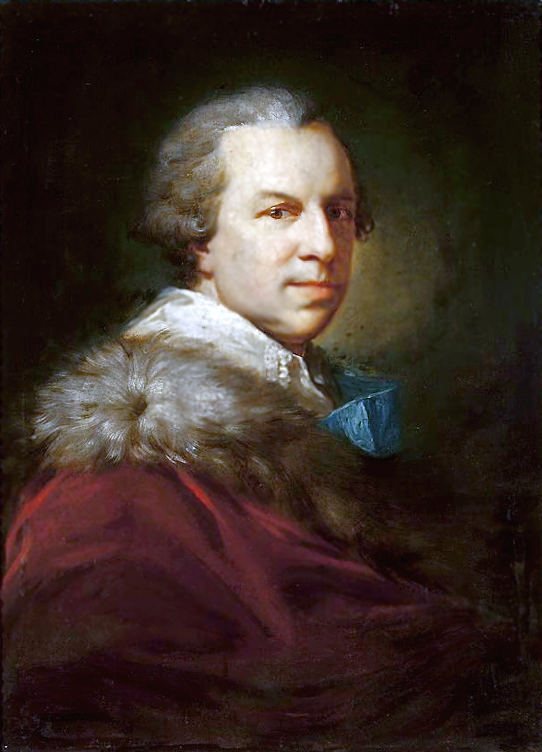
Giovanni Battista Lampi: Szczęsny Potocki, Warschau.
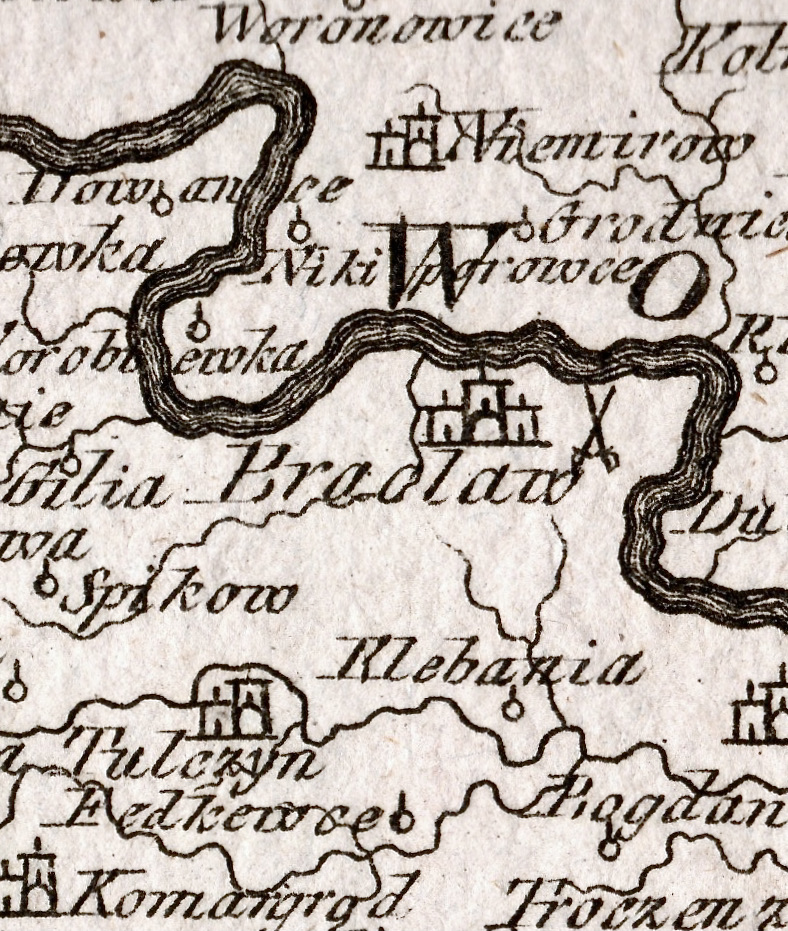
Franz von Reilly: Tultschyn (Tulczyn) und Nemyriw (Niemirow) bei Brazlaw (Braclaw), 1789.
Joseph Lacroix: Potocki-Residenz, Tultschyn, 2020.
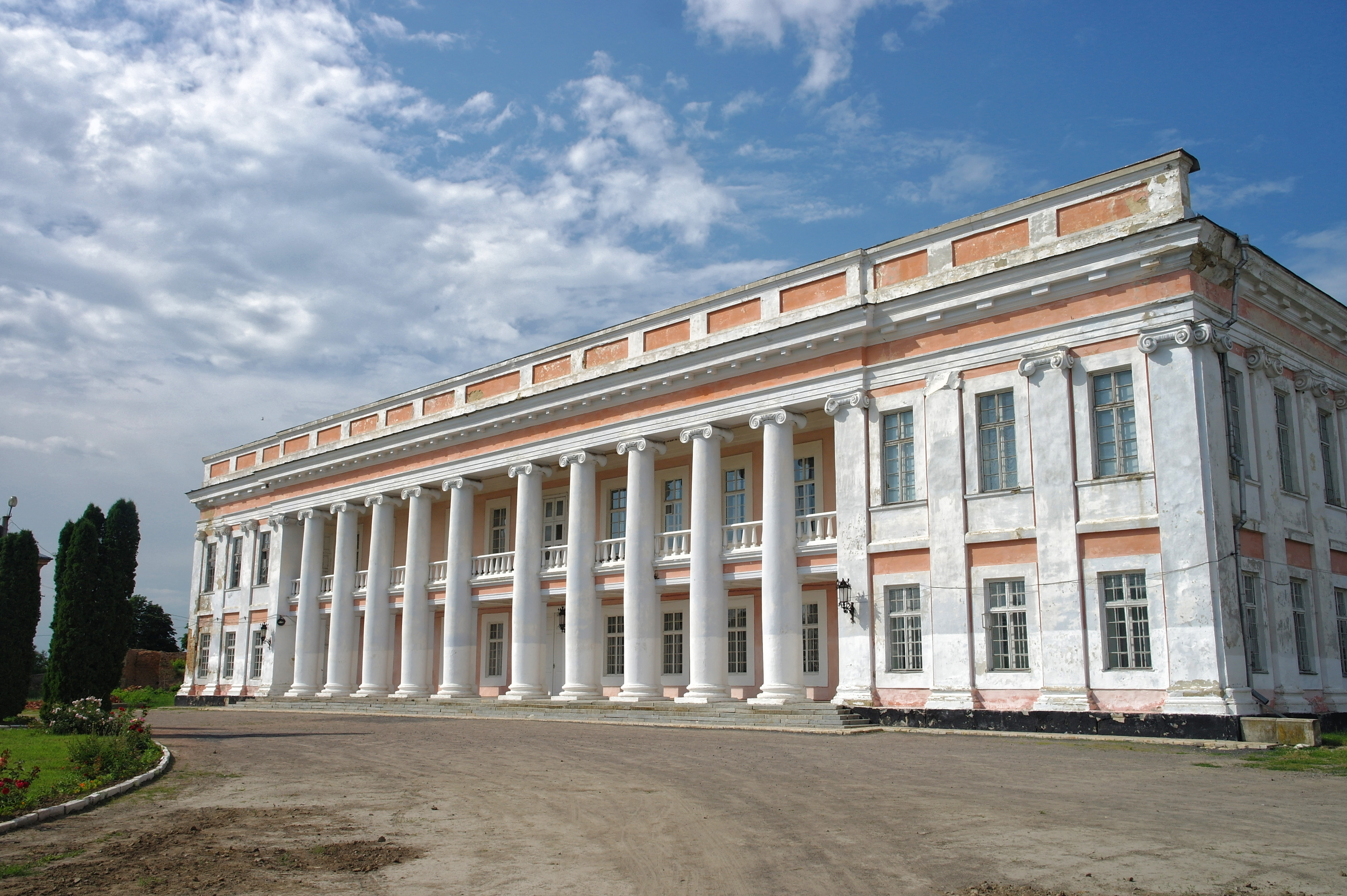
Restaurierter Mitteltrakt der Residenz, Tultschyn, 2013.
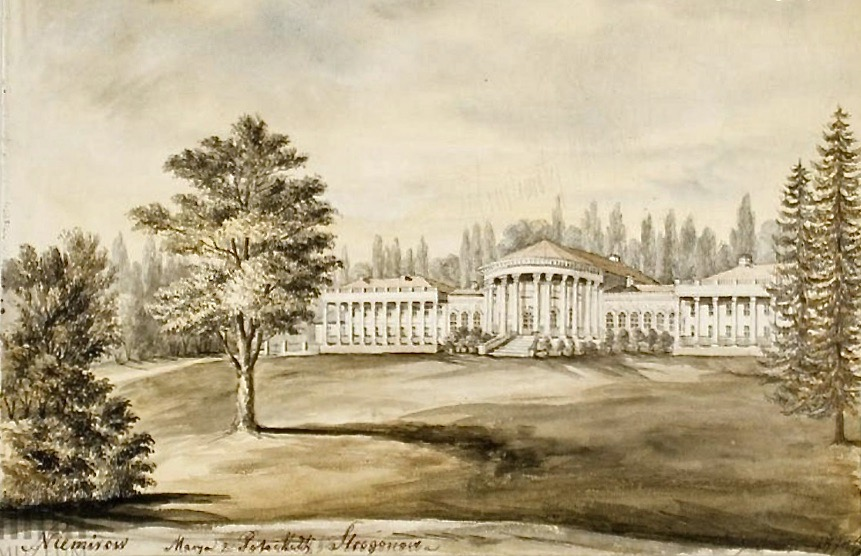
Napoleon Orda: Potocki-Palast in Nemyriw, 1874, Krakau.

Nach Potjomkins Tod liierte Frau Wittowa sich 1791 in Iași mit dem Reichsgrafen Stanisław Szczęsny Potocki (1751–1805). Dieser reichste Magnat Polen-Litauens besaß fast eine halbe Million Untertanen, war aber sehr hässlich. Obwohl von bescheidener Intelligenz und unfähig, selbstständig Entscheidungen zu treffen, fühlte er sich – wie Potjomkin – zum nächsten Staatsoberhaupt der Rzeczpospolita berufen. Seine erste Gattin, welche er ohne Wissen seiner Eltern geheiratet hatte, war auf deren Befehl ermordet worden. Ihre Nachfolgerin Józefina geborene Mniszech war ihm geistig überlegen und betrog ihn, so dass acht ihrer elf Kinder andere Väter hatten. Nachdem der Familiensitz Krystynopol, nördlich von Lemberg, bei der ersten Teilung Polen-Litauens (1772) an Österreich gefallen war, hatte er sich in Tultschyn, 200 km östlich von Kamjanez in der Woiwodschaft Brazlaw, einen klassizistischen Palast errichten lassen. 1788 durch Ämterkauf General der Kronartillerie geworden, hatte Potocki, angeblich wegen Zofias schönem Gesicht, deren Gatten in Schutz genommen. Wie Potjomkin und andere Anhänger des Ancien Régime war er von Lampi in historischer Rüstung porträtiert worden. Die Jahre 1789–1791 hatte er in Wien verbracht. Von dort aus war er nach Paris gereist und hatte sich aus Unverständnis für die Französische Revolution in den Jakobinerklub aufnehmen lassen. Als sich die Rzeczpospolita aber an die Spitze der revolutionären Staaten Europas setzte, bekämpfte er aus Angst vor dem Verlust seiner Privilegien die Verfassung vom 3. Mai 1791, worauf ihm der Sejm den Generalsrang aberkannte.
Dass Zofia ihren Liebhaber im Auftrag Katharinas II. zur Zusammenarbeit mit dem reaktionären Russland veranlasst habe, ist Legende: Joseph II., mit dem sie geflirtet hatte, war ein entschiedener Gegner des steuerfreien Großgrundbesitzes und der Leibeigenschaft. Noch 1786 hatte sie an einer Intrige gegen die Magnatenpartei teilgenommen. Die Russen verdächtigten sie, für Stanisław August zu arbeiten. Andererseits war Szczęsny der Kaiserin schon seit deren Krimreise im Jahre 1787 hörig. Im selben Jahr hatte er der Armee von Pjotr Rumjanzow, die Potjomkins Flanke gegen Angriffe aus den Donaufürstentümern sicherte, bei seiner Nebenresidenz Nemyriw nördlich von Tultschyn Quartier gewährt. Nach dem Zeugnis seines Cousins Kostka Potocki handelte er dem Ratschlag seiner Mätresse entgegen, als er 1792 von Iași nach Petersburg fuhr und dort Marschall der Konföderation von Targowica wurde – einer prorussischen Verschwörung, die zur Täuschung der Öffentlichkeit den Namen eines seiner Dörfer (Torhowyzja) erhielt.
Exil in Hamburg, Scheidung

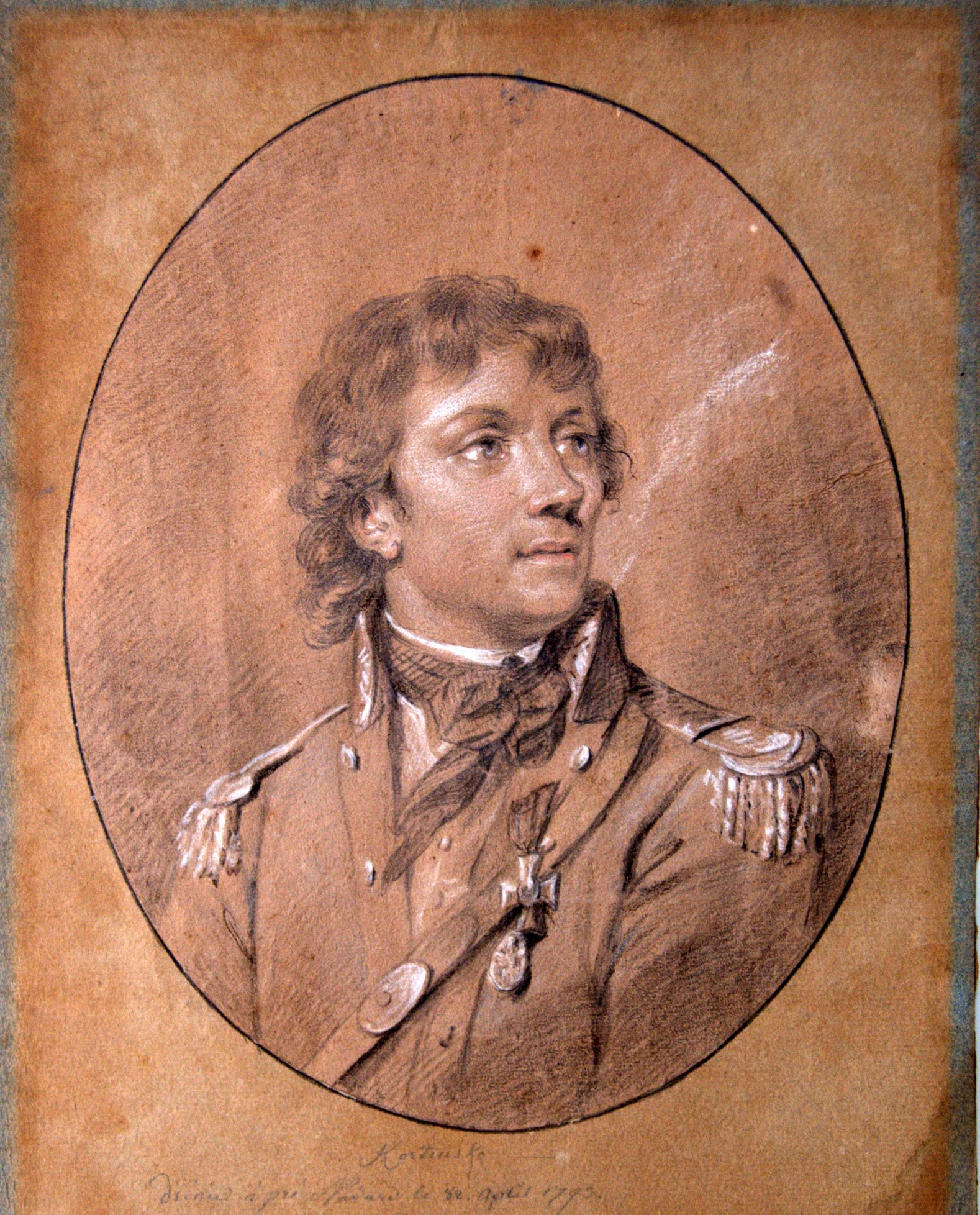
Giuseppe Grassi: Tadeusz Kościuszko, 1793, Warschau.
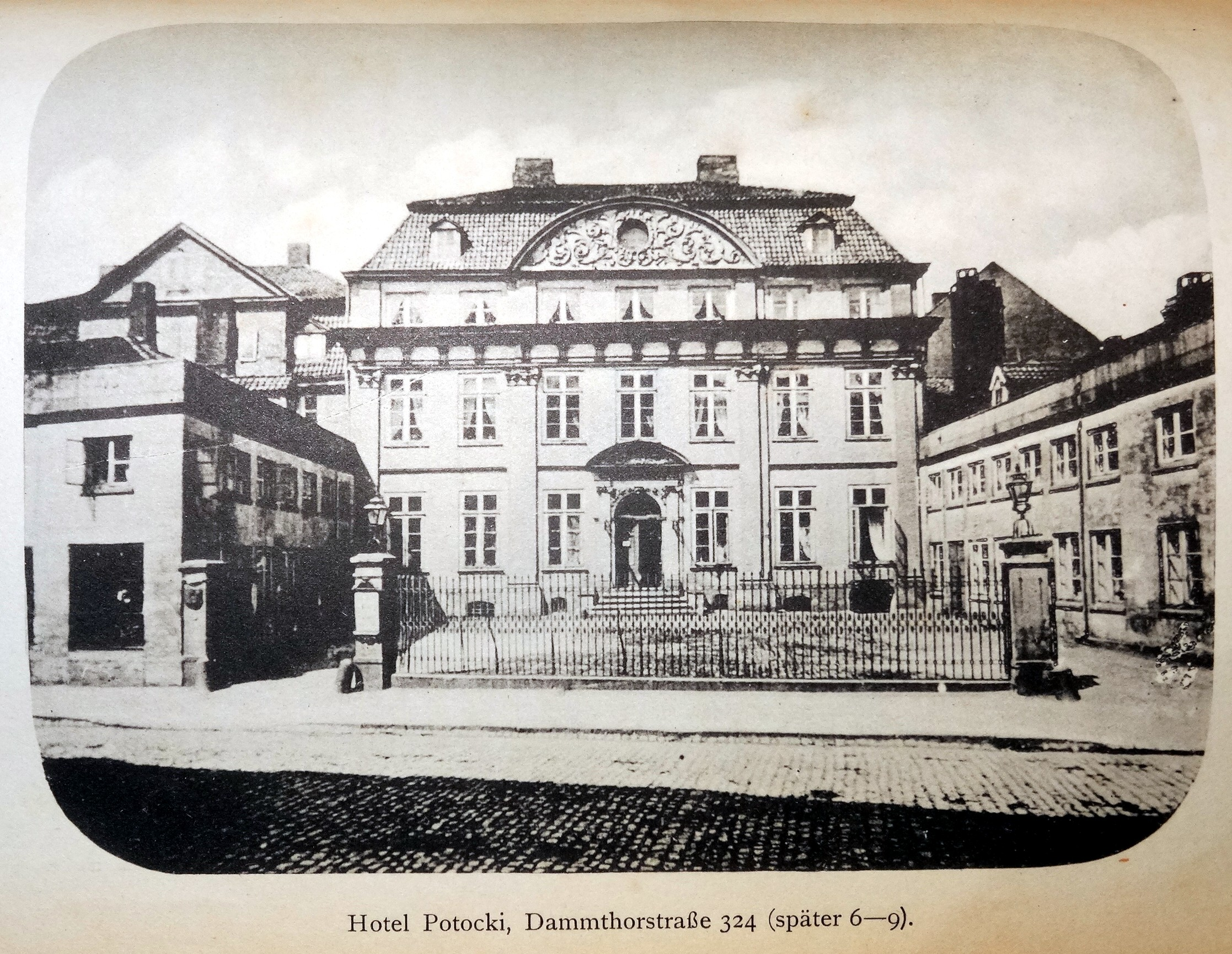
Hôtel Potocki, Hamburg, 1793–1795, abgebrochen 1867, Fotografie.
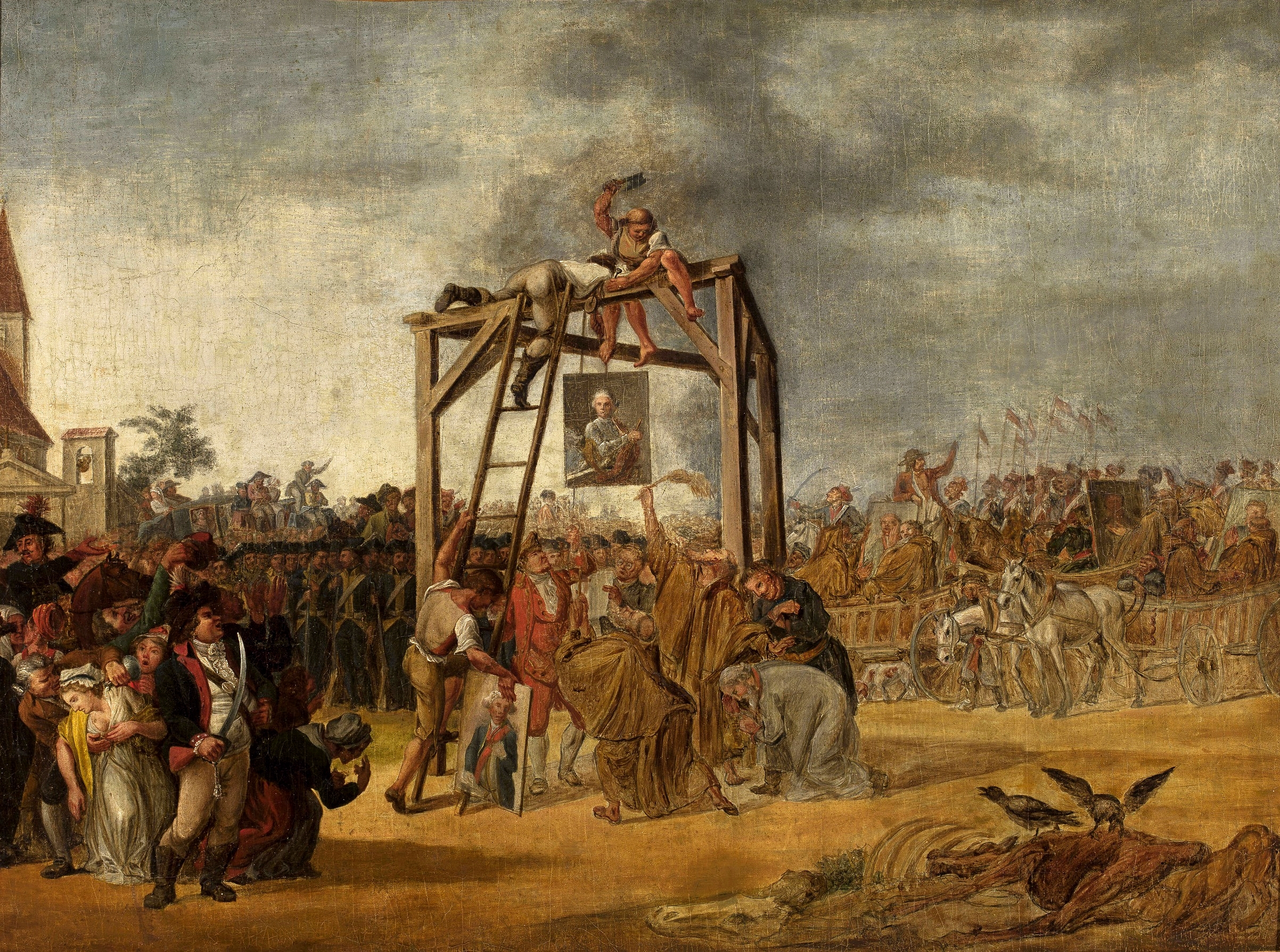
Jean-Pierre Norblin: Hängung der Verräter in effigie, 1794, Warschau.

Frau Wittowa hatte Potocki nur bis Cherson begleitet und erwartete ihn dann „mit der Mutter [!]“ in Nemyriw. Dabei zog sie die ganze Aufmerksamkeit des Publikums auf sich und wurde von den Offizieren der mittlerweile dort einquartierten Kronarmee besucht, denen sie gemäß Seweryn Bukar „nach orientalischem Brauch Konfitüren servierte“. Was Łojek entging: Polens künftiger Nationalheld Generalmajor Tadeusz Kościuszko (1746–1817) „war dort zur Entspannung nach der Arbeit genug [oft] zu Besuch“.
Nach Szczęsnys Rückkehr feierte man vorschnell die Wiederherstellung der alten Ordnung. Dies (in Abwesenheit Józefinas) in Tultschyn, das Zofia bei dieser Gelegenheit zum ersten Mal betrat. Im nachfolgenden Russisch-Polnischen Krieg versteckte der Marschall der Konföderation von Targowica sich in der Armee Katharinas II., die seine tapfer kämpfenden Landsleute überwältigte. Sein Gefolgsmann Antoni Złotnicki öffnete dem Feind die Tore von Kamjanez.
Danach wies die Kaiserin Potocki die kalte Schulter. Als er erfuhr, dass sie mit Preußen eine zweite Teilung seines Vaterlands vereinbart hatte, soll er geweint haben. Frau Wittowa folgte ihm nach Grodno (Belarus) und gebar ihm in Mińsk Mazowiecki bei Warschau den Sohn Konstanty, der wie zwei nachfolgende außereheliche Kinder früh starb. Die Zeit zwischen der zweiten und dritten Teilung der Rzeczpospolita (1793–1795) verbrachte das Paar in Hamburg, wo Potocki sich ein Palais errichten ließ. Zuvor hatte er in Petersburg die Verwaltung seiner Besitzungen der Gattin übertragen. Ein Franzose behauptete, er habe, „stets von Kurtisanen und Dieben umgeben“, seinen Luxus und seine Niedertracht in den wichtigsten Städten Deutschlands spazieren geführt. Zofias Verhältnis zu ihm kühlte sich in der Hansestadt vorübergehend ab. Der Sohn Mikołaj, den sie dort zur Welt brachte, hatte fast sicher nicht ihn zum Vater. Dennoch schrieb sie ihm später: „Nikoluschka [das Kuckuckskind] ist schön wie die Liebe, die ich dir schenke. […] Dieser Knirps wird den armen Kotula [Zofias Sohn von Szczęsny] in den Schatten stellen.“

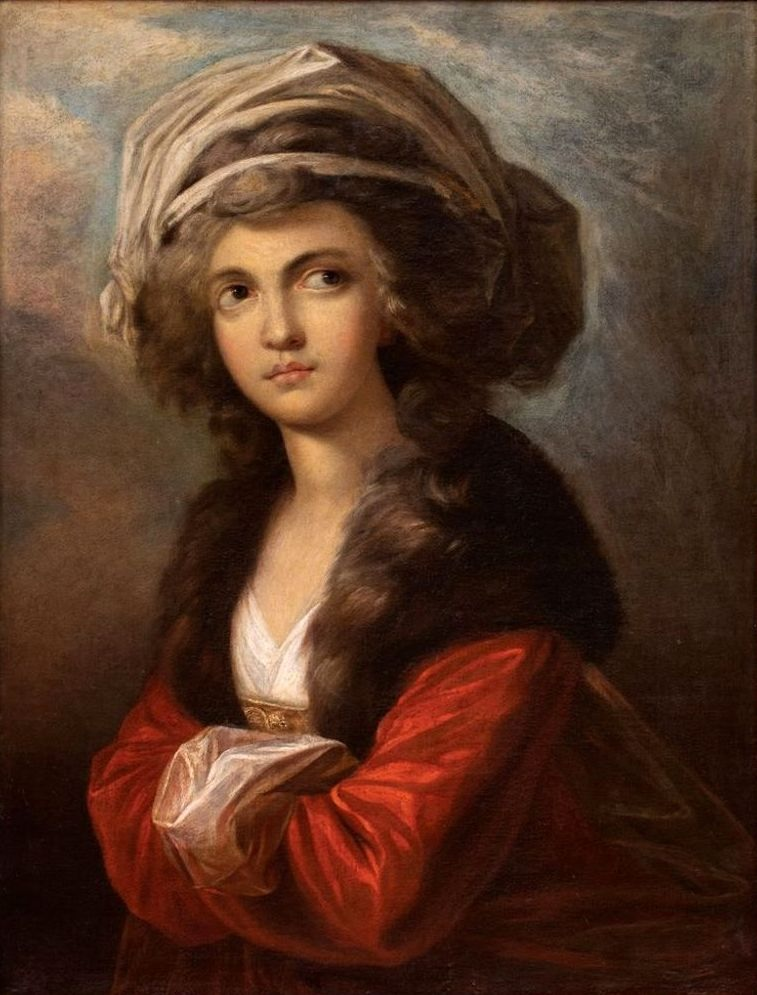
Hubert Maurer: Zofia geschiedene Wittowa, Wien 1797, Dom Aukcyjny Ostoya.

Nach dem von Kościuszko geleiteten Aufstand von 1794 wurde Potocki in Warschau wegen Hochverrats in Abwesenheit zum Tod verurteilt und in effigie gehängt, sein Besitz konfisziert. Boscamp fiel als Agent Russlands der Lynchjustiz zum Opfer. Doch der russische Oberkommandierende Alexander Suworow schlug den Aufstand blutig nieder, und die einstige Großmacht Polen-Litauen wurde zum letzten Mal geteilt. In der Folge trennten sich Potocki und Frau Wittowa für ein halbes Jahr, um ihre Ehen annullieren zu lassen: Er begab sich über Petersburg, wo ihn Katharina II. zum Generalleutnant ernannte (unter Kaiser Paul I. wurde er 1797 sogar Général en chef), nach Tultschyn. Zofia fuhr mit den Kindern über Potsdam, wo sie von Königin Friederike Luise Komplimente erhielt, und das zur preußischen Provinzstadt herabgesunkene Warschau zum zuständigen Adelsgericht im österreichischen Lemberg. Dort feierte sie Wiedersehen mit Diane de Polignac, deren Familie vor den Jakobinern geflohen war und später auf einem Landgut Potockis bei Tultschyn Zuflucht fand.
In ihren Briefen nannte Zofia Szczęsny, der vorübergehend nach Nemyriw auswich, Elpida (griechisch Ελπίδα Hoffnung). Zwar vermochte sie den Richtern in der Hauptstadt Galiziens vorzuspiegeln, ihre Ehe sei erzwungen gewesen und daher ungültig, doch bedurfte dieses Urteil in Russland der Anerkennung des Gatten. Dazu lehnte Józefina eine Scheidung ab. Indem sie aber nach Petersburg übersiedelte, um die Nebenbuhlerin in ein Kloster stecken zu lassen, überließ sie Tultschyn der Letzteren. Zofia wurde von Józefinas Kindern gehasst. Damit ihr Liebling Mikołaj weiterhin Milch erhielt, ließ sie monatelang geheim halten, dass das in Lemberg zurückgelassene Töchterchen seiner Amme gestorben war. Suworow, von dem sie sich in Warschau hatte einladen lassen, schlug 1796 sein Hauptquartier in Tultschyn auf und verfasste dort seine Kunst des Siegens (russisch Наука побеждать Nauka pobeschdat).
Im selben Jahr rang Złotnicki – jetzt als russischer Generalmajor Kommandant von Kamjanez – seinem Vorgänger Witte die Anerkennung der Scheidung ab, was Potocki viel Geld kostete. Zofia blieb mit ihrem Ex-Gatten in Kontakt, der Złotnickis Gut bei Kamjanez kaufte und sich dort mit einem Harem von Konkubinen umgab. Nach dem Tod Katharinas II. konnte sich auch Szczęsny scheiden lassen. Den Vermittler spielte in diesem Fall Jerzy Potocki (1776–1809), sein ältester und wahrscheinlich einziger biologischer Sohn aus erster Ehe. Dieser hatte sich als Kammerjunker in Petersburg durch pathologisches Glücksspiel den Zorn des Vaters zugezogen und hoffte, Zofia werde ihn diesem gegenüber verteidigen. Józefina starb kurz nach der Scheidung bei der Geburt eines Kindes, dessen Vater Choiseul-Gouffier war – der einstige Liebhaber ihrer Rivalin. Diese schenkte Szczęsny 1797 in Uman (100 km östlich von Tulschyn), einer anderen seiner Nebenresidenzen in der Woiwodschaft Brazlaw, die früh verstorbene Tochter Helena.
Welterbe Sofijiwka

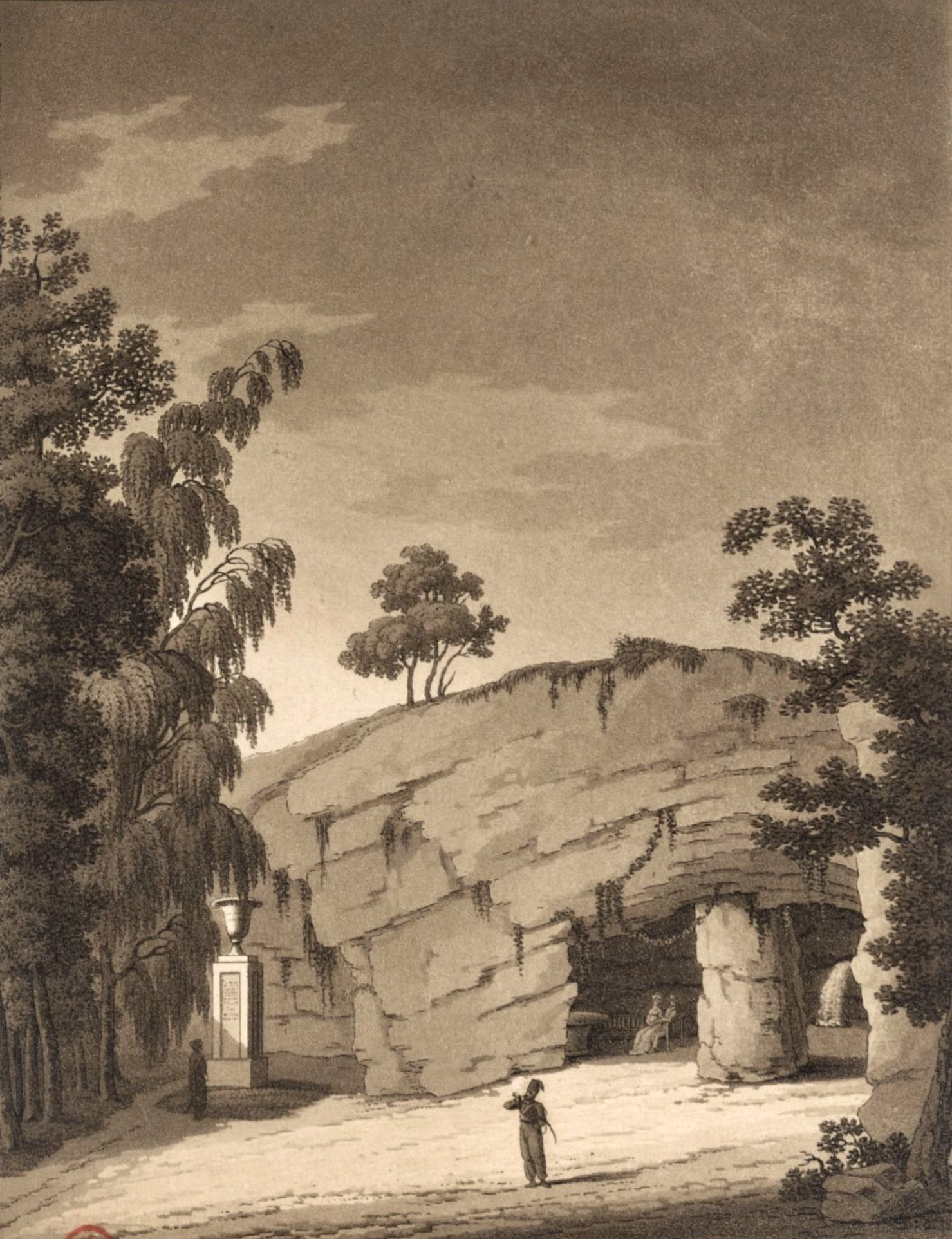
Nach William Allan: Grotte der Kalypso.
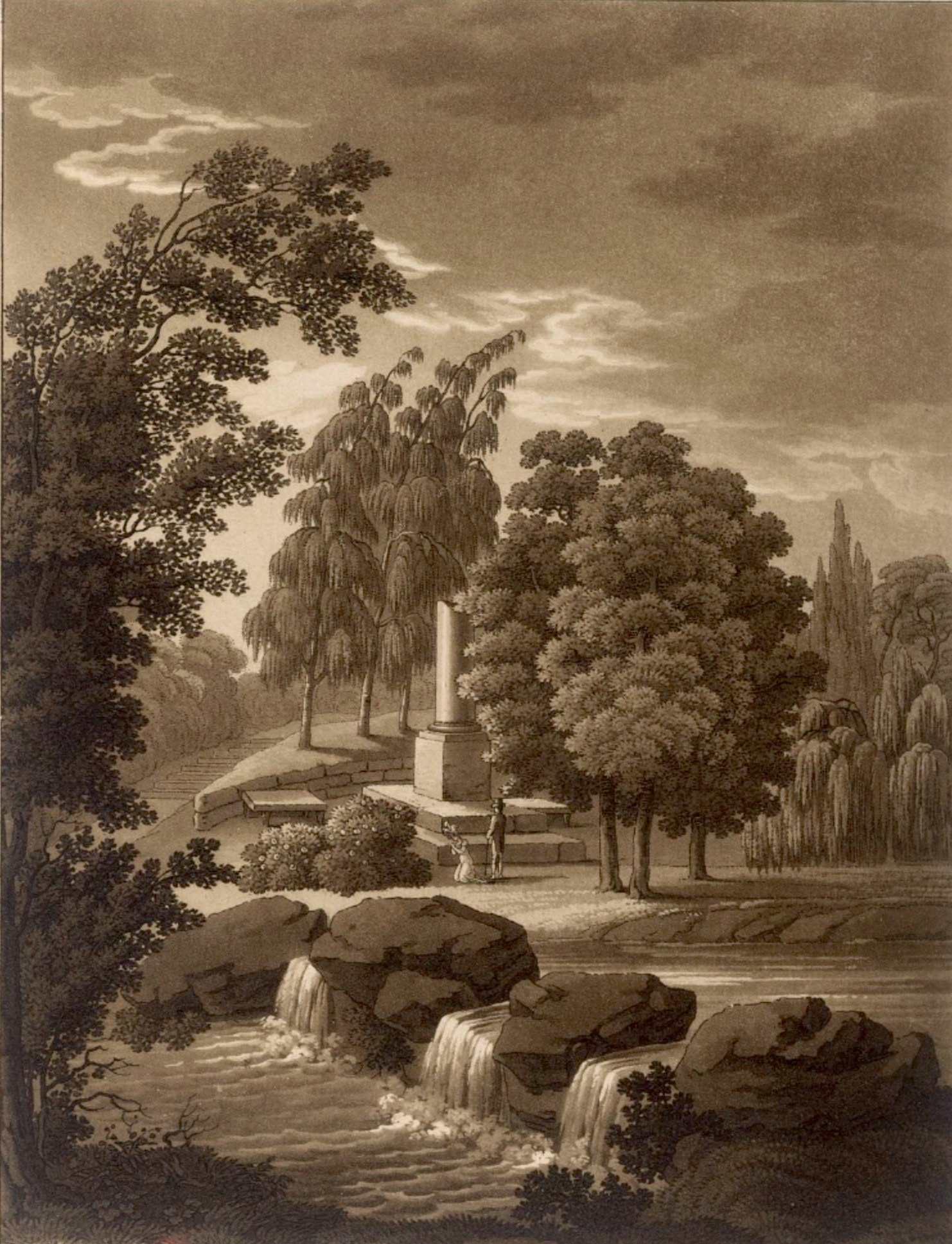
Nach William Allan: Drei-Tränen-Kaskade,[129] geborstene Säule.
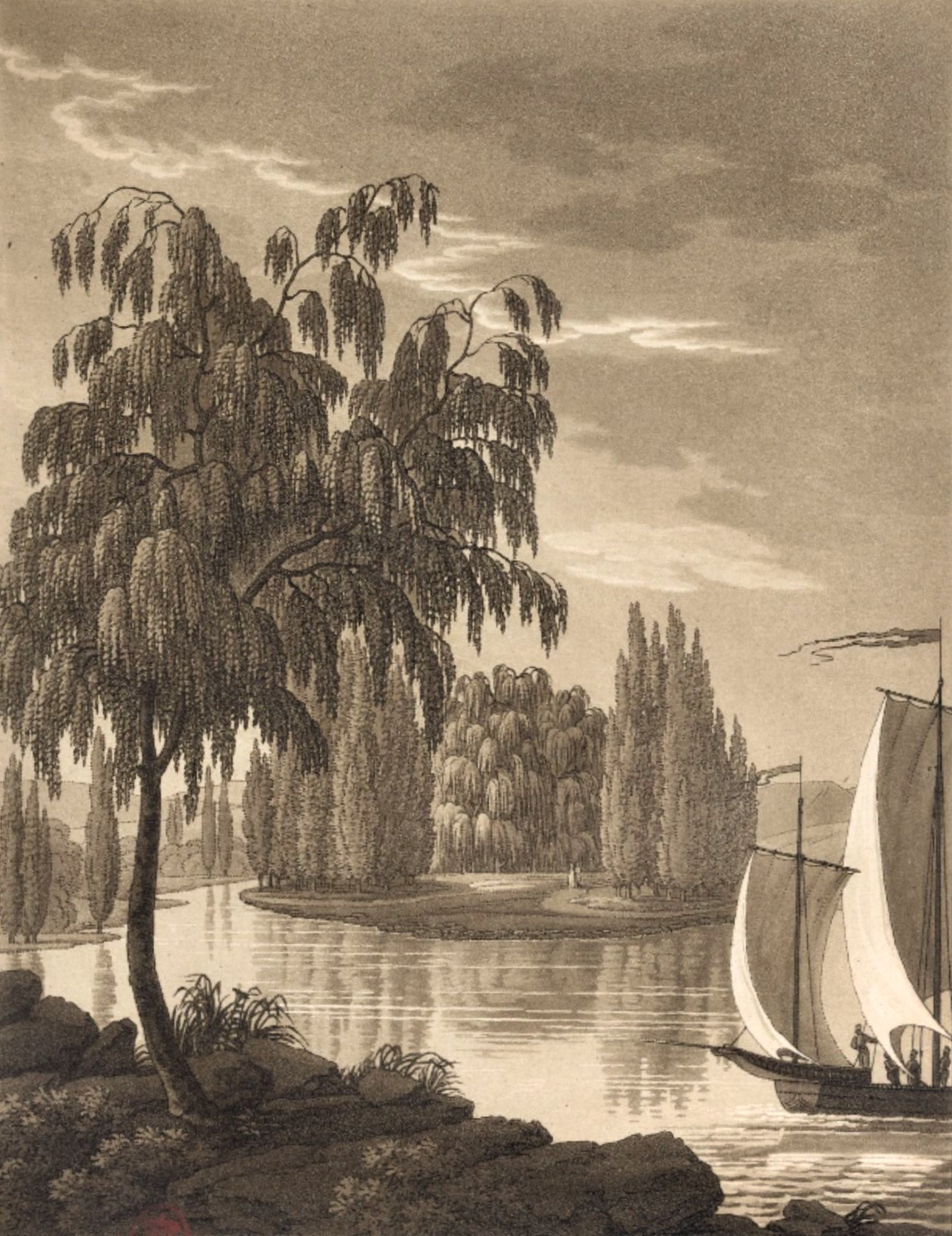
Nach William Allan: Schiff der Kleopatra.
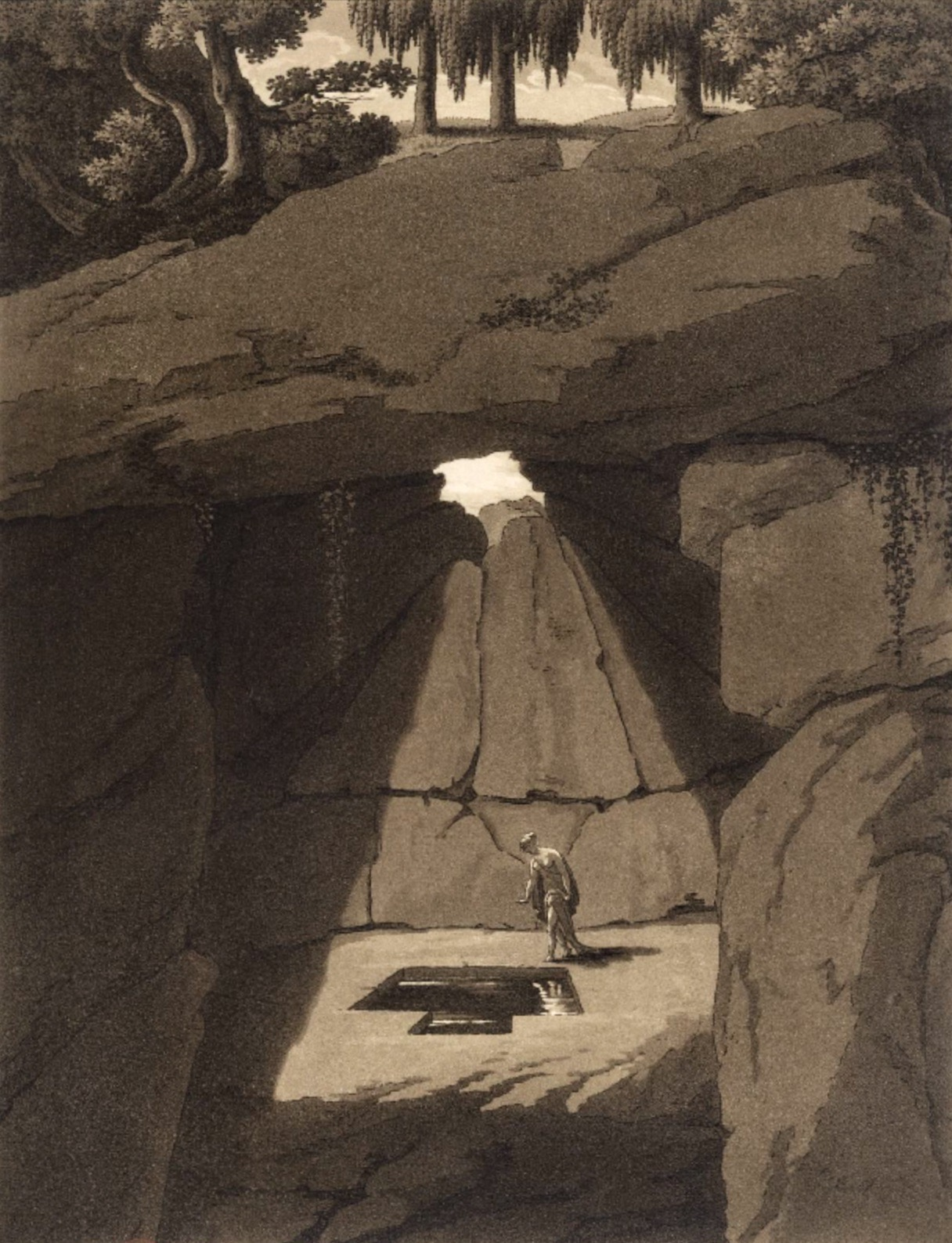
Nach William Allan: Grotte der Angst und des Zweifels.
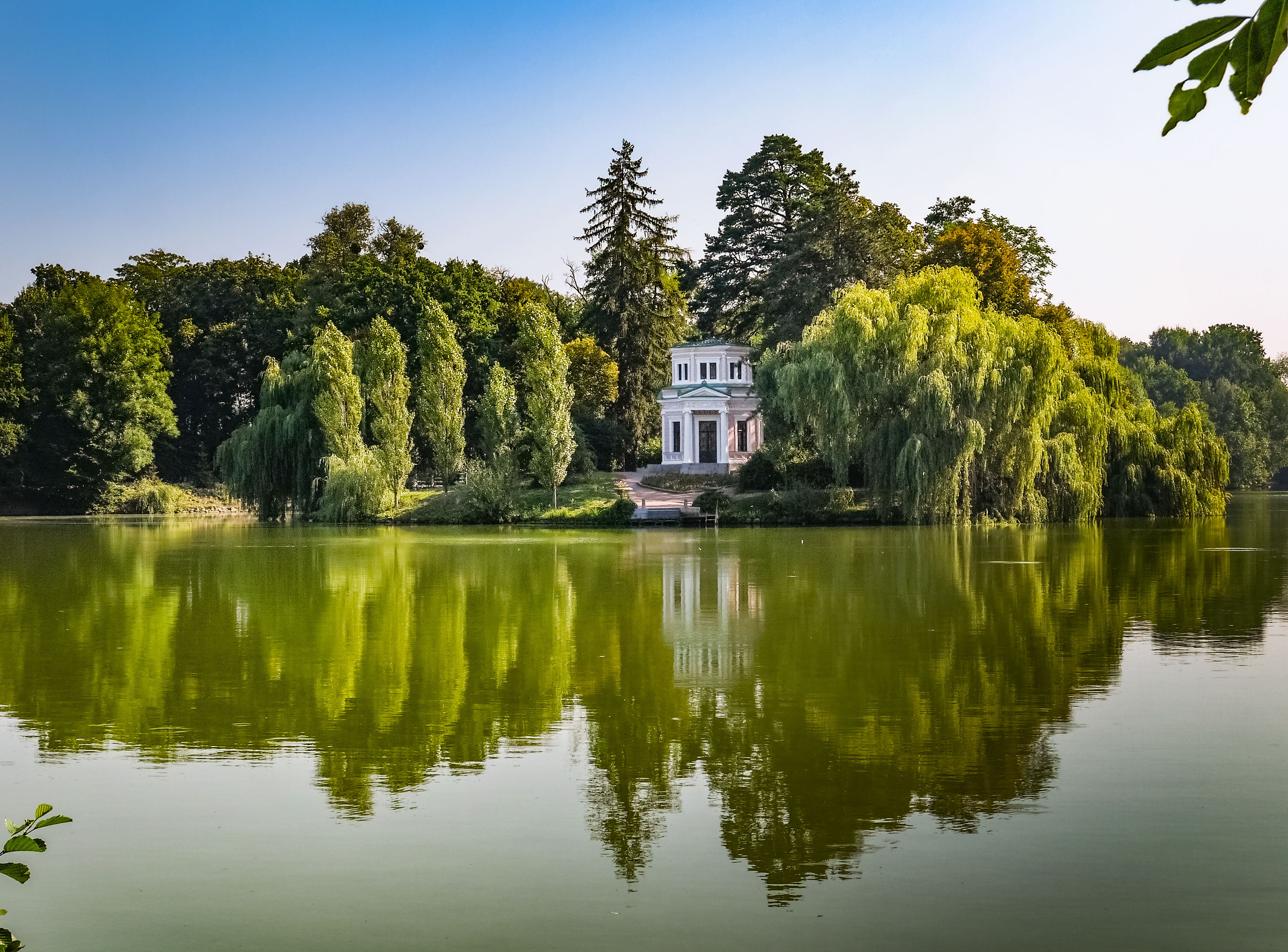
Locus amoenus: Insel der Kirke, Sofijiwka-Park.
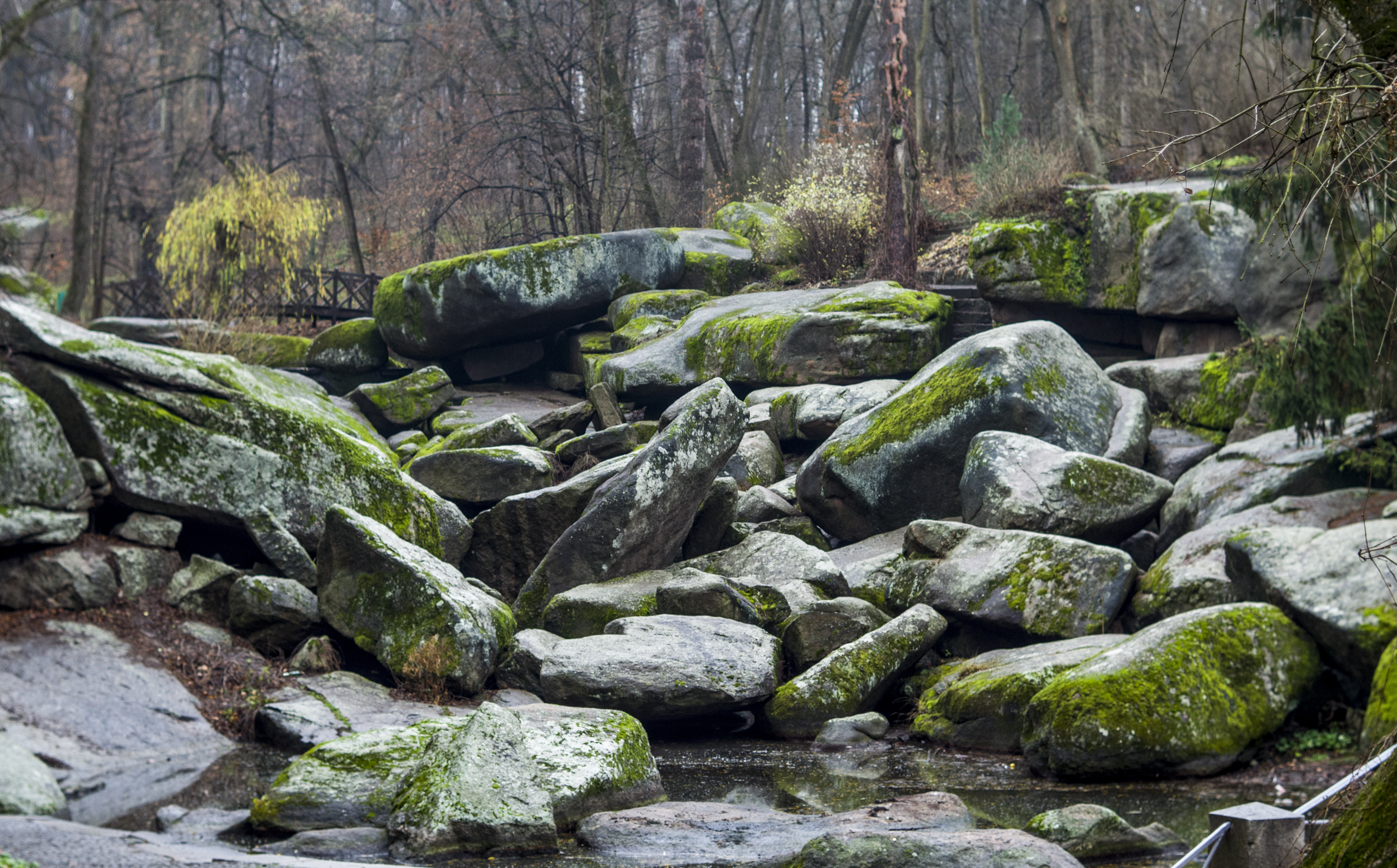
Locus horridus: Tal der Riesen, Sofijiwka-Park.

Nachdem Zofia 1795 den Landschaftsgarten Arkadia von Helena Radziwiłłowa bei Nieborów (zwischen Warschau und Łódź) gesehen hatte, wünschte sie sich etwas Vergleichbares auf der Krim. Szczęsny steckte darauf ab 1796 15 Millionen Złoty in eine solche Anlage, die er Sofijiwka nannte. Sie entstand allerdings nicht am Schwarzen Meer, sondern in der malerischen Schlucht des Flüsschens Kamianka bei Uman, an die ein mit großen Felsblöcken übersätes und dünn bewaldetes Gelände grenzte. Architekt war Artilleriehauptmann Ludwik Metzel (1764–1848). Dieser uneheliche Sohn von Potockis früherem Vorgesetztem und Schwager Alois Friedrich von Brühl leitete auch die von Tausenden von Leibeigenen ausgeführten Arbeiten. Marmor, Statuen und Maschinen beschaffte er in Westeuropa, exotische Pflanzen in der Türkei. Stanisław Trembecki, welcher den Lebensabend in Tultschyn verbrachte, widmete Sofijiwka seinen Schwanengesang. Ein anderer Dichter, Juliusz Słowacki, verglich den Garten mit einem in den Steppen verlorenen Edelstein. Im Zusammenhang mit dem Programm von Sofijiwka sprechen Forschende von Labyrinth, symbolischem Welttheater und Ästhetik der Überraschung bzw. von den arkadischen Motiven locus amoenus und locus horridus.
Weil Zofias Sohn Aleksander Potocki sich am polnischen Novemberaufstand beteiligte, wurde Sofijiwka 1832 von Kaiser Nikolaus I. konfisziert. Es erfuhr eine Umgestaltung, entging aber im Gegensatz zu anderen unter polnischer Herrschaft angelegten Gärten der Zerstörung. Heute zählt die zum Dendrologischen Nationalpark und UNESCO-Welterbe erklärte Anlage zu den touristischen Sehenswürdigkeiten der Ukraine.
Auch Tultschyns Park wurde aufwändig verschönert. Damit seine Geliebte sich auf türkische Art pflegen konnte, ließ Potocki dort einen Hamam in maurischem Stil errichten.

## Gräfin Potocka (1798–1822)
Affäre mit Stiefsohn

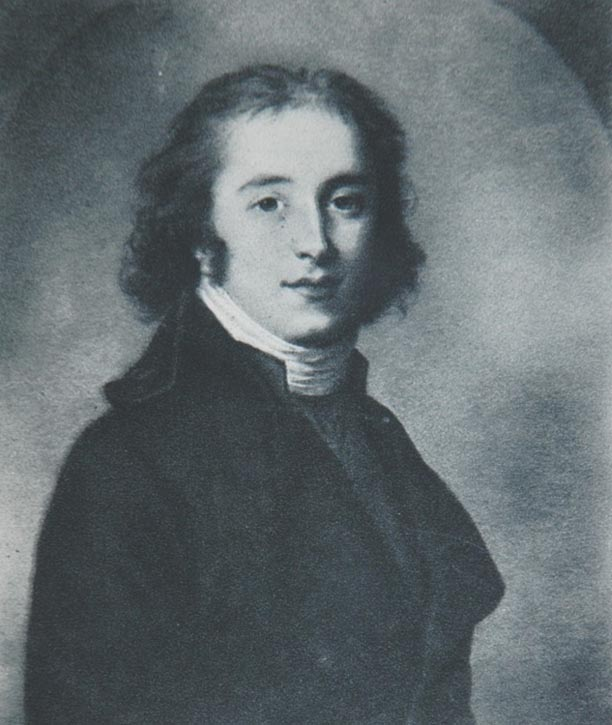
Élisabeth Vigée-Lebrun: Jerzy Potocki, Petersburg 1798, ehemals Łańcut.
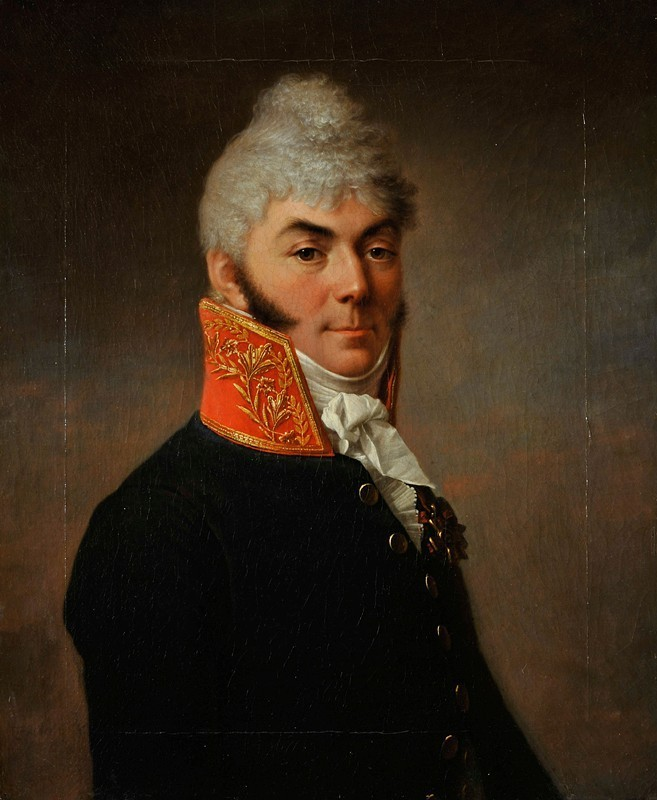
Stepan Schtschukin: Nikolai Nowossilzew, Petersburg.
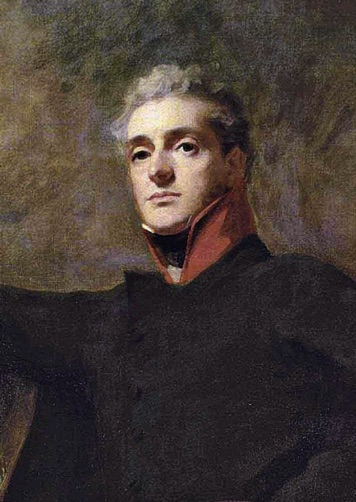
Henry Raeburn: Lord Douglas, Lennoxlove House (Schottland).

Mit dem erwähnten Aleksander gebar Zofia wieder ein eheliches Kind, da Szczęsny sie unmittelbar vor der Niederkunft 1798 zum Altar führte. Die Zeremonie in Tultschyn erfolgte den veränderten Herrschaftsverhältnissen entsprechend nicht nur nach katholischem, sondern auch nach orthodoxem Ritus. Die nachträgliche Legitimierung der ehebrecherischen Beziehung empörte Podoliens Adel. Vielleicht fuhr Szczęsny deshalb mit seiner neuen Gattin 1799 oder 1800 nach Italien, das er schon mit Józefina besucht hatte. In Tultschyn ging es nun gemäß Fjodor Golowkin zu wie in Pergolesis Oper La serva padrona (Die Magd als Herrin): Während unter Zofias Zepter der Palast einem Bienenhaus, der Lebensstil jenem eines Königshofs glich, Bälle und Theateraufführungen Generäle aus Petersburg und Emigranten aus Paris anzogen, war der Hausherr gemäß seinem Enkel Leon Potocki oft krank, kam erst am Abend aus seinem Schlafzimmer herunter, spielte mit Trembecki um einen Groschen Karten und zog sich dann wieder zurück. Zuletzt verfiel der „düstere Dummkopf“ (polnisch bałwan zasępiony) dem Mystizismus.
Jerzy Potocki, der als einziger Nachkomme Józefinas die Stiefmutter akzeptierte, war von Paul I. wegen seiner Spielsucht 1799 nach Tultschyn verbannt worden. Zofia begann eine Affäre mit dem sechzehn Jahre Jüngeren. 1804 traten die beiden an Szczęsnys Geburtstag in einem lebenden Bild als regierendes Götterpaar Juno und Jupiter auf. Offenbar erfuhr Potocki von ihrem Verhältnis und fürchtete, die Gattin wolle ihn vergiften. Als er 1805 starb, soll er ihr den Zutritt zum Sterbezimmer verboten und sie verflucht haben. Die Obduktion ergab Hinweise auf ein Nierenleiden infolge Konsums von „Diabolinen“ (Bonbons mit dem Aphrodisiakum Cantharidin). Vor der Beisetzung wurde dem Verstorbenen die ordengeschmückte russische Galauniform – der Lohn für seinen Verrat am Vaterland – vom Leib gestohlen. Kurz nach dem Tod des Gatten reiste Zofia mit dem Fürsten von Nassau-Siegen nach Odessa.
Prominente Liebhaber der mit fünfundvierzig Jahren Verwitweten waren der russische Senator Nikolai Nowossilzew (1761–1838), der britische Botschafter Lord Douglas (1767–1852) und der Herzog von Richelieu (1766–1822). Nowossilzew, Präsident der Russischen Akademie der Wissenschaften, beriet sie im erbitterten Streit um das Erbe, den Potockis Kinder aus erster Ehe mit ihr austrugen. Letzteren half Karolina Ostroróg, die von Zofia 1801 mit deren fünfundvierzig Jahre älterem Ex-Gatten verkuppelt worden sein soll. Nach dem Scheitern ihrer Ehe behauptete die junge Frau, Wittes Scheidung und damit auch Zofias zweite Heirat seien rechtswidrig gewesen. Nebenbei beschuldigte sie ihre Vorgängerin der Spionage – ein Vorwurf, der gemäß Łojek jeder Grundlage entbehrt. Mit Nowossilzews Hilfe gelang es Zofia, sich bzw. ihren Kindern die Hälfte des Potocki-Vermögens zu sichern, dessen Aufteilung sich bis 1809 hinzog.
Anfangs hatte Jerzy Potocki die Erbmasse verwaltet, aber fortgefahren zu spielen. Zofia hatte ihn deshalb ausgekauft, was ihr den Besitz von Nemyriw eintrug. Doch während in Podolien der Preis des Weizens und der „Seelen“ einbrach, machte der an Syphilis erkrankte Jerzy in Paris weitere Schulden. Zofia erwog, mit ihm Heilbäder zu besuchen und nach Neapel zu ziehen bzw. sich ebenfalls in Paris niederzulassen. Doch der geliebte Stiefsohn starb schon 1809, nach dem Besuch der Bäder von Barèges, in Tarbes. Auch Pläne Zofias, Nowossilzew ins Ausland zu folgen, um den Anfeindungen der Potockis zu entgehen, zerschlugen sich.
Projekt Sophiopolis

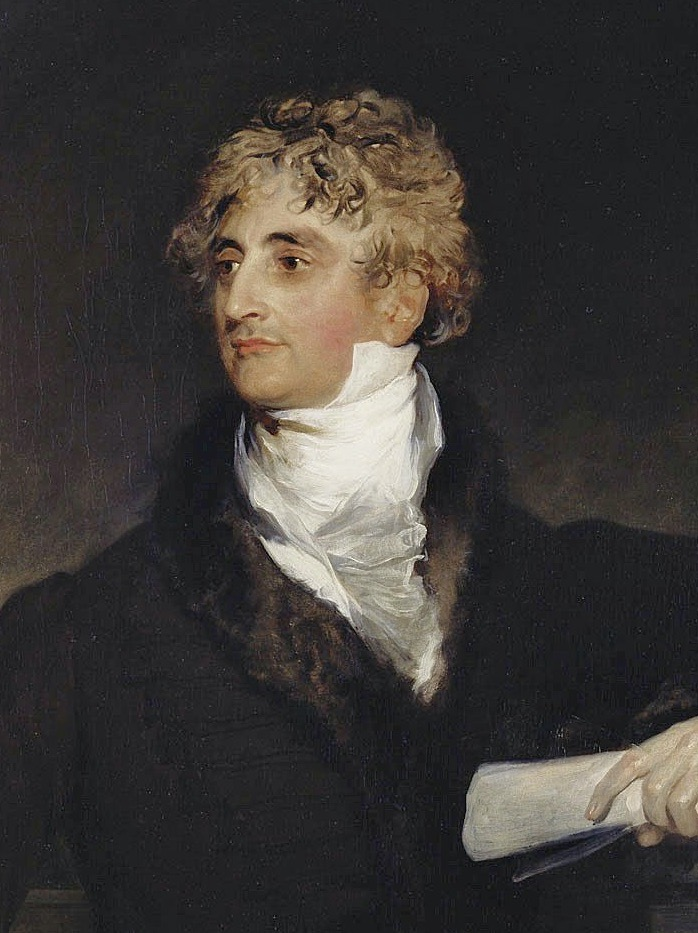
Thomas Lawrence: Der Herzog von Richelieu, Royal Collection.
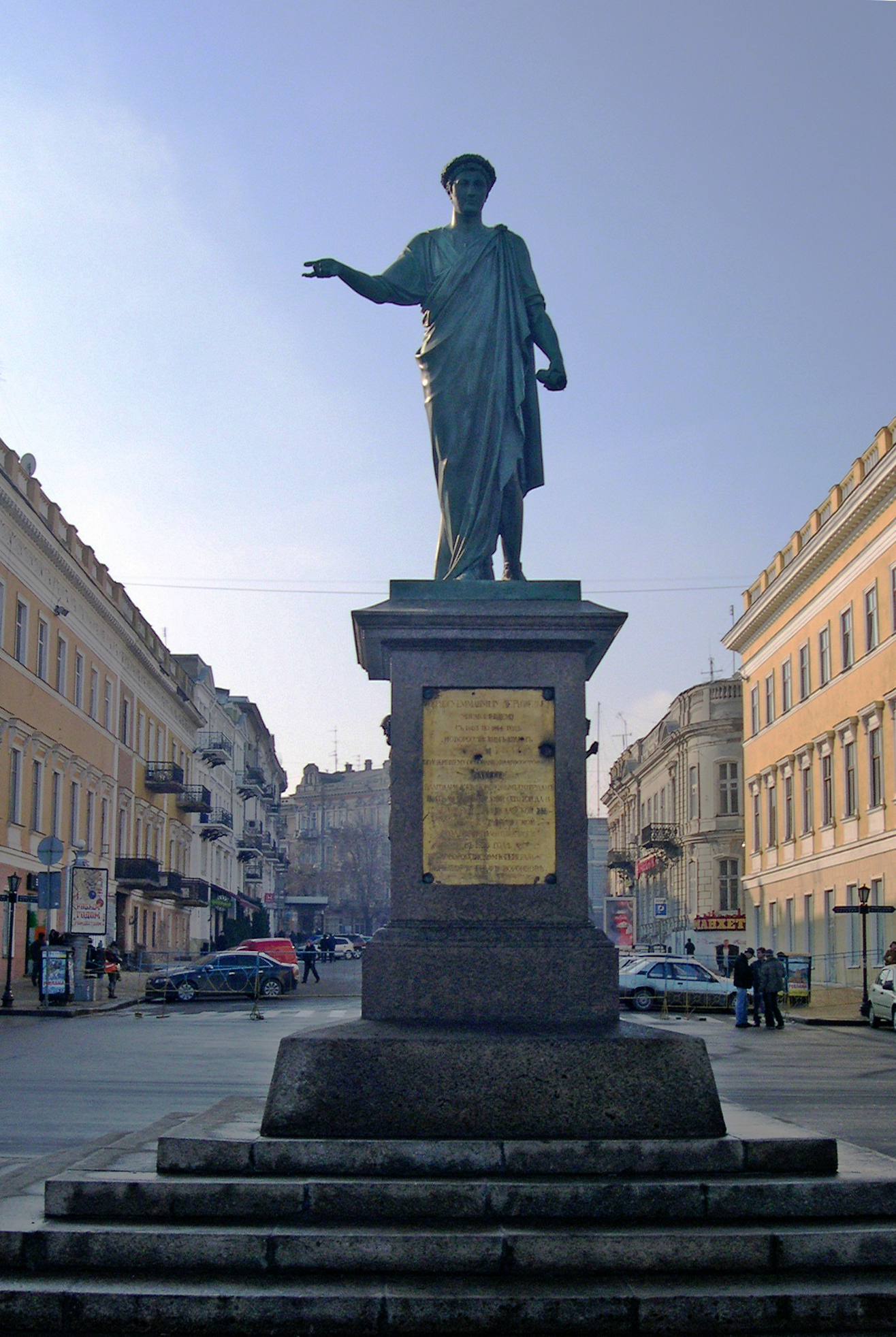
Iwan Martos: Richelieu-Denkmal, Odessa, 1828.
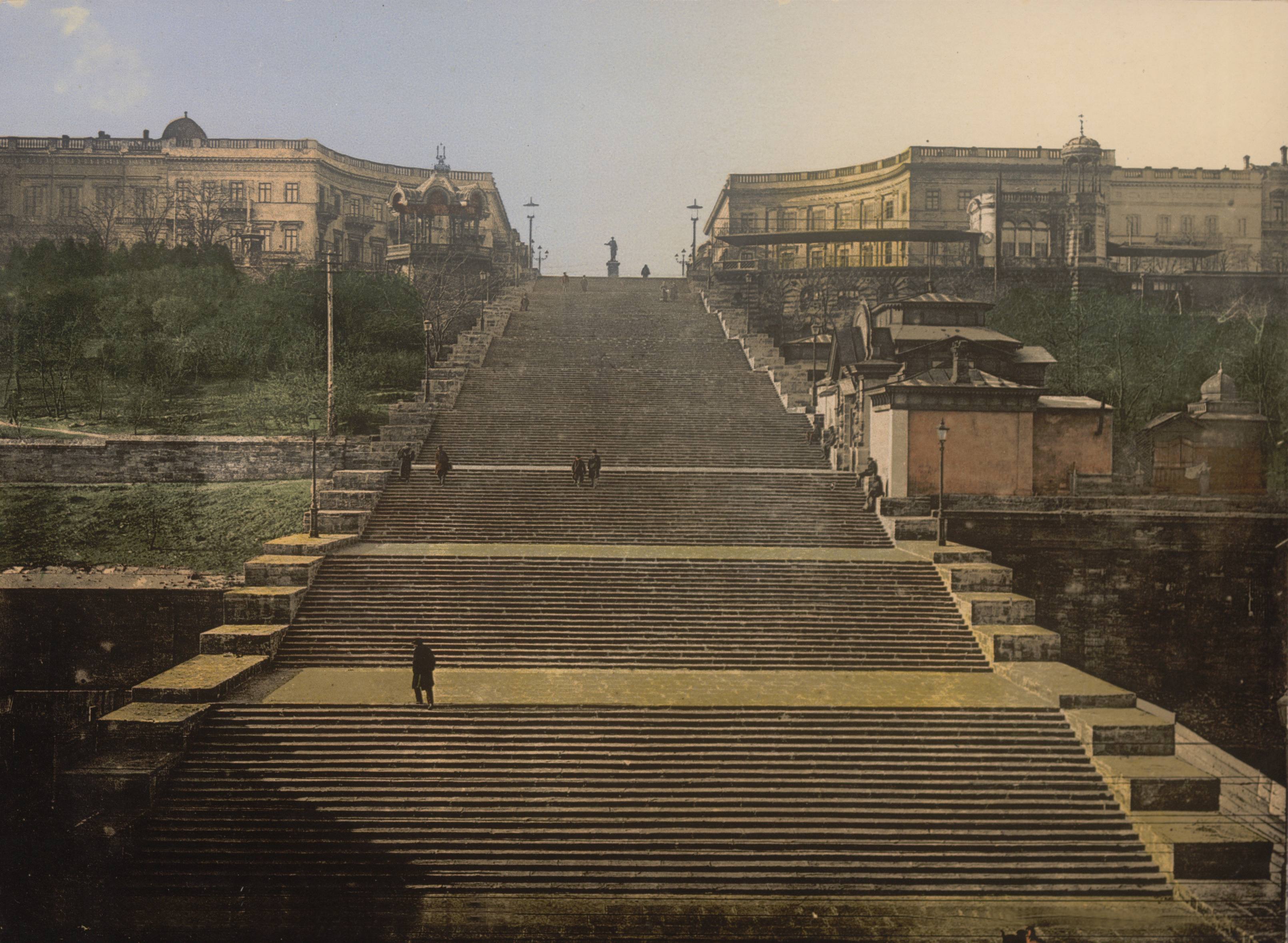
Richelieu-Denkmal am Ende der Potjomkinschen Treppe, Postkarte, 1905.

Richelieu war der Urenkel von Armand-Jean du Plessis, duc de Richelieu, eines der bekanntesten Regierungschefs Frankreichs – ein Amt, das er später ebenfalls bekleiden sollte. Als Emigrant war er 1805–1814 Generalgouverneur von Neurussland. Er gilt als Gründervater von Odessa, das ihm 1828 ein Denkmal errichtete. Zofia unterhielt mit dem unglücklich Verheirateten 1808–1811 eine durch 67 Briefe Richelieus bezeugte Liebesbeziehung. Sie besuchte mit ihm die Krim, konnte ihn aber nachher wegen beiderseitiger Verpflichtungen nur noch viermal sehen, obwohl sie im 400 km südlich von Tultschyn gelegenen Odessa ein Haus besaß, das größer und schöner war als jenes des Gouverneurs. Beide widmeten ihre Freizeit dem Gartenbau. Für den Fall, dass er seinen Posten verlieren sollte, wollte Richelieu Zofias „Innenminister“ werden.
Er unterstützte ihr – von Łojek übersehenes – Vorhaben, zwischen Simejis und Alupka an der Südspitze der Krim (nahe beim Tempel der Artemis, dessen Priesterin die mythische Iphigenie gewesen sein soll) ein Luxusresort namens Sophiopolis zu gründen. Neben etwa fünfzig Villen war dort ein Vauxhall geplant: ein Vergnügungsort mit Ballsaal, Konzertsaal und Ausschank, wie ihn Zofia in Spa kennen gelernt hatte. Außer dem Herzog gewann sie ihren angeheirateten Verwandten Jan Potocki, Verfasser des Romans Die Handschrift von Saragossa, und den Architekten Antoine-François Mauduit als Propagandisten des Unternehmens. Für einen Ring, den dessen Teilhaber tragen sollten, ersann der Gegenaufklärer und piemontesische Gesandte in Petersburg Joseph de Maistre 1810 die Inschrift „Gesellschaft der von Weisheit Durchdrungenen“ (griechisch Σεσοφισμένον κοινόν Sesophisménon koinón), welche auch als „Gesellschaft der von Zofia Besessenen“ gelesen werden konnte. Maistre bezeichnete Gräfin Potocka als „excessivement marquante“ (übermäßig auffallend). Sie gebe sich als Neununddreißigjährige aus und habe seinem österreichischen Kollegen Joseph von Saint-Julien (1758–1829) den Kopf verdreht. Doch Napoleons Russlandfeldzug verhinderte den Bau von Sophiopolis und verminderte den Einfluss seiner Initiatorin.

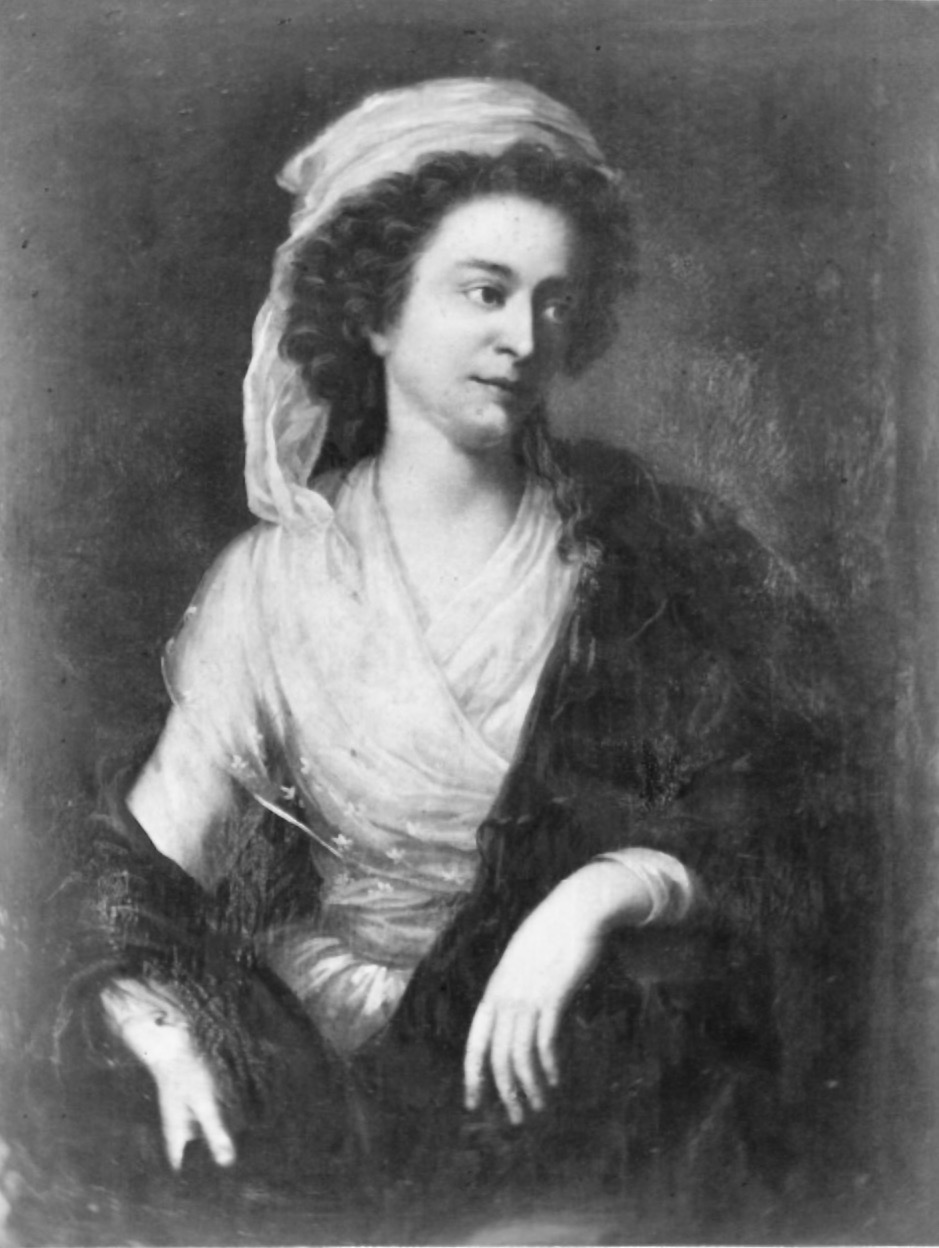
Unbekannter Künstler: Zofia Potocka, etwa 1815.
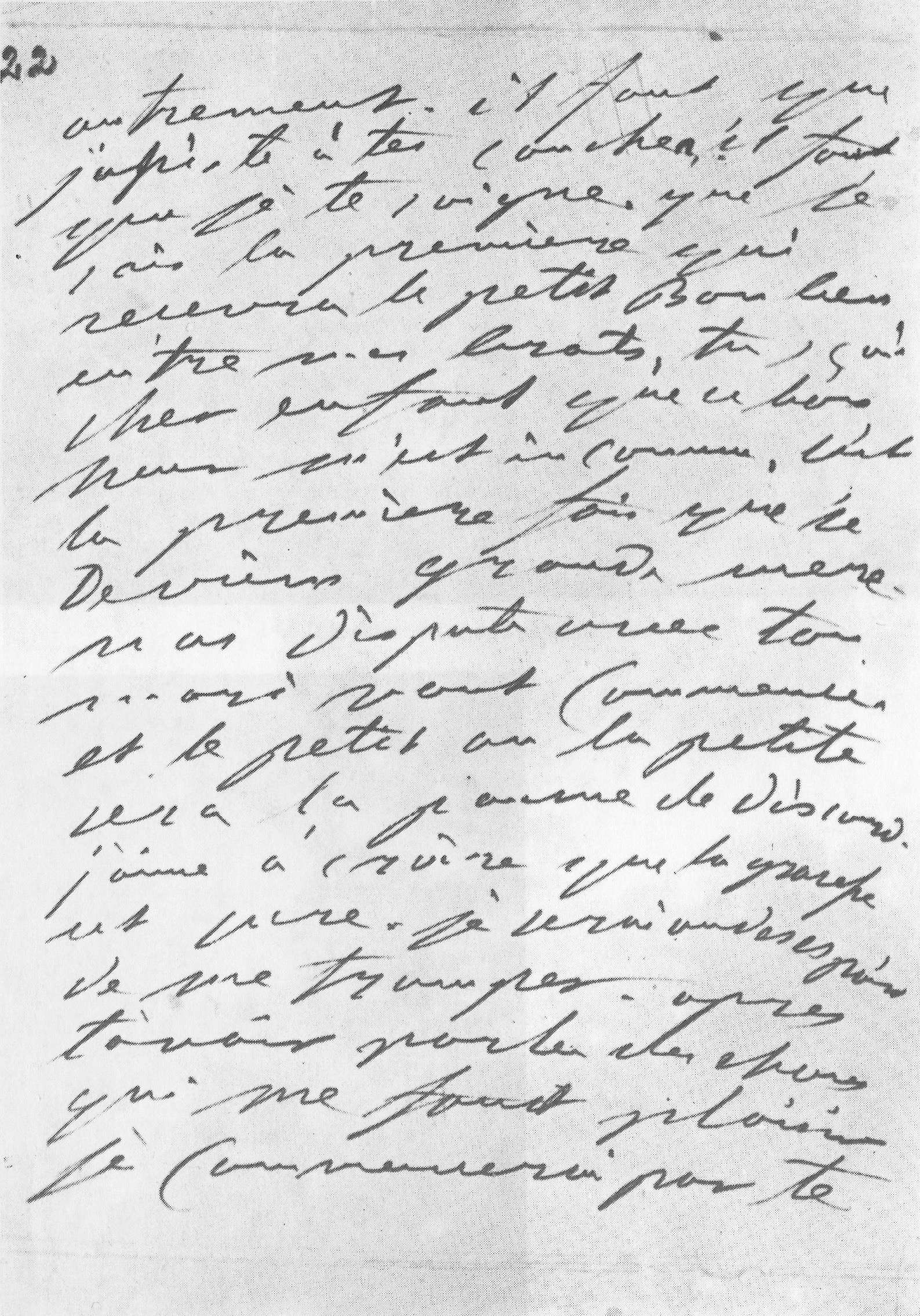
Brief Zofia Potockas an ihre Tochter Zofia Kisseljowa, 1821, Krakau (französisch).
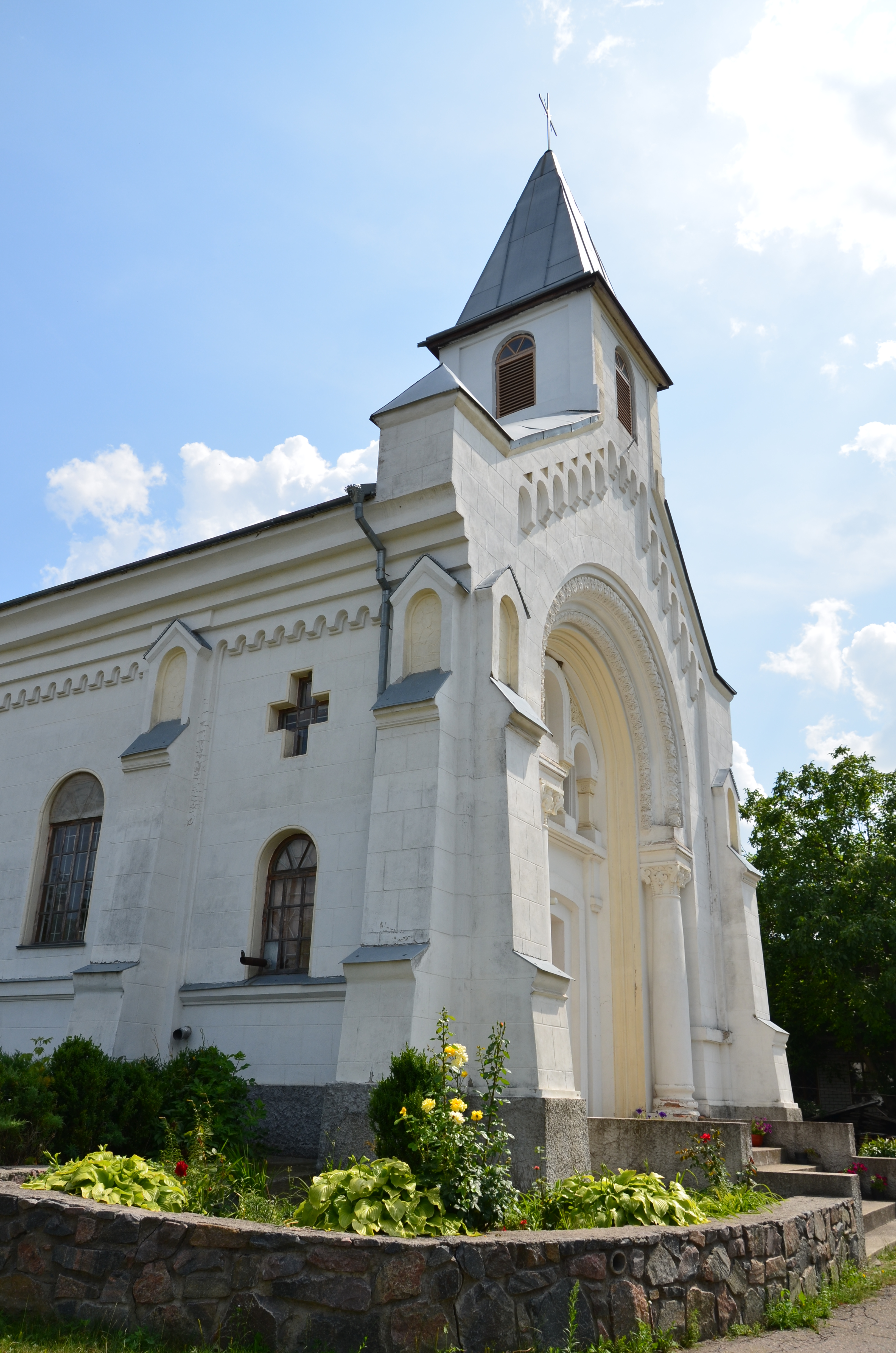
Heutige Grabstätte: Annenkirche, Talne.

1810 starb in Tultschyn eine Frau, die von Zofia als Schwester bezeichnet wurde, bei der sich aber um ihre Tante Helena gehandelt haben dürfte. Als Aufrührer 1811 die strohgedeckten Holzhäuser von Tultschyn und Nemyriw niederbrannten, nahm die Gräfin sich der obdachlos gewordenen Juden an. Derweil begann in der Potocki-Residenz der Tag mit einem Bad im Bach oder im Hamam. Das Dîner mit fünfzig Gedecken wurde in der Orangerie serviert, Kaffee und Eis im Freien. Bei der Spazierfahrt ritt die Hausherrin den Wagen voran. Den Tee nahm man im Garten, wobei aus dem Wald Musik ertönte. Das Souper dauerte bis Mitternacht. Zofia verfügte über sechs Gesellschafterinnen (von La Garde mit den Nymphen der Kalypso verglichen), Maler, Musiker, Dichter, Hauslehrer, einen deutschen Landschaftsgärtner, Ärzte, Stallmeister, Sekretäre, sechzig Bedienstete, vierzig Pferde – finanziert durch zweihunderttausend Bauern.
1813 empfing sie in Tultschyn die durchreisende Königin Maria Karolina von Neapel, eine Schwester Josephs II. und Marie-Antoinettes. 1820 aber wurde sie vom eigenen Sohn Mieczysław aus der Potocki-Residenz vertrieben. Darauf soll sie diesen in einer Schrift für das Kind eines venezianischen Banditen namens Caracolli erklärt haben, von dem sie auf der Hochzeitsreise vergewaltigt worden sei. In einer Gegenschrift beschuldigte Mieczysław die Mutter der Prostitution, was ihm von Kaiser Alexander I. untersagt wurde. Später versuchte er offenbar, durch einen Brandanschlag auf das Woiwodschaftsgericht in Brazlaw die zugehörigen Akten zu vernichten.
Zofia Potocka starb mit zweiundsechzig Jahren 1822 in Berlin, wo sie Heilung von einer Krankheit gesucht hatte. Diesen wenigen bekannten Fakten über ihren Tod stehen umso mehr Legenden gegenüber. Angeblich litt sie an Krebs an jenem Körperteil, mit dem sie so lange gesündigt habe. Es heißt: „Mit perfektem Gedächtnis, lebte sie mehrere Monate lang als stinkende Leiche.“ Ein polnischer Gardeoffizier habe ihr den Wunsch erfüllt, noch einmal einen schönen Mann in ihrem Schlafzimmer zu sehen. Schließlich soll ihre Leiche als lebende Person zurechtgemacht über die Grenze geschmuggelt worden sein, da Preußen die Repatriierung der Leiche nicht gestattet habe. Es gibt auch Berichte über eine gespenstische nächtliche Beisetzung in Uman.

## Nachkommen

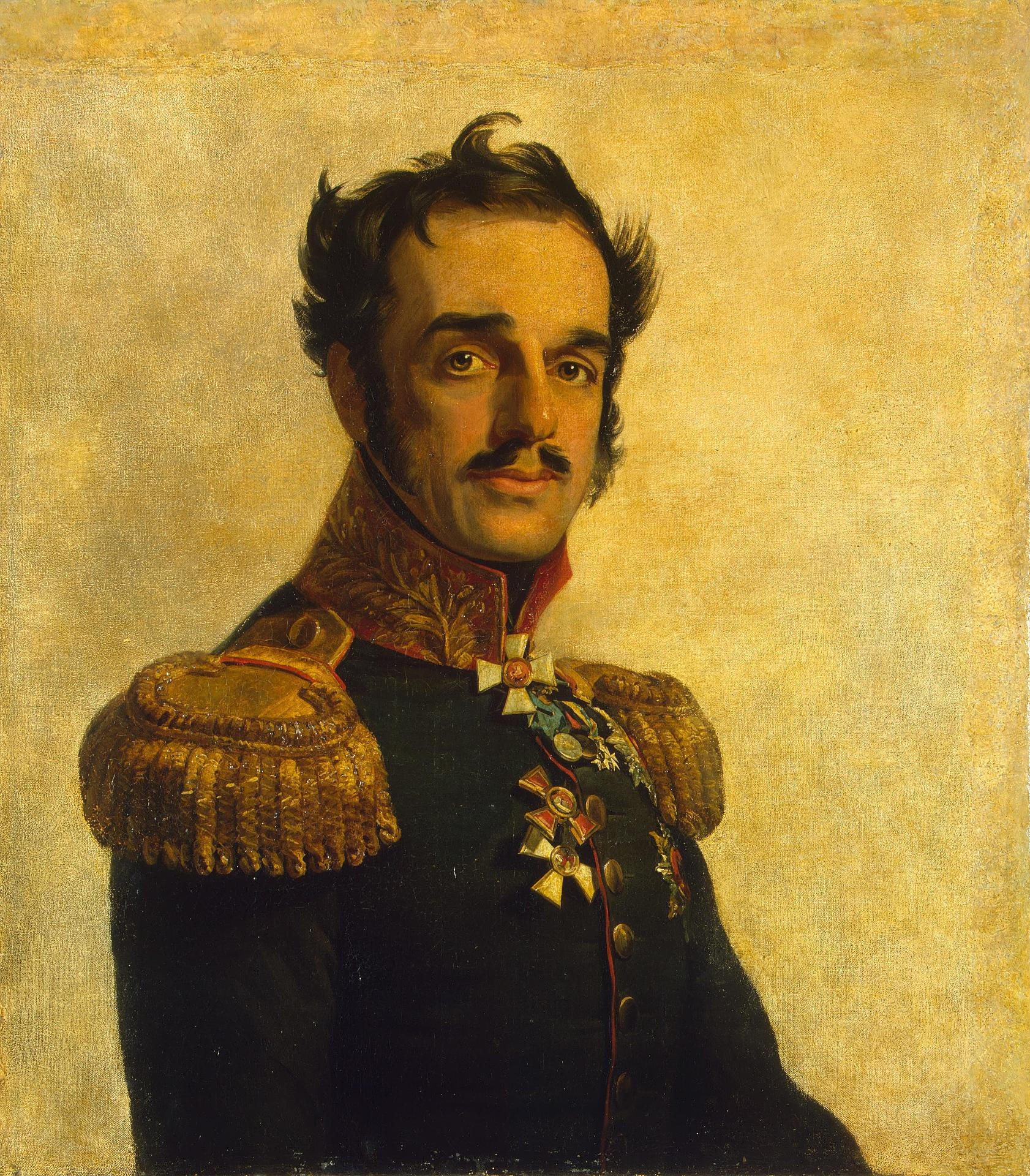
George Dawe: Jan de Witte, Petersburg.
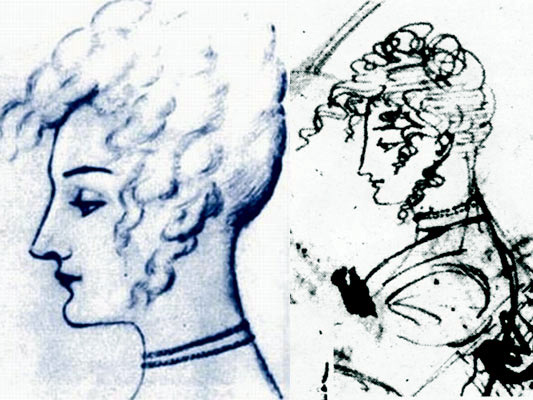
Alexander Puschkin: Karolina Sobańska, 1820er Jahre.
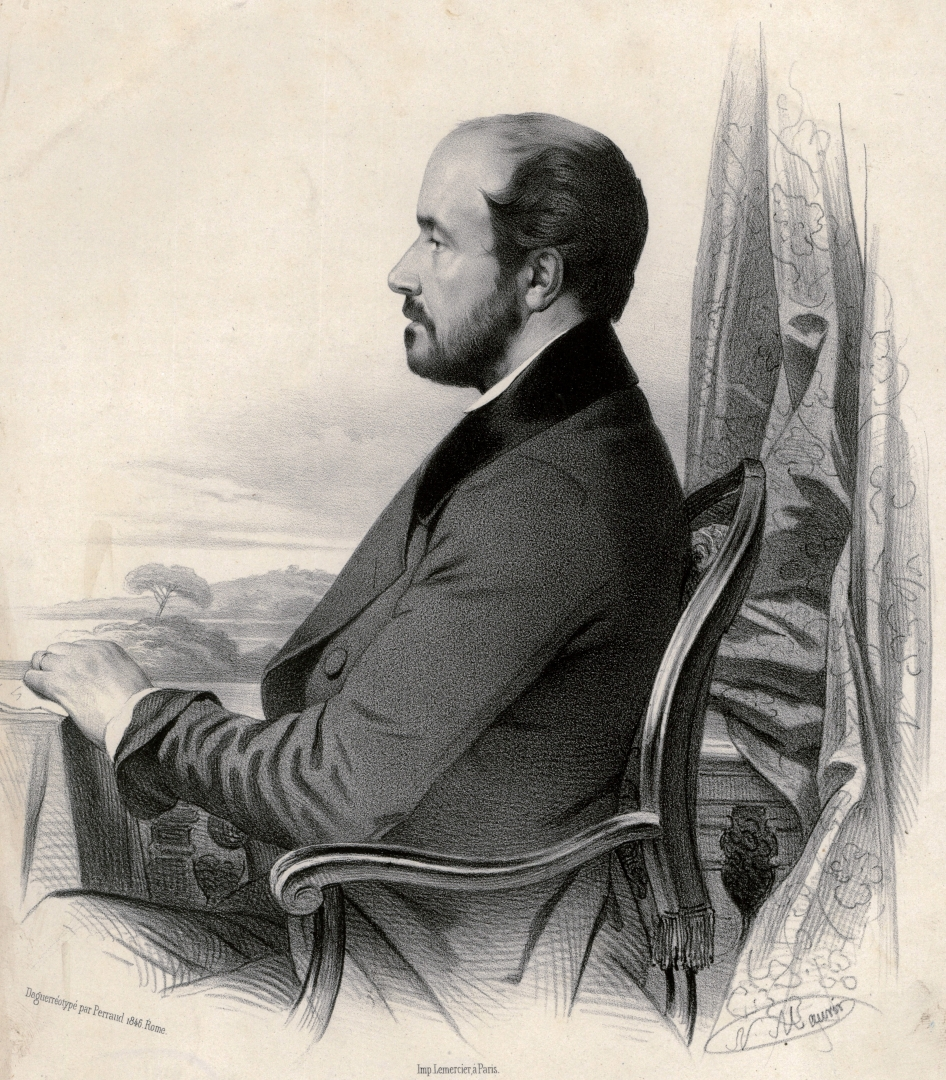
Nicolas Maurin nach Daguerreotypie von Perraud (Rom 1846): Aleksander Potocki.
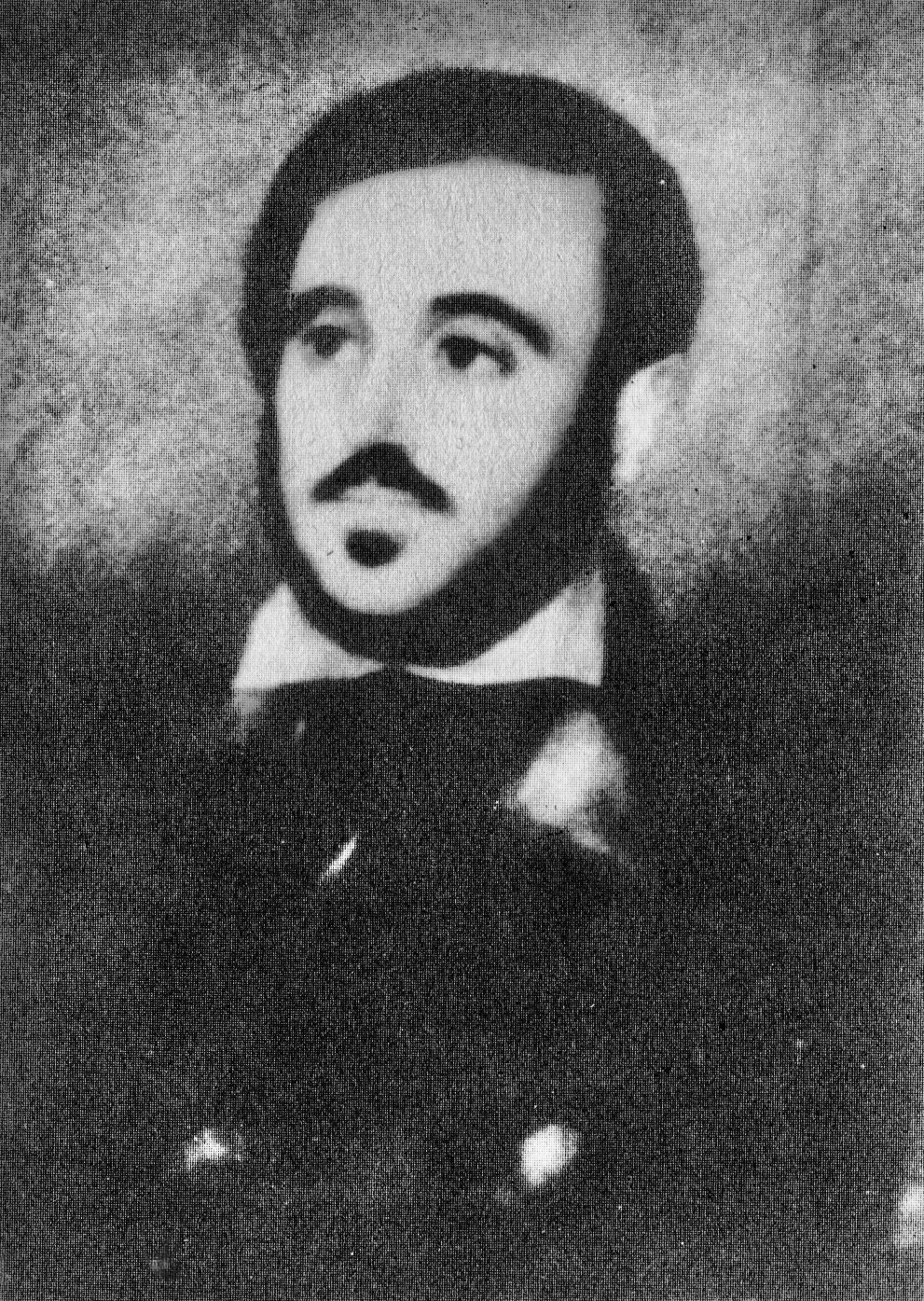
Antoni Lange: Mieczysław Potocki, Miniatur, 1844, Schloss Montrésor.
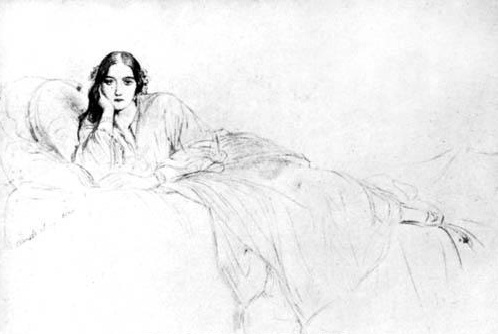
Paul Delaroche: Delfina Potocka geborene Komarówna.
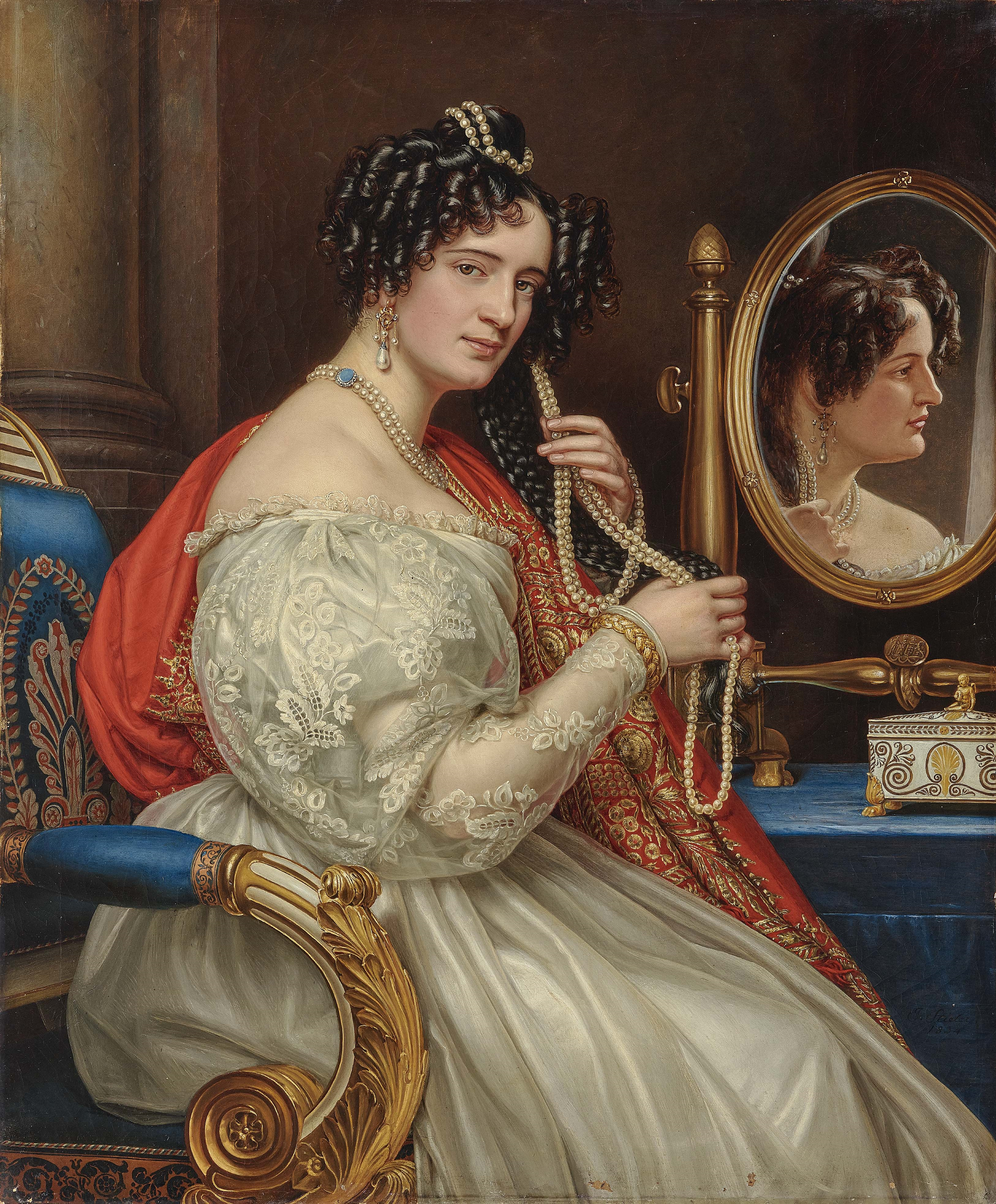
Joseph Karl Stieler: Zofia Kisseljowa, 1834.
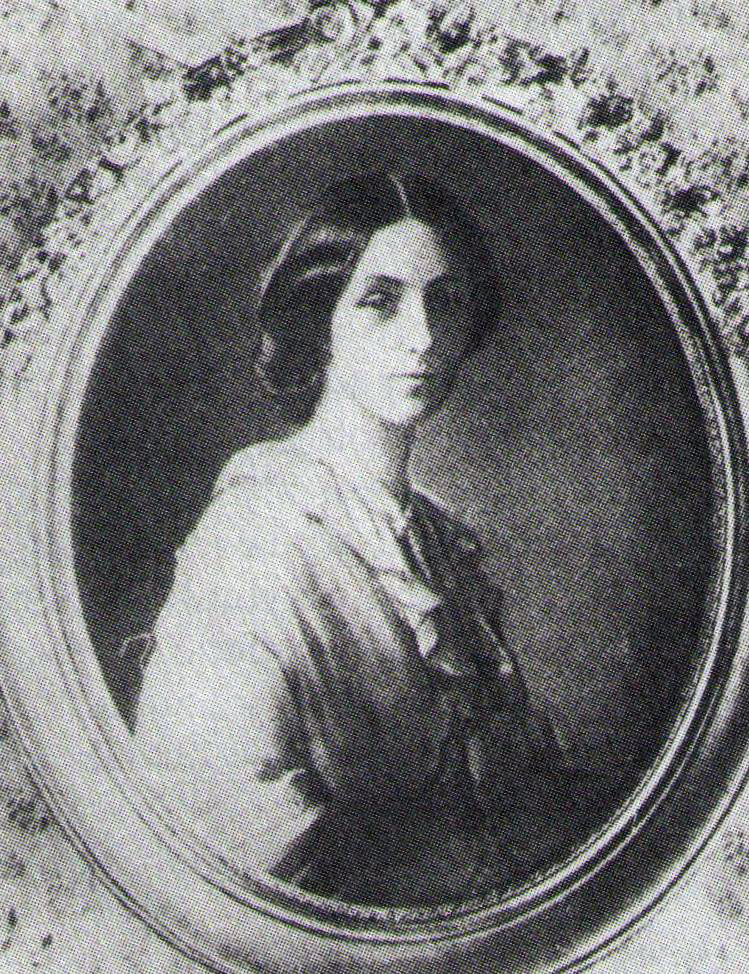
Franz Xaver Winterhalter: Olga Naryschkina, 1820er Jahre.
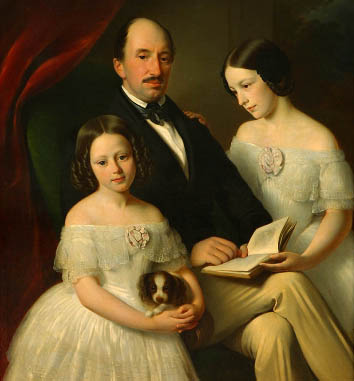
Heinrich Hollpein: Bolesław Potocki mit Töchtern.

Neben elf Stiefkindern aus Szczęsny Potockis Ehe mit Józefina Mniszech hatte Zofia zumindest zehn eigene:
- Jan de Witte (1781–1840), ⚭ (1) Józefa Walewska geborene Lubomirska (1764/70–1851), ⚭ (2) Karolina Sobańska geborene Rzewuska (1793/95–1885), ⚭ (3) Nadeschda Petrischewa geborene Apraxina († 1855)
- Kornel de Witte (* 1784)
- Konstanty (* 1793)
- Mikołaj (* 1794)
- Helena (* 1797)
- Aleksander Potocki (1798–1868)
- Mieczysław Potocki (etwa 1800–1878), ⚭ (1) 1825 Delfina Komarówna (1807–1877), ⚭ (2) 1844 Emilia Świeykowska (1821–1894)
- Zofia Potocka (1801–1875), ⚭ 1821 Pawel Kisseljow (1788–1872)
- Olga Potocka (1803–1861), ⚭ 1824 Lew Naryschkin (1785–1846)
- Bolesław Potocki (1806–1893), ⚭ 1825 Maria Sałtykowa (1807–1845)

Zum Vater hatten die beiden Erstgeborenen wahrscheinlich Józef de Witte, fünf weitere Kinder Szczęsny Potocki, Mikołaj den erwähnten Unbekannten, Mieczysław den Banditen Caracolli und Bolesław seinen Stiefbruder Jerzy Potocki.
Von Zofias Lieblingssohn Jan de Witte wurde mit zwanzig Jahren Oberst. Er heiratete Józefa Walewska, welche mit Fjodor Uwarow, einem Favoriten Alexanders I., und mit Napoleons Geliebter Maria Walewska verschwägert war. Seine Mätresse und später zweite Gattin Karolina Sobańska – ihre Schwester Ewelina Hańska heiratete den Schriftsteller Honoré de Balzac – war Salonnière in Odessa. Witte trieb, anders als seine Mutter, tatsächlich Spionage: Seit 1807 im Ruhestand, trat er 1809 als Freiwilliger in französische Dienste. Als Doppelagent soll de Witte 1812 die Memel durchschwommen und Napoleons Pläne für den Russlandfeldzug verraten haben. Im selben Jahr wurde er Generalmajor, 1818 Generalleutnant. Später reorganisierte er Russlands Militärkolonien. 1829 wurde er zum General der Kavallerie befördert. In Odessa ließ er das neugotische Palais Witte errichten.
Im Gegensatz zu de Witte verließ Aleksander Potocki, der zuerst ebenfalls Gardeoberst war, das Zarenreich. 1831 stelle er in Polen ein selbst finanziertes Kavallerieregiment auf, was mit er mit der Konfiskation seiner Güter geahndet wurde. Er lebte anschließend im Exil in Deutschland und Italien.
Mieczysław Potocki wurde zweimal geschieden, das erste Mal von Delfina Komarówna. Wegen Skandalen inhaftiert, kam er nach dem Tod Nikolaus I. (1855) wieder frei. Er lebte anschließend vermögend in Paris.
Bolesław Potocki führte ein unauffälliges Leben in Podolien.
Zofias gleichnamige Lieblingstochter heiratete 1821 den künftigen Minister Pawel Kisseljow, verließ ihn allerdings wieder, da er eine Affäre mit ihrer Schwester Olga Naryschkina eingegangen war. Zofia soll von Fjodor Dostojewski als Babuschka im Roman Der Spieler (1867) porträtiert worden sein. Wie ihre Schwester Olga verstarb sie in Paris.

## Nachleben
Das Schlafzimmer der Zofia Potocka im Palast in Tultschyn sowie ein dortiges Porträt von ihr wurden offenbar durch einen Brand im Jahr 1928 zerstört. Die Familienpapiere der Potockis, die Mieczysław ins Exil mitnahm, sind verschollen und die in Tultschyn verbliebenen verstreut oder vernichtet. Einige hundert Briefe ihrer Korrespondenz liegen im Hauptstaatsarchiv in Kiew. Davon sind drei Viertel, die aus den Jahren 1806–1810 stammen, an Nowossilzew und Jerzy Potocki gerichtet, andere an Szczęsny Potocki und an die Kisseljows. Hinzu kommen Jerzys Briefe aus Paris und jene des Herzogs von Richelieu. Der Heimatforscher Antoni Józef Rolle (1829–1894) vermischte heute verschollenes Archivmaterial über sie mit eigenen Erfindungen.
Der polnische Historiker Jerzy Łojek (1932–1986) verfasste eine „bunte Tragikomödie“ über Zofia Potocka. 2014 führte Witaliy Selesnyow (Віталій Селезньов) in Winnyzja das Theaterstück Sofija (Софія) über sie auf, 2015 wurde sie in einem Fernsehfilm als Meisterspionin dargestellt.